# Liste der Stolpersteine in Berlin-Moabit
Die Liste der Stolpersteine in Berlin-Moabit enthält die Stolpersteine im Berliner Ortsteil Moabit im Bezirk Mitte, die an das Schicksal der Menschen erinnern, die im Nationalsozialismus ermordet, deportiert, vertrieben oder in den Suizid getrieben wurden. Die Tabelle erfasst insgesamt 530 Stolpersteine und ist teilweise sortierbar; die Grundsortierung erfolgt alphabetisch nach dem Familiennamen.
| Bild                  | Name                                              | Standort                                                                | Verlegedatum  | Leben | Lage |
| --------------------- | ------------------------------------------------- | ----------------------------------------------------------------------- | ------------- | --- | ---- |
|                       | Edmond Adout                                      | Dortmunder Straße 9                                                     | Aug. 2010     | Edmond Adout wurde am 13. Dezember 1889 in Adrianopel (heute: Edirne/Türkei) geboren. Er entstammte der jüdischen Handelsfamilie von Jacob und Mazalto Adout und war zweitältester Sohn. Edmond Adout war offiziell ledig, lebte aber mit seiner Sekretärin, Untermieterin und Lebensgefährtin seit 1928 in einer größeren Wohnung Dortmunder Straße 9. Die Nürnberger Gesetze verhinderten ab 1935 eine Eheschließung. Der gelernte Kaufmann betrieb hier ein florierendes Handelsgeschäft für Ziegenleder und Schwämme: der Betrieb lieferte u. a. Fensterleder für die Garagen und Gebäudereinigung des Reichs-Luftfahrt-Ministeriums. Den zunehmenden Schikanen des NS-Regimes gegen jüdische Unternehmen versuchte Edmont Adout zu entgehen, indem er vom Judentum zum Islam übertrat. Allerdings verzögerten die Behörden in Istanbul die erforderliche Beglaubigung der Konversion zu lange. Im Juli 1942 wurde Erdmond Adout zur Berliner Fremdenpolizei bestellt, von der er nicht mehr zurückkam. Der 17. Osttransport brachte ihn am 11. Juli 1942 in das Vernichtungslager Auschwitz. Bei dessen Befreiung im Januar 1945 war Edmond Adout nicht unter den Überlebenden. |      |
|                       | Margarete Alexander                               | Elberfelder Straße 20                                                   | 6. März 2009  | Margarete Alexander, geb. Fraenkel, kam am 9. Februar 1861 in Berlin zur Welt. Zum Zeitpunkt ihrer Deportation war sie verwitwet. Im Mai 1939 wohnte sie in der Elberfelder Straße 20 in Moabit. Am 15. Januar 1940 zog sie in das Jüdische Altersheim in der Klopstockstraße 58 um, am 12. Januar 1942 in ein anderes Heim in der Marburger Straße 5. Von dort wurde sie im Juli 1942 in das Ghetto Theresienstadt deportiert, wo sie am 18. Februar 1943 starb. |      |
|                       | Heinz Eugen Almus                                 | Dortmunder Straße 13                                                    | 20. Sep. 2013 | Geboren am 30. September 1925 in Berlin. Einschulung im April 1932 - Schule Bochumer Straße 1936 bis 1937 Menzel-Oberrealschule. Deportation am 4. März 1943 nach Auschwitz.(siehe Oskar Almus).Dort ermordet am 5. Juni 1943. |      |
|                       | Margarete Almus                                   | Dortmunder Straße 13                                                    | 20. Sep. 2013 | Geboren als Margarete Feder am 18. Mai 1895 in Heřmanův Městec (Hermannstädtel). Deportation am 4. März 1943 nach Auschwitz, dort ermordet (siehe Oskar Almus). |      |
|                       | Oskar Almus                                       | Dortmunder Straße 13                                                    | 20. Sep. 2013 | Geboren am 16. Dezember 1885 in Hostinné (Arnau). Verhaftet im Jahre 1938: KZ Sachsenhausen. Deportation am 4. März 1943 nach Auschwitz. Dort ermordet. |      |
|                       | Adolf Abraham Alpern                              | Dortmunder Straße 10                                                    | 2020          | |      |
|                       | Herbert Alpern                                    | Dortmunder Straße 10                                                    | 2020          | |      |
|                       | Jakob Alpern                                      | Dortmunder Straße 10                                                    | 2020          | |      |
|                       | Rosa Alpern                                       | Dortmunder Straße 10                                                    | 2020          | |      |
|                       | Willi-Seev Alpern                                 | Dortmunder Straße 10                                                    | 2020          | |      |
|                       | Else Frieda Arndt                                 | Essener Straße 11                                                       | 3. Juni 2017  | Geboren am 11. November 1877 in Berlin, Borsigstraße 21 als Tochter des Kaufmanns Gustav Arndt und seiner Ehefrau Anna Auguste Maria, geb. Huhmann. Deportiert am 8. September 1942 nach Theresienstadt. Dort ermordet am 27. August 1944. |      |
|                       | Martha Arndt                                      | Essener Straße 11                                                       | 3. Juni 2017  | Geboren am 5. Januar 1874 in Berlin. Deportiert am 8. September 1942 nach Theresienstadt. Dort ermordet am 23. Oktober 1942. |      |
|                       | Moritz Arndt                                      | Essener Straße 11                                                       | 3. Juni 2017  | Moritz Julius Arndt, geboren am 6. Juni 1889 in Berlin, Kleine Hamburger Straße 19, als Sohn des Kaufmanns Gustav Arndt und seiner Ehefrau Anna Auguste Maria, geb. Huhmann. Inhaftiert im KZ Sachsenhausen 1938. 27. Oktober 1942 Flucht in den Tod in Berlin. |      |
|                       | Walter Arndt                                      | Essener Straße 11                                                       | 3. Juni 2017  | Walter Max Bernhard Arndt, geboren am 26. Januar 1884 in Berlin, Unterbaumstraße 2, als Sohn des Kaufmanns Gustav Arndt und seiner Ehefrau Anna Auguste Maria, geb. Huhmann. Inhaftiert im KZ Sachsenhausen 1938. 27. Oktober 1942 Flucht in den Tod in Berlin. |      |
|                       | Luise Aronstein                                   | Solinger Straße 7                                                       |               | Luise Aronstein, geb. Scholtz, kam am 26. Juli 1879 als Tochter eines jüdischen Kaufmanns im oberschlesischen Kattowitz zur Welt. Sie heiratete 1901 Dr. Philipp Aronstein. Mit dem „59. Alterstransport“ vom 8. September 1942 wurde das Ehepaar Aronstein nach Theresienstadt deportiert. Luise Aronstein wurde von dort am 16. Mai 1944 ins Vernichtungslager Auschwitz deportiert und ermordet. |      |
|                       | Philipp Aronstein                                 | Solinger Straße 7                                                       |               | Dr. Philipp Aronstein war Lehrer, Neuphilologe und Anglist. Er wurde am 4. Dezember 1862 in Halver geboren. Ab 1900 arbeitete er als Lehrer im oberschlesischen Myslowitz (Mysłowice). Dort heiratete er 1901 Luise Scholtz. 1902 und 1904 kamen die Töchter Berta und Lotte zur Welt, die Söhne Fritz und Hans folgten 1912 und 1916. Ab 1907 war Philipp Aronstein als Lehrer in Berlin tätig. Die Familie wohnte erst in Kreuzberg, ab 1913 war sie im Bezirk Tiergarten zuhause, bis 1933 in der Elberfelder Straße 28, dann in der Tile-Wardenberg-Straße 11. Nach seiner, staatlichen Sparmaßnahmen geschuldeten, Frühpensionierung 1924 nahm er einen Lehrauftrag der Berliner Addass-Jisroel-Gemeinde an, wo er von 1928 bis 1935 Englisch unterrichtete. Neben seinem Beruf als Lehrer widmete sich Philipp Aronstein der Forschung. Er war Mitglied vieler wissenschaftlicher Vereinigungen und entfaltete eine rege Publikationstätigkeit. Den vier Kindern der Familie Aronstein gelang in den Jahren nach 1933 die Emigration. Die Tochter Berta wanderte mit Mann und Kindern nach England aus; Lotte und Fritz gingen nach Palästina. Der jüngste Sohn Hans konnte 1937 nach Schweden entkommen, auch er ging später nach Palästina. 1938 bezogen die Aronsteins ihre letzte Wohnung in der Solinger Straße 7 in Moabit. Mittlerweile hatten sie sich doch noch zur Auswanderung entschlossen, doch trotz aller Bemühungen der Kinder gelang die Rettung nicht mehr. Mit dem „59. Alterstransport“ vom 8. September 1942 wurde das Ehepaar Aronstein nach Theresienstadt deportiert. Dort starb der 79-jährige Philipp Aronstein nach 14 Tagen, am 23. September 1942. Luise Aronstein wurde am 16. Mai 1944 ins Vernichtungslager Auschwitz deportiert und ermordet. |      |
|                       | Ellinor Asch                                      | Thomasiusstraße 3                                                       | 8. Aug. 2014  | Geboren am 26. Februar 1927 in Ratzebuhr (Pommern)/Okonek. Beruf Schülerin. Deportation von Berlin am 26. September 1942 nach Raasiku bei Reval (Tallinn). Ermordet in Raasiku bei Reval (Tallinn). |      |
|                       | Marta Asch                                        | Thomasiusstraße 3                                                       | 8. Aug. 2014  | Geboren als Marta Caminer am 13. April 1882 in Bärwalde (Westpommern)/Barwice. Deportation von Berlin am 26. September 1942 nach Raasiku bei Reval (Tallinn). Ermordet in Raasiku bei Reval (Tallinn). |      |
|                       | Simon Asch                                        | Thomasiusstraße 3                                                       | 8. Aug. 2014  | Geboren am 29. Dezember 1878 in Labischin (Provinz Posen)/Łabiszyn. Beruf Kaufmann. Zwangsarbeit als Arbeiter bei Metallwarenfabrik Karl Berger, Dieffenbachstraße, Berlin. Deportation von Berlin am 26. September 1942 nach Raasiku bei Reval (Tallinn). Ermordet in Raasiku bei Reval (Tallinn). |      |
|                       | Editha Badasch                                    | Thomasiusstraße 26                                                      | 8. Aug. 2014  | Geb. Editha Ester Schuber, 24. Dezember 1902 in Berlin als Tochter von Philipp Schuber und seiner Ehefrau Johanna, geb. Wisch. Verheiratet am 14. April 1921 mit dem Kaufmann Max Paul Badasch. (siehe Max Badasch) |      |
|                       | Dorothea Paula Balschowski                        | Krefelder Straße 4                                                      | unbekannt     | Dorothea Paula Balschowski, geb. Reiss, geboren 1876, Deportation am 17. Juli 1942, tot am 31. Mai 1944. | Lage |
|                       | Ephraim Balschowski                               | Krefelder Straße 4                                                      | unbekannt     | Ephraim Balschowski, geboren 1873, Deportation am 17. Juli 1942, tot am 19. April 1944. | Lage |
|                       | Max Badasch                                       | Thomasiusstraße 26                                                      | 8. Aug. 2014  | Max Paul Badasch wurde am 8. November 1890 in Berlin geboren. Seine Eltern, der Zigarrenarbeiter Mordech Hirsch Badasch und seine Frau Mirjam, geborene Rippmann, waren aus Wilna zugewandert. Max Badasch machte eine kaufmännische Lehre in der Moritz Böhme gehörenden Fabrik für Verbandsstoffe in Berlin NW 24, Oranienburger Straße 65. In den 20er und zu Beginn der 30er Jahre arbeitete er zeitweise als Reisender für diese Firma, als Filialleiter in Hamburg sowie zwischen 1925 und 1929 als Mitinhaber. Nach 1933 arbeitete er als selbständiger Kaufmann. Am 14. April 1922 heiratete er Editha Schuber in Berlin-Steglitz. Am 27. Februar 1924 wurde der Sohn Gerhard Manfred geboren. Die Familie Badasch lebte in der Flemmingstraße und der Arndtstraße in Steglitz. 1936 schickte das Ehepaar Badasch seinen Sohn mit einem Kindertransport in die USA, wo er von einer Pflegefamilie in St. Louis aufgenommen wurde. Vermutlich ab 1940 hatte Max Badasch Zwangsarbeit zu leisten, zuerst im Tiefbau, dann in der Fabrik der Firma Blaupunkt in der Forckenbeckstraße 9–13 in Wilmersdorf. Im Frühjahr 1942 zog er mit seiner Frau von der Rathstraße 46 (bis 1939 Arndtstraße) in Steglitz in die Thomasiusstraße 26 nach Moabit in eine sogenannte Judenwohnung. Von dort wurden beide im Februar 1943 in ein Sammellager gebracht, wohin ihnen am 28. Februar die amtliche Verfügung über die Einziehung des Vermögens überbracht wurde. Am 1. März 1943 wurden Max und Editha Badasch mit dem 31. Osttransport nach Auschwitz deportiert. |      |
|                       | Anna Behrendt                                     | Alt-Moabit 86                                                           | 9. Feb. 2016  | Geb. Mühsam, am 20. Juli 1862 in Berlin-Pankow als Tochter von Emanuel Mühsam und Emilie Gottschalk. Flucht in den Tod, Berlin 10. September 1942. Die richtige Schreibweise des Familiennamens ist „Behrend“ und sie starb eines natürlichen Todes in ihrer Wohnung. Die Sterbeurkunde wurde von ihrer Tochter Marie Schmoller unterzeichnet. |      |
|                       | Helene Behrendt                                   | Bredowstraße 49                                                         |               | Helene Behrendt wurde am 15. Oktober 1894 in Filehne in Posen (heute Wieleń) als Helene Richter geboren. Ihr Ehemann Leopold Behrendt kam am 27. März 1885 in Jungen in Westpreußen zur Welt. Sie heirateten am 17. Januar 1922 und hatten eine Tochter, die rechtzeitig nach Palästina auswandern konnte. Leopold Behrendt arbeitete als Kaufmann bei Dr. Kohlhorn in Niederschönhausen. Seine Frau, deren erlernter Beruf Stenotypistin war, hatte eine Tätigkeit als Arbeiterin bei der Firma Osram in der Helmholtzstraße. Am 13. November 1941 wurde das Vermögen der Eheleute eingezogen. Einen Tag später, am 14. November 1941 verschleppte man sie mit dem 5. „Osttransport“ nach Minsk. Sie haben die Deportation nicht überlebt. |      |
|                       | Leopold Behrendt                                  | Bredowstraße 49                                                         |               | (siehe Helene Behrendt) |      |
|                       | Karl Behrens                                      | Huttenstraße 12 (Betriebsgelände der Siemens AG Gasturbinenwerk Berlin) | Apr. 2003     | In Berlin-Kreuzberg aufgewachsen, engagiert sich Karl Behrens bei den Pfadfindern. 1929 schließt er sich der SA und NSDAP an. Aus Anlass des Stennes-Putsch 1931 tritt er jedoch wieder aus. Danach sympathisiert Behrens mit der KPD, aber auch mit der Schwarzen Front. Von 1932 bis 1937 besucht der gelernte Schlosser das Berliner Abendgymnasium. Über seine Englischlehrerin Mildred Harnack kommt Behrens in den von Arvid Harnack geleiteten Schulungszirkel. 1934/35 hat er Gespräche mit Anhängern von Ernst Niekisch. Seit 1938 arbeitet Behrens als Werkzeugkonstrukteur bei der AEG-Turbinenfabrik. Dort hat er lose Verbindungen zu NS-Gegnern. Im März 1938 wird Behrens wegen des Verteilen von Flugblättern angeklagt, aber mangels Beweisen freigesprochen. 1939 inhaftieren ihn die Nationalsozialisten für kurze Zeit wegen eines für seinen jüdischen Schwager gefälschten Taufscheins. Im Februar 1939 heiratet er Clara Sonnenschmidt; aus der Ehe gehen drei Kinder hervor. Arvid Harnack entscheidet deswegen 1941, Behrens nicht als Funker für eine geplante Verbindung mit der Sowjetunion einzusetzen. Er soll einige Male verschlüsselte Nachrichten von Arvid Harnack an Hans Coppi weitergeleitet haben. Im Mai 1942 wird Behrens eingezogen und am 16. September 1942 an der Ostfront vor Leningrad verhaftet. Am 20. Januar 1943 wird er vom Reichskriegsgericht zum Tode verurteilt und in Berlin-Plötzensee ermordet. |      |
|                       | Simon Beiser                                      | Levetzowstraße 16                                                       | Mai 2004      | Simon Beiser wurde am 9. Dezember 1875 in Kolomea in Ost-Galizien in der heutigen Ukraine geboren. Von Beruf war er Kaufmann und zusammen mit seinem Bruder Mechel Inhaber der Firma Gebrüder Kassner in der Bülowstraße 6 und der Möbelfabrik Robert Seelisch in der Rigaer Straße 71–73a. Am 22. Mai 1902 heiratete er Clara Wronker. 1903 wurde sein Sohn Herbert geboren, 1904 und 1910 folgten die Töchter Dora und Margot. Am 1. April 1936 zog das Ehepaar von der Levetzowstraße 16 in die Klopstockstraße 30 um. Die Ehe wurde um 1940 geschieden, und Clara Beiser wohnte zuletzt in Berlin-Grunewald in der Pension Ebstein in der Gneiststraße 8. Sie wurde am 13. Januar 1942 nach Riga deportiert und dort ermordet. Nach der Scheidung hatte Simon Beiser eine Haushälterin namens Ottilie Boelter eingestellt. Am 1. April 1941 unterschrieb er eine Schenkungserklärung, in der er festlegte, dass Ottilie Boelter im Falle seiner Ausreise einen Teil des Wohnungsinventars, Lebensmittel und 1000 Reichsmark in bar erhalten sollte. Dieses Schenkungsversprechen wurde von der Gestapo mit der Begründung, es mangele an der erforderlichen gerichtlichen oder notariellen Beurkundung, nicht anerkannt. Somit wurde auch dieser Teil seines Vermögens „zugunsten des Reiches“ eingezogen. Simon Beiser wurde am 2. April 1942 angeblich nach Trawniki im damaligen Distrikt Lublin deportiert. Da aber bekannt ist, dass das Lager Trawniki, das der SS als “Ausbildungslager” für KZ-Bewacher diente, im Frühjahr 1942 für Ankommende geschlossen war, kann man davon ausgehen, dass Simon Beiser wahrscheinlich ins Warschauer Ghetto deportiert wurde und von dort aus in eines der Vernichtungslager kam. Laut seiner Tochter Margot ist er am 1. Juli 1942 im Warschauer Ghetto verstorben. Simons Sohn Herbert entkam der Vernichtung, indem er nach Palästina auswanderte. Die Töchter konnten mit ihren Ehemännern rechtzeitig nach England emigrieren. |      |
|                       | Else Bendix                                       | Elberfelder Straße 25                                                   | 12. Mai 2023  | |      |
|                       | Julius Bendix                                     | Elberfelder Straße 25                                                   | 12. Mai 2023  | |      |
|                       | Betti Bergmann                                    | Eyke-von-Repkow-Platz ggü. 2                                            | 10. Juni 2024 | |      |
|                       | Edith Bergmann                                    | Eyke-von-Repkow-Platz ggü. 2                                            | 10. Juni 2024 | |      |
|                       | Hermann Jacob Bergmann                            | Eyke-von-Repkow-Platz ggü. 2                                            | 10. Juni 2024 | |      |
|                       | Ursula Miriam Bergmann                            | Eyke-von-Repkow-Platz ggü. 2                                            | 10. Juni 2024 | |      |
|                       | Betti Bergmann                                    | Eyke-von-Repkow-Platz ggü. 2                                            | 10. Juni 2024 | |      |
|                       | Ruth Berne                                        | Wullenweberstraße 1                                                     | 25. Juli 2012 | Ruth Berne wurde am 13. Mai 1922 in Chemnitz geboren. Sie war die Tochter von Paula Kronthal, geb. Bergmann. Nach der Heirat ihrer Mutter mit dem Chemiker Heinz Ludwig Kronthal zog sie mit ihrer Mutter und dem Stiefvater in eine gemeinsame Wohnung am Hansa-Ufer 8, der heutigen Wullenweberstraße 1, in Berlin-Mitte. Ruth musste ab einem nicht näher bestimmten Zeitpunkt bis kurz vor der Deportation Zwangsarbeit in den Siemens-Kleinbauwerken in Siemensstadt leisten. Am 9. Dezember 1942 wurde die 20-Jährige zusammen mit ihren Eltern mit dem „24. Osttransport“ nach Auschwitz deportiert und ermordet. |      |
|                       | Emil Gustav Birnbaum                              | Thomasiusstraße 14                                                      | 25. März 2015 | Geboren am 9. November 1890 in Krakau / Kraków. Besitzer eines Schuhgeschäfts in Berlin. Abgeschoben 1938 von Berlin nach Bentschen / Zbąszyń. Inhaftiert 1939 bis 1943 im Ghetto Krakau / Kraków, ab 1943 im KZ Płaszów. |      |
|                       | Jadwiga Hedwig Birnbaum                           | Thomasiusstraße 14                                                      | 25. März 2015 | Geb. Bader, am 2. August 1898 in Krakau / Kraków. Apothekenhelferin. Abgeschoben 1938 von Berlin nach Bentschen / Zbąszyń. Inhaftiert 1939 bis 1943 im Ghetto Krakau / Kraków, ab 1943 im KZ Płaszów. |      |
|                       | Ruth Birnbaum                                     | Thomasiusstraße 14                                                      | 25. März 2015 | Geboren am 31. Juli 1932 in Berlin. 1939 per Kindertransport nach England. |      |
|                       | Ursula Birnbaum                                   | Thomasiusstraße 14                                                      | 25. März 2015 | Geboren am 21. Oktober 1926 in Berlin. 1939 per Kindertransport nach England. |      |
|                       | Anna Blankenstein                                 | Turmstraße 9                                                            | 9. Sep. 2017  | Geboren am 27. Januar 1880 in Berlin. Deportation am 14. Dezember 1942 nach Riga. Ermordet in Riga. |      |
|                       | Leonore Blum                                      | Thomasiusstraße 15                                                      | 24. Juni 2015 | Geb. Blume, am 8. April 1860 in Berlin. Deportation am 14. September 1942 in das KZ Theresienstadt, am 29. September 1942 in das Vernichtungslager Treblinka. Ermordet am 29. September 1942 in Treblinka. Über Leonore Blum ist wenig bekannt. Vermutlich arbeitete sie oder ihr Mann in früheren Jahren für die Reichsschuldenverwaltung – von dort erhielt Frau Blum eine Rente von halbjährlich 600 Mark. Ihren letzten frei gewählten Wohnort in der Thomasiusstraße 15 musste Leonore Blum 1942 verlassen, als man sie in das Jüdische Altersheim in der Gerlachstraße 18/21, Nähe Alexanderplatz, verbrachte. Kurz zuvor war dieses Altersheim für anstehende Deportationen in ein Sammellager umfunktioniert worden. Dorthin wurde Leonore Blum am 7. September 1942 durch einen Gerichtsvollzieher die Verfügung über die Einziehung ihres Vermögens zu Gunsten des Reiches überbracht. Am 14. September 1942, wurde die 82-Jährige mit dem Alterstransport I/65 nach Theresienstadt deportiert. Leonore Blum wurde am 29. September 1942 von Theresienstadt in das Vernichtungslager Treblinka deportiert und dort gleich nach der Ankunft ermordet. Im November 1942 wurde ihr Besitz durch die Oberfinanzdirektion mit Sitz in Alt-Moabit bewertet und im März 1943 einer Händlerfirma übergeben. Diese überweist am 23. Juni 1943 für die Übernahme der letzten Habe von Leonore Blum 106,31 RM an die Oberfinanzkasse. Zwei Tage zuvor hatte die Vermögensverwertungsstelle des Oberfinanzpräsidenten Berlin-Brandenburg dem Hauptplanungsamt des Berliner Oberbürgermeisters „zum Zwecke der Weitervermietung oder (…) zur Beschlagnahme“ gemeldet, dass die Wohnung von Leonore Blum geräumt worden sei. |      |
|                       | Irene Blumenfeld                                  | Solinger Straße 10                                                      | Sep. 2003     | Geboren als Irene Evelyne am 5. März 1929 im Berlin. |      |
|                       | Max Blumenthal                                    | Solinger Straße 10                                                      | Sep. 2003     | Manasse Max Blumenthal kam am 12. Februar 1878 in Samotschin (heute: Szamocin/Polen) als Sohn von Heymann und Ernestine Blumenthal (geb. Kronheim) zur Welt. Wie sein Vater wurde er Kaufmann und heiratete am 18. Dezember 1906 im westpreußischen Culmsee (Chełmża) Paula Henschel. Damals wohnte Max Blumenthal in Graudenz (Grudziądz) an der Weichsel. Dort wurde drei Jahre später, am 22. Dezember 1909, seine Tochter Ellen und am 24. Februar 1915 sein zweites Kind Gerd zur Welt. Mit seiner Familie wohnte Max Blumenthal lange Zeit in Greifswald. Dort führte er zusammen mit seiner Frau das Ledergeschäft Schlesinger & Co. Aufgrund der antisemitischen Verfolgung mussten Max und Paula Blumenthal das Geschäft schließen. Ab Oktober 1937 verlegte er seinen Wohnsitz nach Berlin-Mitte in die Weydingerstraße, die damals Horst-Wessel-Straße hieß. Von dort zog er mit seiner Frau in die Tile-Wardenberg-Straße 2 nach Moabit (damals Bezirk Tiergarten). Dort wohnte zum Zeitpunkt der Volkszählung am 17. Mai 1939 auch Rosa Waller (geb. Blumenthal), geboren am 14. Januar 1889 in Szamocin, die vermutlich eine Schwester oder Cousine von Max Blumenthal war. Sein Sohn Gerd war damals bereits nach Kolumbien emigriert. Die Kosten für die Überfahrt bezahlte Tochter Ellen aus ihrer Mitgift. Auch Max und Paula Blumenthal wurden finanziell von ihrer Tochter unterstützt, da sie seit dem Umzug nach Berlin völlig mittellos waren. Im April 1941 bezogen sie in der Solinger Straße 10 ein Zimmer zur Untermiete. Am 4. Oktober 1942 wurde Max Blumenthal zusammen mit seiner Frau mit dem „3. großen Alterstransport“ nach Theresienstadt deportiert und starb dort am 18. Juli 1943. |      |
|                       | Paula Blumenthal                                  | Solinger Straße 10                                                      | Sep. 2003     | Geboren als Paula Henschel am 4. Januar 1877 in Culmsee (Westpreußen)/Chełmża. Deportation am 3. Oktober 1942 gemeinsam mit ihrem Mann Max Blumenthal (siehe dort) nach Theresienstadt. Dort gestorben am 29. Oktober 1943. |      |
|                       | Gertrud Bobert                                    | Krefelder Straße 7                                                      | 30. Nov. 2013 | Gertrud Amalie Bobert, geb. Schafranek wurde am 7. Juli 1904 in Berlin als Tochter des Kürschnermeisters Samuel Schafranek und seiner Frau Johanna, geb. Wagner geboren. Ihr Vater hatte eine Mützenfabrik im Prenzlauer Berg. Frau Bobert war seit dem 10. Mai 1929 mit dem Bankbeamten Bernhard Bobert verheiratet. Die Ehe wurde am 13. Oktober 1934 geschieden. Dadurch wurde Gertrud schutzlos. Sie wohnte 1935 im Prenzlauer Berg, später in der Tannenbergallee in Charlottenburg. In den Akten wurde sie als “Zuschneiderin” geführt. Ab wann sie in der Krefelder Straße 7 wohnte, ist nicht bekannt. Sie wurde im Rahmen der sogenannten “Fabrikaktion” – alle noch in Berlin lebenden Juden, derer man habhaft werden konnte, wurden ohne Ankündigung von ihren Arbeitsplätzen weg verschleppt – verhaftet und am 4. März 1943 nach Auschwitz deportiert und ermordet. |      |
|                       | Hulda Böhm                                        | Thomasiusstraße 17                                                      | 24. Sep. 2015 | Hulda Böhm kam am 13. Juni 1874 als Hulda Levy im westpreußischen Schulitz bei Thorn (heute: Solec Kujawski / Polen) zur Welt. Ihr Ehemann Max stammte aus Beuthen. Nach der Hochzeit zogen die Eheleute Böhm nach Berlin, wo 1897 Tochter Käte und 1906 Sohn Werner auf die Welt kamen. 1935 verließen die Eltern Böhm das Zuhause in der Moabiter Calvinstraße 32 und bezogen gleich um die Ecke eine Wohnung in der Thomasiusstraße 17. Am 23. Juli desselben Jahres brachte ihre Tochter Käte, seit 1931 mit Rudolf Ruben Zoegall verheiratet, ihren Sohn Peter Julius zur Welt. Kätes Bruder, Werner Böhm, wurde schon im November 1941, kurz nach seinem 35. Geburtstag, mit dem „6. Transport“ nach Litauen ins Ghetto von Kowno deportiert und dort eine Woche nach der Ankunft durch die Einsatzgruppe A im Fort IX bei einer Massenerschießung ermordet. Seine Mutter, Hulda Böhm, und ihr Mann Max mussten im Sommer 1942 ihr Zuhause in der Thomasiusstraße verlassen, um sich in die Sammelstelle für Juden in der Gerlachstraße nahe dem Alexanderplatz zu begeben. Da waren sie 68 und 71 Jahre alt. Vom Sammellager Gerlachstraße aus wurden die Böhms wenig später in das Lager Theresienstadt deportiert. Bereits zwei Wochen später, am 29. September, wurden Hulda und Max Böhm zusammen mit 2.000 weiteren Insassen (darunter ihre Nachbarn Selig Kroner und Leonore Blum) in Viehwaggons in das Vernichtungslager Treblinka verschleppt, wo alle ermordet wurden. |      |
|                       | Max Böhm                                          | Thomasiusstraße 17                                                      | 24. Sep. 2015 | Geboren am 10. Februar 1871 in Beuthen, Schlesien (heute Bytom, Polen), Kaufmann. - siehe Hulda Boehm. |      |
|                       | Clara Borchardt                                   | Bundesratufer 4                                                         | 23. Sep. 2016 | Geboren am 12. Oktober 1870 in Ratibor, Schlesien. Deportiert am 14. September 1942 nach Theresienstadt. Ermordet am 31. Januar 1943 in Theresienstadt. |      |
|                       | Wilhelm Bösch                                     | Huttenstraße 12 (Betriebsgelände der Siemens AG Gasturbinenwerk Berlin) | Apr. 2003     | Geboren am 6. März 1897. Hingerichtet in Berlin am 10. April 1945. Wilhelm Bösch arbeitet als Maschinenschlosser bei der AEG-Turbinenfabrik in Moabit. Dort schließt er sich in den Kriegsjahren einer illegalen kommunistischen Betriebsgruppe an, die unter anderem Geld und Essensmarken für verfolgte Kollegen sammelt (Gruppe Walter Homann). Durch einen Spitzel fliegt die Gruppe im Februar 1945 auf. Wilhelm Bösch wird am 24. Februar in seiner Wohnung von der Gestapo festgenommen und in die Gestapoabteilung des Zellengefängnisses Lehrter Straße 3 eingeliefert. Am 21. März werden er und seine Mitstreiter vom Kammergericht Berlin wegen „Vorbereitung zum Hochverrat“ und „Feindbegünstigung“ zum Tode verurteilt. Seine Ehefrau Johanna Bösch sieht ihn das letzte Mal bei einem Besuch am 7. April im Gefängnis Plötzensee, wo Wilhelm Bösch am 10. April 1945 ermordet wird. |      |
|                       | Betty Brasch                                      | Kirchstraße 22                                                          | 6. Juni 2013  | Betty Brasch, geb. Berg. Geboren am 5. März 1868 in Groß Strehlitz / Strzelce Opolskie. Mutter von Frieda Brasch (siehe dort). Deportation am 14. September 1942 nach Theresienstadt. Tod am 19. April 1943 in Theresienstadt. |      |
|                       | Frieda Brasch                                     | Kirchstraße 22                                                          | 6. Juni 2013  | Frieda Nora Brasch wurde am 18. November 1890 in Berlin als Tochter des Kaufmanns Julius Adolf Brasch und seiner Frau Betty, geb. Berg geboren. Deportation am 1. März 1943 nach Auschwitz, dort vermisst. 1962 für tot erklärt. |      |
|                       | Hedwig Braun                                      | Bochumer Straße 14                                                      | Aug. 2011     | Hedwig (Hannchen) Braun, geb. Kroh, wurde geboren am 27. oder 28. April 1866 in Schwersenz / Swarzędz als Tochter des Kaufmanns Abraham Kroh und seiner Ehefrau Ernestine, geb. Spritz. Sie war verheiratet mit dem Kaufmann Wilhelm (Wolff) Braun, geboren 13. Dezember 1850. Die drei Kinder des Ehepaars (Hans Georg, geb. 1886; Leo Friedrich, geb. 1888 und Elsa Louisa geb. 1894) kamen alle in Posen zur Welt. Ab wann Hedwig Braun in Berlin lebte, ist nicht bekannt. Deportation am 17. März 1943 nach Theresienstadt. Tot am 9. September 1943. |      |
|                       | Carl Brenner                                      | Thomasiusstraße 15                                                      | 24. Juni 2015 | Der Kaufmann Carl Callmann Brenner war Jahrgang 1870 und stammte aus Schwetz an der Weichsel, südlich von Danzig. Er heiratete Paula Nothmann, die aus dem schlesischen Neisse stammte. Im Jahr 1908 gründeten die Brenners eine Familie und Sohn Walter kam zur Welt. Familie Brenner zog 1911 als Mieter in die Thomasiusstraße 15. Ein Bruder von Carl Brenner wohnte zur selben Zeit schräg gegenüber in der Thomasiusstraße 7. Carl Brenner war gelernter Kaufmann und führte ab 1903 im Nikolaiviertel in der Poststraße 28 mit einem Geschäftspartner das Kleidersstoff-Großhandelsgeschäft 'Brenner & Nathan'. Sein Betrieb beschäftigte etwa 20 Mitarbeiter. Als Juden wurden die Brenners durch die Behörden 1937 gezwungen, ihr Geschäft an Nichtjuden zu verkaufen. Noch im selben Jahr floh ihr Sohn Walter von der Brandenburgstraße in Kreuzberg, der heutigen Lobeckstraße aus in die USA. Von da an bemühten sich auch die Eltern Brenner um eine Flucht aus Deutschland. Für die von den Brenners erhofften Ausreisevisa mussten immer wieder neue Dokumente besorgt und vorherige Planungen verworfen werden. Die finanziellen Möglichkeiten zur Flucht schrumpften indes rapide durch viele von den Nationalsozialisten verordnete Steuern - wie der sogenannten „Judenvermögensabgabe“. Zusätzlich mussten die Brenners die sogenannte ‚Reichsfluchtsteuer’ in Höhe von 25% des Gesamtvermögens hinterlegen. 1941 - als die Eltern Brenner glaubten, endlich über Kuba in die USA gelangen zu können - wurden erneut „Bestätigungspapiere“ gefordert. Hierdurch wurde eine Flucht aus Deutschland unmöglich gemacht. Am 9. September 1942 wurden die Brenners mit dem so genannten 60. Alterstransport nach Theresienstadt deportiert, wo Carl Brenner wenige Wochen später ums Leben kam. Seine Frau Paula überlebte zwei Jahre in dem Lager, bis sie am 15. Juli 1944 ins Vernichtungslager Auschwitz-Birkenau verbracht und dort ermordet wurde. Sohn Walter gründete eine Familie und zog später nach Israel. Eine Nichte der Brenners überlebte mehrere Konzentrationslager und konnte später über Schweden in die USA gelangen, wo sie 1999 verstarb. |      |
|                       | Fanny Brenner                                     | Perleberger Straße 33                                                   | 25. Apr. 2014 | Geboren am 17. Juli 1878 in Schwetz an der Weichsel / Świecie. Deportation am 26. Juni 1942 nach Theresienstadt. Ermordet am 13. Januar 1944 in Theresienstadt. |      |
|                       | Paul Brenner                                      | Perleberger Straße 33                                                   | 25. Apr. 2014 | Geboren am 13. Januar 1872 in Schwetz an der Weichsel / Świecie. Deportation am 26. Juni 1942 nach Theresienstadt. Weitere Deportation am 19. September 1942 nach Treblinka. Ermordet in Treblinka. |      |
|                       | Paula Brenner                                     | Thomasiusstraße 15                                                      | 24. Juni 2015 | Geb. Nothmann, am 1. Januar 1884 in Neisse (Schlesien). Verheiratet mit Carl Brenner (ausführliche Informationen siehe dort). Deportation am 9. September 1942 in das KZ Theresienstadt, am 15. Juli 1944 nach Auschwitz-Birkenau, dort ermordet. |      |
|                       | Karl Bublitz                                      | Dortmunder Straße 2                                                     | 3. Sep. 2018  | Karl Bublitz wurde am 19. Januar 1882 in Posen geboren. 1907 heiratete er Klara Jacob, die eine Schwester von Mathilde Jacob, Rosa Luxemburgs Sekretärin, war. Der ausgebildete Kaufmann wurde 1910 Geschäftsführer beim Zentralverband der Angestellten. Bereits vor dem Ersten Weltkrieg trat er in die SPD ein, wechselte 1917 zur USPD und kehrte 1922 zur SPD zurück. Karl Bublitz war Stadtverordneter 1921 auf Stadtwahlvorschlag (USPD); 1922 Stadtwahlvorschlag (USPD/SPD); 1923–1924 Stadtwahlvorschlag (SPD); 1925 Stadtwahlvorschlag (SPD)/Wahlkreis 2 Tiergarten (SPD); 1926–1933 Wahlkreis 2 Tiergarten (SPD). Nach dem SPD-Verbot vom Juni und der Verordnung zur Sicherheit der Staatsführung vom Juli 1933 wurde ihm das Mandat entzogen und die Tätigkeit als Stadt- und Bezirksverordneter verboten. Bublitz verlor auch seinen Vorstandsposten bei der AOK der Stadt Berlin und seine Stelle als Direktor des Arbeitsamtes. Zunächst machte er sich selbständig und eröffnete ein Holzgeschäft an der Gotzkowskybrücke, das er aber 1937 aufgeben musste. Danach arbeitete er als Versicherungsangestellter. Im Zuge der Aktion „Gewitter“ wurde er am 22. August 1944 verhaftet und in das KZ Sachsenhausen gebracht, wo er im Januar 1945 starb. Der Stein wurde ursprünglich im Juli 2008 verlegt (Foto des ersten Steins); am 3. September 2018 wurde er durch einen berichtigten Stein ersetzt. |      |
|                       | Alexander Bukofzer                                | Solinger Straße 10                                                      | Sep. 2003     | Leopold Alexander Bukofzer wurde am 21. Januar 1885 in Bromberg (Posen) / Bydgoszcz geboren. Der gelernte Fleischermeister heiratete am 9. November 1922 in Berlin Ella Gross, geboren am 21. März 1883 in Berlin als Tochter des Kaufmanns Max Gross und seiner Ehefrau Emma, geb. Ehrlich. |      |
|                       | Gerhard Bukofzer                                  | Solinger Straße 10                                                      | Sep. 2003     | Geboren am 29. Februar 1924 in Berlin. |      |
|                       | Alice Buttermilch                                 | Bochumer Straße 18                                                      | 14. Sep. 2009 | Die Familie Lipski (verh. Buttermilch und Freudenthal) lebte in den 1930er-Jahren in der Bochumer Straße in Berlin-Moabit. Margarete Lipski, geb. Chone, wurde am 16. Mai 1870 in Punitz geboren. Sie hatte mit ihrem Mann Avraham vier Kinder: Alice, am 18. Februar 1900 geboren, Frieda, 1903 geboren, Theodor, am 15. Juli 1905 geboren und Ruth, am 20. März 1908 geboren. Die Familie zog nach dem Ersten Weltkrieg von Posen nach Berlin und lebte seit 1931 in der Bochumer Straße 31. Die Tochter Alice war Lehrerin in der jüdischen Schule von Adass Jisroel im Sigmundshof an der Spree. Sie lebte mit ihrem Mann Leo Buttermilch in der Küstriner Straße, wurde aber in Folge der antisemitischen Gesetzgebung der Nationalsozialisten aus der Wohnung vertrieben und zog mit Mann wieder in die Wohnung der Mutter und Geschwister in der Bochumer Straße 18. Am 4. September 1942 wurden Margarete Lipski im Alter von 72 Jahren, Alice Buttermilch im Alter von 42 Jahren und Leo Buttermilch im Alter von 68 Jahren nach Theresienstadt deportiert und nach weiterer Deportation in Treblinka ermordet. In der Wohnung zurück blieben Theodor Lipski und Ruth mit ihrem Ehemann Heinz Hermann Freudenthal. Drei Monate später, Anfang Dezember 1942, werden Ruth und Heinz Hermann Freudenthal aufgefordert, ihre Vermögenserklärung auszufüllen. Ruth Freudenthal, deren Beruf Kosmetikerin war, musste in den letzten Jahren Zwangsarbeit bei den Petrix-Werken in Schöneweide leisten. Heinz Hermann Freudenthal war Zwangsarbeiter bei der Deutschen Reichsbahn, Bautrupp 6. Sie bezogen jeweils einen minimalen Wochenlohn, der kaum zum Leben reichte. Ruth und Heinz Hermann Freudenthal wurden am 9. Dezember 1942 im Alter von 34 und 30 Jahren mit dem 24. „Osttransport“ nach Auschwitz deportiert und dort ermordet. Theodor Lipski hatte seiner Schwester Frieda, die sich mit ihrer 15-jährigen Tochter Hannah im Sommer 1939 nach England retten konnte – sie sind die einzigen Überlebenden der Familie – im September 1942 und im Dezember 1942 von der Deportation der Mutter, der Schwestern und des Schwagers in den erlaubten 25 Wörtern der Rote-Kreuz-Briefen geschrieben. Danach erhielten sie keine Briefe mehr von ihm. Theodor Lipski, Lehrer in der jüdischen Schule in der Großen Hamburger Straße, war nach seinem Berufsverbot Zwangsarbeiter bei der Firma Warnecke und Böhm in Weissensee. Am 26. Februar 1943 wurde er, 38 Jahre alt, mit dem 30. „Osttransport“ nach Auschwitz deportiert und dort ermordet. Seine Schwester Frieda erfuhr erst Jahre später, als sie mit ihrer Tochter bereits in Israel lebte, von der Ermordung ihres Bruders im Konzentrationslager. |      |
|                       | Leo Buttermilch                                   | Bochumer Straße 18                                                      | 14. Sep. 2009 | Geboren am 27. Dezember 1874 in Schönlanke. Deportation am 4. September 1942 nach Theresienstadt. Weitere Deportation am 29. September 1942 nach Treblinka (Ansonsten siehe Alice Buttermilch). |      |
|                       | Philipp Cahn                                      | Wullenweberstraße 4                                                     | 16. Nov. 2009 | Philipp Cahn wurde am 8. November 1887 in Westhoven als drittes Kind des Handelsmanns Hermann Cahn und seiner Ehefrau Gudula geboren. Er studierte am zur Marks-Haindorf-Stiftung gehörigen Jüdischen Lehrerseminar in Münster und trat im Mai 1912 in den Dienst der Israelitischen Taubstummenanstalt Weißensee (ITA). An der ITA lernte er seine spätere Frau Sophie Sawady (25. Dezember 1894 – Oktober 1944 Auschwitz) kennen, die dort als Erzieherin tätig war. Sie heirateten am 2. Juli 1923. Ihre Tochter Gudula wurde 1926 geboren. Seine Erfahrungen in der Gehörlosenbildung gab er in der Fachzeitschrift „Blätter für Taubstummenbildung“ weiter. Nach der Eheschließung wohnte das Paar in verschiedenen Wohnungen in Weißensee, Ende der 1930er-Jahre zogen die Cahns in die Wullenweberstraße 5. Das war die letzte Wohnung, die sie sich selbst ausgesucht hatten. Im September 1940 mussten die Cahns aus der Wullenweberstraße ausziehen. Sie wohnten bis Ende 1942 in der ITA in Weißensee. Nach dem Zwangsverkauf des Gebäudes an die Stadt Berlin mussten in die Landsberger Straße 179 umziehen, wohl ein sogenanntes Judenhaus, wo sie bis zu ihrer Deportation lebten. Seit Ende 1939 bis zur Vernichtung der ITA durch die Nazis 1942 leitete Philipp Cahn die ITA, da der Direktor Felix Reich, der mehrere sogenannte Kindertransporte nach Großbritannien begleitet hatte, wegen des Kriegsausbruchs nicht mehr nach Berlin zurückkehren konnte. Allerdings war Philipp Cahns Verantwortung schon bald nicht mehr auf die Betreuung der gehörlosen Kinder beschränkt. Schon seit 1941 mussten die gehörlosen Kinder außerhalb der ITA unterrichtet werden, da das Gebäude seit 1940 auch zur Unterbringung des Altersheims für die jüdischen Gehörlosen in Niederschönhausen sowie von ca. 30 aus Schneidemühl deportierten jüdischen Frauen diente. Bereits 1940 lebten ca. 130 Personen in der ITA. Im Oktober 1941 kamen noch die Bewohner der Jüdischen Blindenanstalt in der Steglitzer Wrangelstraße hinzu. Die ITA als Schule für jüdische gehörlose Kinder wurde am 26. Juni 1942 wie alle jüdischen Berliner Schulen zwangsweise geschlossen. Philipp Cahn musste danach Zwangsarbeit in einer Farbenfabrik leisten. Obwohl die Cahns Verwandte in Palästina hatten, versuchten sie wie so viele wohl erst sehr spät, um 1940, nach Palästina auszuwandern. Philipp Cahn hatte bereits damit begonnen, seine Iwrith-Kenntnisse aufzufrischen. Jedoch konnten die Cahns die 200 Dollar, die von ihnen für die Ausreisegenehmigung gefordert wurden, nicht aufbringen. Die Cahns wurden am 7. Mai 1943 verhaftet und in die Große Hamburger Straße gebracht, wo sie noch 10 Tage blieben. Am 17. Mai 1943 wurden sie nach Theresienstadt deportiert. Philipp Cahn arbeitete dort als Fürsorger für Gehörlose und Schwerhörige, Sophie Cahn in der Wäscherei. Philipp Cahn starb am 5. März 1944 infolge der Haftbedingungen an einem Herzinfarkt. Sophie Cahn wurde am 9. Oktober 1944 mit einem der letzten Liquidationstransporte nach Auschwitz deportiert und dort ermordet. |      |
|                       | Sophie Cahn                                       | Wullenweberstraße 4                                                     | 16. Nov. 2009 | Geboren am 25. Dezember 1894 in Ritschenwalde (Posen) / Ryczywół. Deportation am 17. Mai 1943 nach Theresienstadt. Weitere Deportation am 9. Oktober 1944 nach Auschwitz |      |
|                       | Recha Caminer                                     | Thomasiusstraße 3                                                       | 8. Aug. 2014  | Geboren am 16. November 1878 in Bärwalde (Westpommern) / Barwice. Deportation von Berlin am 26. September 1942 nach Raasiku bei Reval (Tallinn). Ermordet in Raasiku bei Reval (Tallinn) |      |
|                       | Anna Caspary                                      | Dortmunder Straße 13                                                    | 11. Sep. 2017 | Geb. Hirsch, am 3. Februar 1903 in Berlin als Tochter des Kaufmanns Bernd Hirsch und seiner Frau Klara, geb. Baumgarten. Deportation am 23. Oktober 1944 nach Auschwitz, dort ermordet. |      |
|                       | Ruth Caspary                                      | Dortmunder Straße 13                                                    | 11. Sep. 2017 | Geboren am 7. Juni 1929 in Berlin. Deportation am 9. Februar 1944 nach Theresienstadt, am 23. Oktober 1944 nach Auschwitz, dort ermordet. |      |
|                       | Benjamin Cassel                                   | Dortmunder Straße 13                                                    | 11. Sep. 2017 | Geboren am 3. September 1879. Deportation am 9. Dezember 1942. Ermordet in Auschwitz. |      |
|                       | Berthold Cohen                                    | Dortmunder Straße 13                                                    | 20. Mai 2014  | Geboren am 28. Februar 1880 in Soest. Deportation am 28. März 1942 nach Piaski. Ermordet |      |
|                       | Else Cohen                                        | Dortmunder Straße 13                                                    | 20. Mai 2014  | Geboren am 27. Dezember 1886 in Hachen. Deportation am 28. März 1942 nach Piaski. Ermordet |      |
|                       | Else Cohn                                         | Krefelder Straße 20                                                     | 8. Okt. 2011  | Geboren als Else Cohn am 24. Januar 1879. Verheiratet mit Paul Cohn, geboren am 15. August 1865. Ende der 1930er Jahre lebte die Witwe Else Cohn zusammen mit ihrer Tochter Gerda in der Krefelder Straße 20 in Berlin-Moabit. Am 25. Januar 1942 wurden beide mit dem 10. Osttransport nach Riga deportiert und dort ermordet. |      |
|                       | Georg Cohn                                        | Levetzowstraße 14                                                       | 17. Nov. 2015 | Geboren am 15. Juni 1884 in Lobsens / Łobżenica. Deportiert am 2. September 1942 nach Theresienstadt, dort ermordet am 29. März 1944. |      |
|                       | Gerda Cohn                                        | Krefelder Straße 20                                                     | 8. Okt. 2011  | Geboren am 6. Juni 1905 in Berlin. Deportiert nach Riga am 25. Januar 1942 (siehe Else Cohn). |      |
|                       | Julius Cohn                                       | Thomasiusstraße 26                                                      | 8. Aug. 2014  | Geboren am 20. Oktober 1876 in Potsdam. 1921 von Beruf Kaufmann und verheiratet seit dem 2. Juni 1921 mit der Buchhalterin Margarete Lutze, damals wohnhaft Thomasiusstraße 16. Das Ehepaar lebte in den letzten Jahren vor der Deportation in der Thomasiusstraße 26 zur Untermiete in einem Zimmer mit Küchenbenutzung bei Kurt und Irma Marcus (siehe dort). Die Eheleute Marcus waren die Hauptmieter der 6-Zimmer Wohnung, die zu einer so genannten Judenwohnung umfunktioniert worden war. Julius Cohn musste von 1940 bis 1943 Zwangsarbeit bei der Firma Kodak leisten. Am 3. März 1943, einen Tag nachdem seine Frau Margarete bereits ohne ihn deportiert worden war, verbrachte man auch Julius Cohn in das Vernichtungslager Auschwitz-Birkenau, wo er umkam. |      |
|                       | Margarete Cohn                                    | Thomasiusstraße 26                                                      | 8. Aug. 2014  | Geboren am 4. Dezember 1889 in Berlin als Tochter des Schneidermeisters Abraham Lutze und seiner Ehefrau Franziska, geb. Löwenstein. Verheiratet seit dem 2. Juni 1921 mit dem Kaufmann Julius Cohn (siehe dort). Von Beruf Buchhalterin. In der Zeit vom 14. Mai 1940 bis zum 27. Februar 1943 musste sie im Wernerwerk bei Siemens Zwangsarbeit leisten. Am 2. März 1943, einen Tag vor ihrem Mann Julius, wurde Margarete Cohn in das Vernichtungslager Auschwitz-Birkenau deportiert und später ermordet. |      |
|                       | Peter Arnold Collen                               | Elberfelder Straße 7                                                    | 10. Apr. 2019 | Geboren am 2. April 1922 in Berlin wahrscheinlich als Sohn von Bertha Lucie Hilda Meyer, geborene Lewinsky, geschiedene Cohn - genannt Collen (siehe unter Bertha Meyer). 1939 Flucht über Italien nach Palästina und Rückkehr nach Berlin als britischer Armeeangehöriger - beschrieben in seiner Autobiographie. Im British Museum finden sich Werke von Arnold. Gestorben 2009 in Aberystwyth, Wales. Maler und Schriftsteller - auch bekannt als Peter Arnold. |      |
|                       | Arthur Aron Conitzer                              | Krefelder Straße 7                                                      | 30. Nov. 2013 | Geboren am 1. März 1874 in Jeschewo / Jeżewo. Ermordet in Auschwitz |      |
|                       | Gertrud Conitzer                                  | Krefelder Straße 7                                                      | 30. Nov. 2013 | Geboren am 19. Mai 1892 in Schwetz / Swiecie. Deportation am 12. Januar 1943 nach Auschwitz. Ermordet in Auschwitz |      |
|                       | Paula Cronheim                                    | Dortmunder Straße 6                                                     | Aug. 2011     | Paula Cronheim wurde am 11. Juli 1872 in Gleiwitz (Schlesien) / Gliwice geboren. Sie war die Mutter von Frieda Cronheim. Diese heiratete den Archivleiter Ernst Kaeber, der 1937 zwangsweise ohne Gehalt in den Ruhestand versetzt wurde, wegen seiner Ehe mit einer Jüdin. Paula Cronheim lebte wegen des frühen Todes ihres Mannes bei dem Ehepaar. Nach der Zwangsentlassung lebten die drei vom Erbe Cronheims immer unter Angst des Vermögensentzugs. Am 25. Januar 1942 wurde sie nach Riga deportiert und ermordet. |      |
|                       | Johanna Czollack                                  | Tile-Wardenberg-Straße 13                                               | Mai 2011      | Geboren am 26. April 1907 in Berlin. Deportation am 26. Oktober 1942 nach Riga. Ermordet am 29. Oktober 1942 im Ghetto Riga |      |
|                       | Judith Czollack                                   | Tile-Wardenberg-Straße 13                                               | Mai 2011      | Geboren am 30. Mai 1938 in Berlin. Deportation am 26. Oktober 1942 nach Riga. Ermordet am 29. Oktober 1942 im Ghetto Riga |      |
|                       | Rahel Czollack                                    | Tile-Wardenberg-Straße 13                                               | Mai 2011      | Geboren am 14. Mai 1935 in Berlin. Deportation am 26. Oktober 1942 nach Riga. Ermordet am 29. Oktober 1942 im Ghetto Riga |      |
|                       | Richard Czollack                                  | Tile-Wardenberg-Straße 13                                               | Mai 2011      | Geboren am 4. Oktober 1890 in Labischin (Posen) / Łabiszyn. Deportation am 26. Oktober 1942 nach Riga. Ermordet am 29. Oktober 1942 im Ghetto Riga |      |
|                       | Arthur Dannenbaum                                 | Alt-Moabit 86 (heute Eingang U-Bahnhof Turmstraße)                      |               | Die Familie Dannenbaum lebte in den 1930er Jahren in der Straße Alt-Moabit 85 in einer 4-Zimmer Wohnung. Arthur Dannenbaum wurde am 16. April 1891 in Stieglitz in Posen geboren. Seine Ehefrau Cäcilie, geb. Lewin, wurde am 2. Dezember 1891 in Müncheberg geboren und brachte in Berlin am 5. April 1920 die Tochter Ilse und am 12. Mai 1925 die zweite Tochter Gerda zur Welt. Die Familie musste im nationalsozialistischen Deutschland Zwangsarbeit leisten: Arthur Dannenbaum war als Arbeiter bei der Firma Schupke in Reinickendorf; Tochter Gerda musste bei der Deutschen Waffen- und Munitionsfabrik arbeiten und die jüngere Tochter war bei Siemens und Halske im Wernerwerk in Charlottenburg tätig. Obwohl Verwandte Arthurs, die in den USA lebten, versuchten, die Berliner Familienangehörigen in den USA aufzunehmen, gelang die Ausreise nicht. Die Familie füllte am 19. Januar 1943 eine Vermögenserklärung aus, anhand derer das Vermögen der Familie nach ihrer Deportation „zugunsten des Deutschen Reichs“ eingezogen wurde. Arthur Dannenbaum wurde am 26. Januar 1943 mit dem 82. „Alterstransport“ nach Theresienstadt deportiert. Er wurde am 28. September 1944 nach Auschwitz weiterverschleppt und dort ermordet. Mit dem „27. Osttransport“ am 29. Januar 1943 wurden die beiden Töchter nach Auschwitz deportiert und ermordet. Cäcilie Dannenbaum wurde mit ihrem Mann Arthur nach Theresienstadt verschleppt, überlebte aber das Lager und wanderte nach der Befreiung in die USA aus. Sie starb 1988 in Corpus Christi in Texas. |      |
|                       | Gerda Dannenbaum                                  | Alt-Moabit 86 (heute Eingang U-Bahnhof Turmstraße)                      |               | Geboren am 12. Mai 1925 in Berlin, Deportiert am 29. Januar 1943 nach Auschwitz, dort ermordet (siehe Arthur Dannenbaum). |      |
|                       | Ilse Dannenbaum                                   | Alt-Moabit 86 (heute Eingang U-Bahnhof Turmstraße)                      |               | Geboren am 5. April 1920 in Berlin, Deportiert am 29. Januar 1943 nach Auschwitz, dort ermordet (siehe Arthur Dannenbaum). |      |
|                       | Gertrud Dannenberg                                | Krefelder Straße 15                                                     | 2020          | |      |
|                       | Harry Dannenberg                                  | Tile-Wardenberg-Straße 26 (Jagowstraße 4c)                              | 3. Sep. 2013  | Harry Dannenberg, geboren am 5. Februar 1905 in Adelebsen; Sohn von Karl Selig Dannenberg und Paula Dannenberg, geborene Speyer; verheiratet mit Rosalie Irene Cäcilie Wachtel; wohnte zuletzt in der Tile-Wardenberg-Straße 26a; am 6. März 1943 mit dem 35. Osttransport nach Auschwitz deportiert; seine Eltern wurden 1942 nach Theresienstadt deportiert und in Treblinka ermordet |      |
|                       | Rosalie Dannenberg                                | Tile-Wardenberg-Straße 26 (Jagowstraße 4c)                              | 3. Sep. 2013  | Rosalie Irene Cäcilie Wachtel, geboren am 25. Dezember 1902 in Posen; verheiratet mit Harry Dannenberg; am 6. März 1943 aus der Sammelstelle Levetzowstraße mit dem 35. Osttransport nach Auschwitz deportiert |      |
|                       | Jacob Degen                                       | Elberfelder Straße 30                                                   |               | Geboren am 11. Oktober 1900. Inhaftiert im KZ Sachsenhausen vom 13. September 1939 bis zum 2. Februar 1940. Gestorben an den Folgen der dort erlittenen Folter im April 1940. Seine Frau Anna und sein Sohn Michael Degen überlebten die Zeit des Nationalsozialismus im Versteck. |      |
| verlegter Stein fehlt | Heinz Dekuczynski                                 | Wullenweberstraße 6                                                     | 22. Feb. 2019 | Heinz Dekuczynski, geb. 13. Dezember 1909 in Berlin entstammte einer jüdischen Kaufmannsfamilie. Nach dem Tod seiner Mutter 1914 und seines Vaters 1922 wuchs er bei drei Schwestern des Vaters in der Wullenweberstraße 6 auf (siehe Rosa Dekuczynski). 1928 machte er das Abitur und studierte dann Philosophie, Mathematik und Klassische Philologie in Berlin. 1936 wurde ihm als Nichtarier die Ausstellung des Doktordiploms für seine abgeschlossene Promotion verwehrt. Von Juni bis August 1938 war Heinz Dekuczynski im KZ Buchenwald. Im Oktober flüchtete er nach England, von dort begab er sich in die USA. Er änderte dort seinen Namen in Henry Deku, trat 1943 er in die USA Army ein und kehrte mit den amerikanischen Truppen nach Deutschland zurück. Er lehrte viele Jahre Philosophie an der Universität München, in den USA und in Österreich. Henry Deku verstarb am 3. September 1993 in München. |      |
|                       | Rosa Dekuczynski                                  | Wullenweberstraße 6                                                     | 22. Feb. 2019 | Rosa Dekuczynski wurde am 26. Mai 1872 in Rogasen / Rogoźno geboren. Spätestens ab den 20er Jahren des 20. Jahrhunderts lebte sie mit zwei Schwestern und dem Neffen Heinz in der Wullenweberstraße 6 (siehe Heinz Dekuczynski). Sie wurde am 23. Juli 1942 nach Theresienstadt deportiert und von dort am 26. September 1942 nach Treblinka, wo sie ermordet wurde. |      |
|                       | Minna Ehrenwerth                                  | Elberfelder Straße 16                                                   |               | Geboren am 22. Mai 1892 in Schaulen, Litauen, damals Russland als Minna Lewitaz, verheiratet in Berlin am 21. Februar 1921 mit dem Kaufmann Adolf Ehrenwerth, geb. am 16. Januar 1894 in Posen. Deportiert am 29. Januar 1943 nach Auschwitz, dort ermordet. |      |
|                       | Berta Ehrlich                                     | Thomasiusstraße 15                                                      | 24. Juni 2015 | Bertha Meyerhoff, geboren am 4. April 1877 in Medebach als viertes von zehn Kindern der Eheleute Raphael Meyerhoff (Medebach 1839 bis 1916) und Caroline (Lina) Stern (Medebach 1852 bis 1919). Siehe Leopold Ehrlich. |      |
|                       | Leopold Ehrlich                                   | Thomasiusstraße 15                                                      | 24. Juni 2015 | Geboren am 30. Juni 1886 in Preußisch Oldendorf im Kreis Minden, Leopold Ehrlich und seine Frau Berta lebten bis 1941 im hessischen Eschwege. 1904 kam der gemeinsame Sohn Hans zur Welt. 1941 zogen sie nach Berlin. Ihr Sohn lebte in der benachbarten Kirchstraße 25, er wanderte 1941 nach Amerika aus. Am 23. Juli 1942 wurden der 76-jährige Leopold Ehrlich und seine Frau mit dem „28. Alterstransport“ nach Theresienstadt deportiert. Zwei Monate später verbrachte man das Ehepaar ins Vernichtungslager Treblinka, wo beide gleich nach ihrer Ankunft ermordet wurden. |      |
|                       | Max Ehrlich                                       | Agricolastraße 33A                                                      | 3. Sep. 2018  | Max wurde am 24. Januar 1888 in Polen geboren und Margarete, geborene Nomburg, am 26. Dezember 1889. Beide stammten aus Polen. Nach ihrer Heirat am 28. November 1911 wohnten sie zunächst in Berlin-Kaulsdorf. Max wurde Bücherrevisor. Die Ehe blieb kinderlos. Die beiden zogen am 15. Juli 1928 in die Agricolastraße 33a. Margarete und Max Ehrlich mussten erzwungenermaßen am 13. März 1942 in ein sogenanntes Judenhaus in die Levetzowstraße 13 ziehen. Sie hatten nur noch ein Zimmer und konnten die Küche mitbenutzen. Am 9. Januar 1943 mussten sie sich in das Sammellager in der Gerlachstraße 21 begeben, das zuvor ein jüdisches Altersheim war. Mit dem 79. Transport wurden sie am 12. Januar 1943 in das Konzentrationslager Theresienstadt und elf Tage später in das Vernichtungslager Auschwitz deportiert. Dort wurden sie ermordet. |      |
|                       | Margarete Ehrlich                                 | Agricolastraße 33A                                                      | 3. Sep. 2018  | siehe Max Ehrlich |      |
|                       | Else Eisemann                                     | Dortmunder Straße 13                                                    | 20. Sep. 2013 | Geboren am 15. Juni 1908 in Eschwege als Elsa Katz, Tochter von Simon Katz, Bäckermeister (1880 bis 1943, ermordet in Auschwitz) und Nannchen, geb. Heß (1879 bis 1943, ermordet in Auschwitz). Deportation am 26. Oktober 1942 nach Riga, dort ermordet am 29. Oktober 1942. |      |
|                       | Karl Eisemann                                     | Dortmunder Straße 13                                                    | 20. Sep. 2013 | Dr. phil. Karl Eisemann, geboren am 4. Juni 1895 in Westheim (Hammelburg) als Sohn von Salomon Eisemann und Bertha, geb. Grünbaum. Deportation am 26. Oktober 1942 nach Riga, dort ermordet am 29. Oktober 1942. |      |
|                       | Noemi Eisemann                                    | Dortmunder Straße 13                                                    | 20. Sep. 2013 | Geboren am 27. Dezember 1937 in Berlin. Deportation am 26. Oktober 1942 nach Riga, dort ermordet am 29. Oktober 1942. |      |
|                       | Josef Emanuel                                     | Wullenweberstraße 11                                                    | Aug. 2011     | Geboren am 29. Februar 1868 in Nentershausen. Lehrer. Deportiert am 29. Oktober 1942 nach Theresienstadt. Dort gestorben am 18. November 1942. |      |
|                       | Fritz Essinger                                    | Wullenweberstraße 6                                                     | 22. Feb. 2019 | Geboren am 11. März 1920 in Berlin. Deportation nach Auschwitz am 26. Februar 1943. Dort ermordet. |      |
|                       | Käte Essinger                                     | Wullenweberstraße 6                                                     | 22. Feb. 2019 | Geboren am 15. Juni 1887 in Berlin als Käthe Lewinsohn. Deportation nach Auschwitz am 9. Dezember 1942. Dort ermordet. |      |
|                       | Klaus Essinger                                    | Wullenweberstraße 6                                                     | 22. Feb. 2019 | Geboren 1922. 1939 Flucht nach Palästina. |      |
|                       | Siegmund Essinger                                 | Wullenweberstraße 6                                                     | 22. Feb. 2019 | Geboren am 17. April 1884 in München. Deportation nach Auschwitz am 9. Dezember 1942. Dort ermordet. |      |
|                       | Ursula Essinger                                   | Wullenweberstraße 6                                                     | 22. Feb. 2019 | Geboren am 10. Februar 1942 in Berlin als Ursula Heymann. Deportation nach Auschwitz am 26. Februar 1942. Dort ermordet. |      |
|                       | Berta Falkenstein                                 | Thomasiusstraße 15                                                      | 24. Juni 2015 | Geboren am 3. August 1874 in Berlin als Berta Löwenstein. Deportation ins Ghetto Warschau am 2. April 1942. |      |
|                       | Raimund Faller                                    | Birkenstraße 8                                                          | 9. Feb. 2016  | Am 27. März 1944 wurde der am 30. August 1876 in Unadingen geborene und in Berlin wohnende Kranführer Raimund Faller im Gefängnis Brandenburg wegen Wehrkraftzersetzung durch das Fallbeil hingerichtet. Faller hatte Feindsender gehört und dies ohne Bedenken einem ehemaligen Kameraden erzählt. Dieser berichtete 1943 an die Gestapo. Nachdem Raimund Faller bereits im Jahr 1937 wegen Verbreitung von illegalen Zeitschriften zu zwei Jahren Zuchthaus verurteilt wurde, führte nun ein geringeres Vergehen zur Todesstrafe. |      |
|                       | Georg Feige                                       | Bundesratufer 12                                                        | 6. Juni 2013  | Geboren am 2. Oktober 1877 in Rawitsche / Rawicz. Deportiert am 5. November 1942 nach Theresienstadt. Ermordet am 14. Mai 1943 in Theresienstadt. |      |
|                       | Margarete Feige                                   | Bundesratufer 12                                                        | 6. Juni 2013  | Geb. Israelzik am 11. Dezember 1881 in Berlin. Deportiert am 5. November 1942 nach Theresienstadt. Weitere Deportation am 16. Mai 1944 nach Auschwitz. Ermordet in Auschwitz. |      |
|                       | Fanny Felber                                      | Ufnaustraße 12                                                          | 23. Sep. 2024 | |      |
|                       | Herman Felber                                     | Ufnaustraße 12                                                          | 23. Sep. 2024 | |      |
|                       | Jakob Felber                                      | Ufnaustraße 12                                                          | 23. Sep. 2024 | |      |
|                       | Reisel Chana Felber                               | Ufnaustraße 12                                                          | 23. Sep. 2024 | |      |
|                       | Rosa Ernestine Fränkel                            | Krefelder Straße 7                                                      | 30. Nov. 2013 | Geboren am 1. April 1873 in Leipzig. Deportiert am 20. November 1942 nach Theresienstadt. Ermordet am 25. Februar 1943 in Theresienstadt. |      |
|                       | Erna Freimann                                     | Dortmunder Straße 13                                                    | 11. Sep. 2017 | Geboren am 10. Oktober 1889 in Baldenburg (Westpreußen). Deportiert am 19. Oktober 1942 nach Riga. Ermordet am 22. Oktober 1942 in Riga. |      |
|                       | Siegfried Freimann                                | Dortmunder Straße 13                                                    | 11. Sep. 2017 | Geboren am 19. Oktober 1885 in Schwetz (Westpreußen). Deportiert am 19. Oktober 1942 nach Riga. Ermordet am 22. Oktober 1942 in Riga. |      |
|                       | Heinz Hermann Freudenthal                         | Bochumer Straße 18                                                      | 14. Sep. 2009 | Geboren am 4. März 1912 in Berlin. Deportiert am 9. Dezember 1942 nach Auschwitz, dort ermordet. Siehe auch Ruth Freudenthal. |      |
|                       | Ruth Freudenthal                                  | Bochumer Straße 18                                                      | 14. Sep. 2009 | Die Familie Lipski (verh. Buttermilch und Freudenthal) lebte in den 1930er-Jahren in der Bochumer Straße in Berlin-Moabit. Ruth Freudenthal, geb. Lipski, wurde am 20. März 1908 in Posen geboren. Von Beruf Kosmetikerin, musste sie in den letzten Jahren vor der Deportation Zwangsarbeit bei den Petrix-Werken in Schöneweide leisten. Heinz Hermann Freudenthal war Zwangsarbeiter bei der Deutschen Reichsbahn, Bautrupp 6. Sie bezogen jeweils einen minimalen Wochenlohn, der kaum zum Leben reichte. Ruth und Heinz Hermann Freudenthal wurden am 9. Dezember 1942 im Alter von 34 und 30 Jahren mit dem 24. „Osttransport“ nach Auschwitz deportiert und dort ermordet (siehe auch Alice Buttermilch). |      |
|                       | Alexander Fromm                                   | Kirchstraße 7                                                           | Sep. 2009     | Geboren am 23. September 1909 in Lautenburg (Westpreußen) / Lidzbark. Deportation am 14. November 1941 ins Ghetto Minsk. Dort ermordet. |      |
|                       | Eva Fulder                                        | Bochumer Straße 25                                                      | Aug. 2010     | Eva Sophie Fulder, geboren am 13. Mai 1935 in Breslau. Deportiert am 12. März 1943 nach Auschwitz, dort ermordet. (siehe auch Gustav und Ida Fulder) |      |
|                       | Fritz Fulder                                      | Bochumer Straße 25                                                      | Aug. 2010     | Fritz Moses Fulder, geboren am 2. Mai 1929 in Breslau. Deportiert am 12. März 1943 von Berlin nach Auschwitz (siehe auch Gustav und Ida Fulder). |      |
|                       | Gustav Fulder                                     | Bochumer Straße 25                                                      | Aug. 2010     | Geboren am 18. Januar 1901 in Diespeck, Franken als Sohn von Bernhardt Baruch Fulder (1866 bis 1940) und seiner Frau Ida Vita. Ehemann von Ida Naumburg (siehe dort), Vater von Eva, Ruth und Fritz. Deportiert am 12. März 1943 von Berlin nach Auschwitz, dort ermordet. |      |
|                       | Ida Fulder                                        | Bochumer Straße 25                                                      | Aug. 2010     | Ida Naumburg, geboren am 30. März 1901 in Treuchtlingen als Tochter von Jecheskel Heinrich Naumburg (1859 bis 1942) und Babette Hubert (1864 bis 1935). Mutter von Fritz Moses (geb. 1929 - siehe dort) und Eva Sophie (geb. 1935 - siehe dort) sowie von Ruth Clara-Sarah, geboren in Breslau am 30. Dezember 1930, gerettet durch Kindertransport nach England, verheiratete Gruenebaum. Deportiert am 12. März 1943 von Berlin nach Auschwitz, dort ermordet. |      |
|                       | Recha Gerechter                                   | Elberfelder Straße 14                                                   | Mai 2004      | Recha Gerechter wurde am 5. Mai 1882 als Recher Blum geboren. Nach Angaben ihrer Stiefenkelin wurde Recha Gerechter in Emden geboren und war die Schwester des dortigen Landesrabbiners, Dr. Blum. Im Gedenkbuch Berlins der jüdischen Opfer des Nationalsozialismus hingegen wird als Geburtsort von Frau Gerechter Halberstadt angegeben. Recha Gerechter hatte selbst keine Kinder und lebte alleine in Berlin in der Elberfelder Straße 14. So hatte sie auch während der schweren Zeit ihrer Deportation niemanden, auf den sie sich stützen konnte. Laut ihrer Enkelin war das letzte Lebenszeichen von Recha Gerechter eine Postkarte, die auf den 14. Oktober 1940 datiert und an ihren Stiefsohn Siegbert Gerechter adressiert war. Unter anderem schrieb sie auf dieser Postkarte, dass sie bald auf eine lange Reise gehen und dann nichts mehr von sich hören lassen würde. Frau Neumann hat ihre Stiefgroßmutter in Erinnerung behalten als „liebe und warme Frau“. Recha Gerechter wurde mit dem 5. Osttransport vom 14. November 1941 nach Minsk deportiert. Seither gilt sie als verschollen. |      |
|                       | Hertha Giballe                                    | Thomasiusstraße 15                                                      | 24. Juni 2015 | Geboren am 5. Februar 1887 als Hertha Rothkugel in Schneidemühl (Westpreussen). Deportation am 3. Oktober 1942 nach Theresienstadt und am 23. Januar 1943 nach Auschwitz-Birkenau, dort ermordet. |      |
|                       | Siegfried Giballe                                 | Thomasiusstraße 15                                                      | 24. Juni 2015 | Geboren am 2. März 1890 in Murowana-Goslin (Westpreußen) / Murowana Goślina. Beruf: Apotheker. Zwangsarbeit bei Pertrix-Werke, Berlin-Niederschöneweide. Deportation am 3. Oktober 1942 nach Theresienstadt und am 23. Januar 1943 nach Auschwitz-Birkenau, dort ermordet. |      |
|                       | Hans Wolfgang Glaser                              | Elberfelder Straße 29                                                   | 4. Juni 2022  | |      |
|                       | Hugo Glaser                                       | Elberfelder Straße 29                                                   | 4. Juni 2022  | |      |
|                       | Hans Wolfgang Glaser                              | Elberfelder Straße 29                                                   | 4. Juni 2022  | |      |
|                       | Rosa Glaser                                       | Elberfelder Straße 29                                                   | 4. Juni 2022  | |      |
|                       | Charlotte Glass                                   | Thomasiusstraße 17                                                      | 24. Sep. 2015 | Geboren am 20. Mai 1908 in Rogasen (Provinz Posen) / Rogoźno. Zwangsarbeit bei Siemens-Halske, Spandau. Deportation am 1. März 1943 in das Vernichtungslager Auschwitz-Birkenau. Dort ermordet. |      |
|                       | Clara Glass                                       | Thomasiusstraße 17                                                      | 24. Sep. 2015 | Geboren am 25. Juni 1880 in Rogowo (Posen, Kreis Znin) als Clara Haase. Hauswirtschafterin und Schneiderin. Deportation am 29. November 1942 von Große Hamburger Straße 26 in das Vernichtungslager Auschwitz-Birkenau. |      |
|                       | Helene Goldberg                                   | Thomasiusstraße 7                                                       | 13. Nov. 2015 | |      |
|                       | Charlotte Gottfeld                                | Levetzowstraße 12a                                                      | 26. Nov. 2018 | |      |
|                       | Ruth Mina Gottfeld                                | Levetzowstraße 12a                                                      | 26. Nov. 2018 | |      |
|                       | Selma Gottfeld                                    | Levetzowstraße 12a                                                      | 26. Nov. 2018 | |      |
|                       | Tobias Gottfeld                                   | Levetzowstraße 12a                                                      | 26. Nov. 2018 | |      |
|                       | Ursula Freda Gottfeld                             | Levetzowstraße 12a                                                      | 26. Nov. 2018 | |      |
|                       | Flora Lola Goldschmidt                            | Thomasiusstraße 14                                                      | 25. März 2015 | |      |
|                       | Josef Goldschmidt                                 | Thomasiusstraße 14                                                      | 25. März 2015 | |      |
|                       | Julie Goldstein                                   | Thomasiusstraße 5                                                       | 8. Aug. 2014  | |      |
|                       | Siegbert Goldstein                                | Thomasiusstraße 5                                                       | 8. Aug. 2014  | |      |
|                       | Herbert Gollnow                                   | Feldzeugmeisterstraße 5                                                 | 10. Mai 2011  | Der Stolperstein wurde auf Initiative der Berliner Eisenbahn- und Verkehrsgewerkschaft (EVG) verlegt. |      |
|                       | Selma Gomma                                       | Tile-Wardenberg-Straße 10                                               | 20. Sep. 2013 | |      |
|                       | Walter Gomma                                      | Tile-Wardenberg-Straße 10                                               | 20. Sep. 2013 | |      |
|                       | Alfred Gottfeld                                   | Dortmunder Straße 3                                                     | 21. Apr. 2016 | |      |
|                       | Emma Gottfeld                                     | Dortmunder Straße 3                                                     | 21. Apr. 2016 | |      |
|                       | Fritz Gottfeld                                    | Dortmunder Straße 3                                                     | 21. Apr. 2016 | |      |
|                       | Ingrid Gottfeld                                   | Dortmunder Straße 3                                                     | 21. Apr. 2016 | |      |
|                       | Johanna Gottfeld                                  | Dortmunder Straße 3                                                     | 21. Apr. 2016 | |      |
|                       | Mathilde Gottfeld                                 | Dortmunder Straße 3                                                     | 21. Apr. 2016 | |      |
|                       | Sally Gottfeld                                    | Dortmunder Straße 3                                                     | 21. Apr. 2016 | |      |
|                       | Elisabeth Grünbaum                                | Solinger Straße 10                                                      | Sep. 2003     | |      |
|                       | Georg Grünbaum                                    | Solinger Straße 10                                                      | Sep. 2003     | |      |
|                       | Mase Grünwald                                     | Bochumer Straße 15                                                      | 12. Juni 2023 | |      |
|                       | Gerda Grünwald                                    | Bochumer Straße 15                                                      | 12. Juni 2023 | |      |
|                       | Heinrich Grunwald                                 | Thomasiusstraße 21                                                      | 24. Sep. 2015 | |      |
|                       | Lucie Grunwald                                    | Thomasiusstraße 21                                                      | 24. Sep. 2015 | |      |
|                       | Charlotte Güldenstein                             | Wullenweberstraße 6                                                     | 22. Feb. 2019 | |      |
|                       | Gerd Gundermann                                   | Essener Straße 20                                                       | 3. Juni 2017  | |      |
|                       | Helga Gundermann                                  | Essener Straße 20                                                       | 3. Juni 2017  | |      |
|                       | Ursel Gundermann                                  | Essener Straße 20                                                       | 3. Juni 2017  | |      |
|                       | Aribert Haas                                      | Kirchstraße 2                                                           | 25. Juni 2023 | |      |
|                       | Gisela Haas                                       | Kirchstraße 2                                                           | 25. Juni 2023 | |      |
|                       | Hedwig Haas                                       | Kirchstraße 2                                                           | 25. Juni 2023 | |      |
|                       | Louis Haas                                        | Kirchstraße 2                                                           | 25. Juni 2023 | |      |
|                       | Rosa Halberstadt                                  | Jagowstraße 2                                                           | Nov. 2008     | |      |
|                       | Joachim Haase                                     | Wittstocker Straße 10                                                   | 16. Mai 2018  | |      |
|                       | Oskar Haase                                       | Wittstocker Straße 10                                                   | 16. Mai 2018  | |      |
|                       | Rosa Haase                                        | Wittstocker Straße 10                                                   | 16. Mai 2018  | |      |
|                       | Thea Haase                                        | Wittstocker Straße 10                                                   | 16. Mai 2018  | |      |
|                       | Charlotte Hartwich                                | Solinger Straße 10                                                      | Sep. 2003     | |      |
|                       | Erwin Hartwich                                    | Solinger Straße 10                                                      | Sep. 2003     | |      |
|                       | Alfred Heidenfeld                                 | Dortmunder Straße 13                                                    | 20. Mai 2014  | |      |
|                       | Cilly Calima Heidenfeld                           | Dortmunder Straße 13                                                    | 20. Mai 2014  | |      |
|                       | Johanna Henoch                                    | Stendaler Straße 22                                                     | 17. Feb. 2022 | |      |
|                       | Louis Henoch                                      | Stendaler Straße 22                                                     | 17. Feb. 2022 | |      |
|                       | Dorothea Henschel                                 | Solinger Straße 10                                                      | Sep. 2003     | |      |
|                       | Eduard Henschel                                   | Solinger Straße 10                                                      | Sep. 2003     | |      |
|                       | Dagobert Herrnberg                                | Thomasiusstraße 14                                                      | 25. März 2015 | |      |
|                       | Joseph Herzog                                     | Thomasiusstraße 21                                                      | 24. Sep. 2015 | |      |
|                       | Lieschen Lea Herzog                               | Thomasiusstraße 18                                                      | 13. Nov. 2015 | |      |
|                       | Martha Herzog                                     | Thomasiusstraße 21                                                      | 24. Sep. 2015 | |      |
|                       | Max Herzog                                        | Thomasiusstraße 18                                                      | 13. Nov. 2015 | |      |
|                       | Emanuel Hiller                                    | Dortmunder Straße 13                                                    | 20. Mai 2014  | Geboren am 23. Dezember 1895 in Kolberg (Pommern) als Sohn des Kaufmanns Emil Hiller und seiner Frau Käthe, geb. Bernhard. Inhaftiert von September bis Oktober 1942 im KZ Sachsenhausen, danach Deportation nach Auschwitz. Dort ermordet am 5. November 1942. |      |
|                       | Elias Hirsch                                      | Jagowstraße 20                                                          | 4. Dez. 2017  | |      |
|                       | Stephan Hirsch                                    | Thomasiusstraße 17                                                      | 24. Sep. 2015 | Geboren am 27. April 1907 in Berlin. Deportation am 16. Juni 1943 in das KZ Theresienstadt, dort am 30. Juli 1944 ermordet. |      |
|                       | Therese Hirsch                                    | Jagowstraße 20                                                          | 4. Dez. 2017  | |      |
|                       | Elly Hirschberg                                   | Jagowstraße 44                                                          | 30. März 2013 | |      |
|                       | Max Hirschberg                                    | Jagowstraße 44                                                          | 30. März 2013 | |      |
|                       | Werner Georg Hirschberg                           | Jagowstraße 44                                                          | 30. März 2013 | |      |
|                       | Werner Martin Hirschmann                          | Jagowstraße 9                                                           | 24. Juni 2015 | |      |
|                       | Hans Hoffmann                                     | Thomasiusstraße 14                                                      | 25. März 2015 | |      |
|                       | Margarete Hoffmann                                | Thomasiusstraße 14                                                      | 25. März 2015 | |      |
|                       | Rosalie Hoffmann                                  | Thomasiusstraße 14                                                      | 25. März 2015 | |      |
|                       | Channa Anna Holländer                             | Thomasiusstraße 11                                                      | 25. März 2015 | |      |
|                       | Golda Rachela Holländer                           | Thomasiusstraße 11                                                      | 25. März 2015 | |      |
|                       | Hertha Holzmann                                   | Dortmunder Straße 11                                                    | 25. Juli 2012 | |      |
|                       | Walter Homann                                     | Huttenstraße 12 (Betriebsgelände der Siemens AG Gasturbinenwerk Berlin) | Apr. 2003     | Walter Homann wird am 15. Januar 1906 in Berlin als Sohn eines Schuhmachers geboren. Nach der Volksschule macht er bei der Firma Schwartzkopff in Berlin eine Ausbildung zum Schlosser und besucht zusätzlich die Abendschule. Von 1927 bis 1933 ist er arbeitslos oder als Hilfsarbeiter beschäftigt. 1928 schließt er sich der KPD und der Roten Hilfe an. Seit 1933 ist er als Monteur für den In- und Auslandsdienst der AEG-Turbinenfabrik in Berlin-Moabit tätig, wo er sich 1935 einer betrieblichen Widerstandsgruppe anschließt. Die Gruppe unterstützt Angehörige politisch Verfolgter mit Geld und Lebensmitteln. Zu Beginn des Jahres 1945 wird die Gruppe von einem Spitzel verraten. Walter Homann wird am 28. Februar 1945 festgenommen und in der Gestapo-Abteilung des Zellengefängnisses Lehrter Straße 3 inhaftiert. Vom Kammergericht Berlin wird er am 21. März 1945 zum Tode verurteilt. Walter Homann wird am 10. April 1945 im Gefängnis Plötzensee ermordet. |      |
|                       | Herta Hurwitz                                     | Turmstraße 40                                                           |               | |      |
|                       | Marga Rita Hurwitz                                | Turmstraße 40                                                           |               | |      |
|                       | Richard Hurwitz                                   | Turmstraße 40                                                           |               | |      |
|                       | Dorothea Isaacsohn                                | Thomasiusstraße 15                                                      | 24. Juni 2015 | |      |
|                       | Gertrud Isaacsohn                                 | Thomasiusstraße 15                                                      | 24. Juni 2015 | |      |
|                       | Julius Isaacsohn                                  | Thomasiusstraße 15                                                      | 24. Juni 2015 | |      |
|                       | Anna Israel                                       | Jagowstraße 44                                                          | 30. März 2013 | |      |
|                       | Aron Israel                                       | Jagowstraße 44                                                          | 30. März 2013 | |      |
|                       | Betty Israelski                                   | Thomasiusstraße 22                                                      | 13. Nov. 2015 | |      |
|                       | Sally Israelski                                   | Thomasiusstraße 22                                                      | 13. Nov. 2015 | |      |
|                       | Margarete Jacob                                   | Essener Straße 20                                                       | Mai 2004      | |      |
|                       | Moritz Jacob                                      | Essener Straße 20                                                       | Mai 2004      | |      |
|                       | Johanna Jacobsthal                                | Solinger Straße 10                                                      | Sep. 2003     | |      |
|                       | Jakob Jaffa                                       | Jagowstraße 3                                                           | 22. März 2017 | |      |
|                       | Rosa Jaffa                                        | Jagowstraße 3                                                           | 22. März 2017 | |      |
|                       | Ruth Helene Jaffa                                 | Jagowstraße 3                                                           | 22. März 2017 | |      |
|                       | Edith Jakob                                       | Elberfelder Straße 16                                                   |               | Geboren als Edith Byk am 25. November 1902 in Berlin. Deportation am 26. Februar 1943 nach Auschwitz. Dort ermordet. |      |
|                       | Ludwig Jakob                                      | Elberfelder Straße 16                                                   |               | Geboren am 19. Februar 1889 in Posen / Poznań. Deportation am 26. Februar 1943 nach Auschwitz. Dort ermordet. |      |
|                       | Bela Jalowitz                                     | Turmstraße 9                                                            | 9. Sep. 2022  | |      |
|                       | Chana Jalowitz                                    | Turmstraße 9                                                            | 9. Sep. 2022  | |      |
|                       | Günter Jalowitz                                   | Turmstraße 9                                                            | 9. Sep. 2022  | |      |
|                       | Herta Jalowitz                                    | Calvinstraße 27                                                         | 11. Mai 2016  | Am 11. Mai 2016 wurde der Stolperstein gegen eine korrigierte Fassung ausgetauscht (Foto des damals verlegten Steins). |      |
|                       | Leopold Jalowitz                                  | Turmstraße 9                                                            | 9. Sep. 2022  | |      |
|                       | Manfred Jalowitz                                  | Turmstraße 9                                                            | 9. Sep. 2022  | |      |
|                       | Minna Jalowitz                                    | Turmstraße 9                                                            | 9. Sep. 2022  | |      |
|                       | Alexander Jastrow                                 | Alt-Moabit 85                                                           | 30. März 2013 | |      |
|                       | David Jelski                                      | Melanchthonstraße 1                                                     | 24. Juni 2023 | Geboren am 5. Januar 1872 als viertes von sechs Kindern der Eheleute Isaak und Ida Jelski, geb. Kremer (Krämer), in Neustadt, jetzt Wejherowo, Polen. Sein Vater war Kantor und Schächter in Danzig. Unter seinen Geschwistern waren der spätere Prediger an der Jüdischen Reformgemeinde zu Berlin Dr. Julius Jelski (1867-1953) und der Sanitätsrat und Kinderarzt Dr. med. Bernhard Jelski (1870-1943). David Jelski war von 1907 bis 1934 Verwaltungsbeamter der Jüdischen Gemeinde Berlin, zuletzt als Leiter des Steuerbüros. Er war verheiratet mit Klara Tautenhahn, gesch. Weimar. Sie verstarb 1940 eines natürlichen Todes. David Jelski musste am 7. September 1942 aus seiner zuletzt genannten Wohnung über das Sammellager Große Hamburger Straße 26 und den Güterbahnhof Moabit mit dem 58. Alterstransport Berlin nach Theresienstadt verlassen. Nur acht Monate später, am 9. Mai 1943, wurde die Einäscherung des 71-jährigen David Jelski im Krematorium Theresienstadt vermerkt. Vorher, am 26. Januar 1943, wurden hier ebenfalls Tod und Einäscherung der 75-jährigen Martha Jelski, David Jelskis Schwester, dokumentiert. Auf der Todesfallanzeige wird als Angehöriger David Jelski, in Theresienstadt lebender Bruder, vermerkt. |      |
|                       | Selma Jungmann                                    | Bochumer Straße 15                                                      | 12. Juni 2023 | |      |
|                       | Oscar Jungmann                                    | Bochumer Straße 15                                                      | 12. Juni 2023 | |      |
|                       | Hans Jungmann                                     | Bochumer Straße 15                                                      | 12. Juni 2023 | |      |
|                       | Auguste Kadisch                                   | Thomasiusstraße 3                                                       | 8. Aug. 2014  | |      |
|                       | Berthold Kadisch                                  | Thomasiusstraße 3                                                       | 8. Aug. 2014  | |      |
|                       | Heinz Kadisch                                     | Solinger Straße 3                                                       | 12. Mai 2023  | |      |
|                       | Horst Joachim Kadisch                             | Thomasiusstraße 3                                                       | 8. Aug. 2014  | |      |
|                       | Lina Kadisch                                      | Solinger Straße 3                                                       | 12. Mai 2023  | |      |
|                       | Siegfried Kadisch                                 | Solinger Straße 3                                                       | 12. Mai 2023  | |      |
|                       | Adolf Kahn                                        | Thomasiusstraße 17                                                      | 24. Sep. 2015 | |      |
|                       | Rosa Kahn                                         | Thomasiusstraße 17                                                      | 24. Sep. 2015 | |      |
|                       | Ruth Kantor                                       | Jagowstraße 16                                                          | Aug. 2010     | Ein weiterer Stein liegt in Steglitz in der Stirnerstraße 1, dort beschriftet mit „Ruth Kantor Fabian“. |      |
|                       | Georg Karger                                      | Thomasiusstraße 17                                                      | 24. Sep. 2015 | Geboren am 10. Juni 1886 in Schönlanke. Verwundet im Ersten Weltkrieg vor Verdun. Bankbeamter, dann bis 1938 Wertpapiermakler in Kassel. Von 1931 bis 1938 in Düsseldorf ansässig. Nach der Reichspogromnacht flucht zu Verwandten nach Berlin. Ab 1940 Zwangsarbeit als Straßenfeger in Berlin. Deportation am 3. Oktober 1942 in das KZ Theresienstadt, von dort am 23. Januar 1943 nach Auschwitz-Birkenau. Dort ermordet. |      |
|                       | Martha Katz                                       | Wullenweberstraße 11                                                    | Aug. 2011     | Geboren als Martha Stern am 31. August 1891 in Breidenbach (Hessen). Deportation am 4. März 1943 nach Auschwitz. Dort ermordet. |      |
|                       | Nanchen Katz                                      | Dortmunder Straße 13                                                    | 11. Sep. 2017 | Geboren als Nanchen Hess am 27. Januar 1879 in Birnstein (Hessen). Deportation am 4. März 1943 nach Auschwitz. Dort ermordet. |      |
|                       | Simon Katz                                        | Dortmunder Straße 13                                                    | 11. Sep. 2017 | Geboren am 21. Juli 1880 in Rotenburg a.d.Fulda. Deportation am 3. März 1943 nach Auschwitz. Dort ermordet. |      |
|                       | Siegfried Katzenstein                             | Helgoländer Ufer 6                                                      | 17. Nov. 2015 | Geboren am 12. Januar 1875 in Rothenburg an der Wümme als eines von zwölf Kindern des Kaufmanns Salomon Katzenstein, dessen Geschäft er übernahm. 1905 Heirat mit Wilhelmine (genannt Wyla) Grimmer aus Erfurt. Das Ehepaar bekam drei Kinder (Ruth, geb. 1906, Rolf, geb. 1909 und Ester, geb. 1913). Mitglied der Deutschen Demokratischen Partei, 1919 in den Magistrat von Rotenburg gewählt. 1915 bis 1918 Kriegsdienst in Frankreich. Nach Misshandlungen im Rahmen von NS-Massenausschreitungen am 1. April 1933 Flucht nach Berlin zu seiner ältesten Tochter. Dort Freitod am 11. Oktober 1936. Begraben auf dem jüdischen Friedhof in Berlin-Weißensee. |      |
|                       | Dagobert Kaufmann                                 | Thomasiusstraße 14                                                      | 25. März 2015 | |      |
|                       | Rosa Kaufmann                                     | Thomasiusstraße 14                                                      | 25. März 2015 | |      |
|                       | Elfriede Kessler                                  | Wilhelmshavener Straße 34                                               | 4. Dez. 2017  | |      |
|                       | Martin Kessler                                    | Wilhelmshavener Straße 34                                               | 4. Dez. 2017  | |      |
|                       | Werner Kirschbaum                                 | Essener Straße 31                                                       | 21. Juni 2023 | |      |
|                       | Franziska Käthe Kirschbaum                        | Essener Straße 31                                                       | 21. Juni 2023 | |      |
|                       | Artur Kirschbaum                                  | Essener Straße 31                                                       | 21. Juni 2023 | |      |
|                       | Feibusch Klag                                     | Krefelder Straße 7                                                      | 30. Nov. 2013 | |      |
|                       | Karoline Klag                                     | Krefelder Straße 7                                                      | 30. Nov. 2013 | |      |
|                       | Daisy Klein                                       | Essener Straße 20                                                       | Mai 2004      | |      |
|                       | Leo Klein                                         | Essener Straße 20                                                       | Mai 2004      | |      |
|                       | Rita Klein                                        | Essener Straße 20                                                       | Mai 2004      | |      |
|                       | Sigmund Klein                                     | Thomasiusstraße 3                                                       | 8. Aug. 2014  | |      |
|                       | Friedrich Klemstein                               | Gotzkowskystraße 35                                                     | Juni 2008     | |      |
|                       | Richard Klotzbücher                               | Huttenstraße 12 (Betriebsgelände der Siemens AG Gasturbinenwerk Berlin) | Apr. 2003     | Geboren am 23. Mai 1902 als Sohn eines Gastwirts, besucht Richard Klotzbücher die Gemeindeschule und hilft zunächst in der elterlichen Gastwirtschaft. Nach 1920 arbeitet er als ungelernter Arbeiter in einem Walzwerk in Düsseldorf, später zog er nach Berlin zu seinen inzwischen hier wohnenden Eltern. Er wird Hilfsarbeiter bei der AEG in der Huttenstraße. Vor 1933 ist er Mitglied und Kassierer der Roten Hilfe. Durch Selbststudium kann er sein Wissen vervollkommnen und wird Mitarbeiter der Personalabteilung bei der AEG Turbine, dort wird er Mitglied einer illegalen Betriebszelle (Gruppe Walter Homann), die Verbindung zur von Anton Saefkow geleiteten Widerstandsgruppe hat. Richard Klotzbücher wird am 22. Februar 1945 verhaftet, wahrscheinlich vom Kammergericht Berlin wegen Vorbereitung zum Hochverrat zum Tode verurteilt und am 10. April 1945 in Berlin-Plötzensee ermordet. |      |
|                       | Helene Königsberger                               | Calvinstraße 26                                                         | 13. Feb. 2024 | Helene Königsberger wurde am 27. August 1875 in Berlin geboren. Ihre Eltern waren Regine und Leib/Louis Königsberger. Sie hatte zwei Schwestern: Margarethe, die Älteste, geboren am 30. August 1874, und Martha, die Jüngere, geboren am 13. Mai 1878. Margarethe, Helene und Martha stammen sowohl mütterlicherseits als auch väterlicherseits aus einer Familie Königsberger. Ihre Mutter, Regine Königsberger, kam am 26. August 1852 in Posen zur Welt und ist dort in einer großen Familie mit vielen Geschwistern aufgewachsen. Die Familie besaß in Posen ein angesehenes Möbelgeschäft. Der Familienzusammenhalt war groß und an den Freitagabenden feierte die jüdisch-orthodoxe Familie im großen Kreis den Schabbat. Wann ein Teil der Geschwister nach Berlin umsiedelte, ist nicht bekannt. Regine war die Älteste der Geschwisterschar. Ihr Name erscheint 1885 erstmals im Berliner Adressbuch unter der Adresse „An der Spandauer Brücke 9“ – der damaligen Spandauer Vorstadt. Damals war sie schon Witwe. Ihr Mann Leib/Louis Königsberger, geboren am 31. Januar 1838, verstarb im Alter von nur 41 Jahren am 1. März 1879. Regine war damals erst 27 Jahre alt. 1886 ist unter derselben Adresse ein Königsberger M. als Kaufmann registriert. Vermutlich handelt es sich um Regines jüngeren Bruder Max (* 11. Oktober 1860), der - vermutlich schon früher - aus Posen nach Berlin gezogen war, um hier eine Berufsausbildung zum Schuhmacher zu beginnen. Max wohnte zeitweilig bei seiner Schwester und den drei kleinen Mädchen. Anhand der Berliner Adressbücher ist nachzuvollziehen, dass die Familie, Regine mit ihren drei Töchtern, dem Bruder Max und später mit Regines nächstjüngerem Bruder Ferdinand (* 9. Mai 1855 in Posen) - mehrmals in Berlin umgezogen ist. Als Adressen tauchen auf: Lüneburger Straße 11, die Neue Königsstraße 34, die Brückenallee 11 und 8. Regine ist ab 1904 unter Calvinstraße 26 in Moabit im Berliner Adressbuch registriert. Hier lebte sie mit ihrem Bruder Ferdinand auf derselben Etage unter derselben Telefonnummer (NW 52, Calvinstraße 26, II. T.II 2629). Ihr Bruder ist als „Vertr. auswärt. Häuser“ eingetragen. Die Schwestern Helene und Martha lebten auch nach dem Tod ihrer Mutter am 6. Oktober 1909 weiter in der Calvinstraße 26. Ihre Schwester Margarethe hatte am 29. Oktober 1896 Meyer (Mayer)Mendel geheiratet. Aus dieser Ehe stammt ihr Neffe Arthur, der am 29. August 1898 geboren wurde. Die Ehe wurde 1903 geschieden. Arthurs Mutter verstarb am 20. März 1915. Ob Arthur bereits nach dem Tod seiner Mutter bei seinen beiden Tanten Helene und Martha lebte wohnte, ist nicht bekannt. Zum Zeitpunkt der Volkszählung 1939 war er bei ihnen gemeldet. Auf der Ergänzungskarte ist er zusammen mit den beiden in der Calvinstraße 26 als wohnhaft vermerkt. Helene und Martha blieben unverheiratet. Helene wurde Lehrerin. Sie ist mit diesem Beruf auch in den Berliner Adressbüchern eingetragen. Leider ist nicht bekannt, an welcher Schule sie unterrichtet hat. Auf der Ergänzungskarte zur Volkszählung 1939 ist bei Helene in der Spalte „Vorbildung“ „Provinzialkollegium Berlin 2 Prüfg.“ eingetragen. Helene wurde zusammen mit ihrer Schwester am 26. August 1942 nach Theresienstadt deportiert (50. Alterstransport 1/52). Sie starb dort nur drei Monate später am 25. November 1942. Als Todesursache wurde „Gehirnblutung“ angegeben. |      |
|                       | Martha Königsberger                               | Calvinstraße 26                                                         | 13. Feb. 2024 | Martha Königsberger wurde am 13. Mai 1878 in Berlin geboren. Ihre Eltern waren Regine und Leib/Louis Königsberger. Martha war ihre jüngste Tochter. Ihre beiden älteren Schwestern waren Margarethe, geboren am 30. August 1874, und Helene geboren am 27. August 1875. Margarethe, Helene und Martha stammen sowohl mütterlicherseits als auch väterlicherseits aus einer Familie Königsberger. Ihre Mutter, Regine Königsberger, kam am 26. August 1852 in Posen zur Welt und ist dort in einer großen Familie mit vielen Geschwistern aufgewachsen. Die Familie besaß in Posen ein angesehenes Möbelgeschäft. Der Familienzusammenhalt war groß und an den Freitagabenden feierte die jüdisch-orthodoxe Familie im großen Kreis den Schabbat. Wann ein Teil der Geschwister nach Berlin umsiedelte, ist nicht bekannt. Regine war die Älteste der Geschwisterschar. Ihr Name erscheint 1885 erstmals im Berliner Adressbuch unter der Adresse „An der Spandauer Brücke 9“ – der damaligen Spandauer Vorstadt. Damals war sie schon Witwe. Ihr Mann Leib/Louis Königsberger, geboren am 31. Januar 1838, verstarb im Alter von nur 41 Jahren am 1. März 1879. Regine war damals erst 27 Jahre alt. 1886 ist unter derselben Adresse ein Königsberger M. als Kaufmann registriert. Vermutlich handelt es sich um Regines jüngeren Bruder Max (* 11. Oktober 1860), der - vermutlich schon früher- aus Posen nach Berlin gezogen war, um hier eine Berufsausbildung zum Schuhmacher zu beginnen. Max wohnte zeitweilig bei seiner Schwester und den drei kleinen Mädchen. Anhand der Berliner Adressbücher ist nachzuvollziehen, dass die Familie- Regine mit ihren drei Töchtern, dem Bruder Max und später mit Regines nächstjüngerem Bruder Ferdinand (*9.5.1855 in Posen) mehrmals in Berlin umgezogen ist. Als Adressen tauchen auf: Lüneburger Straße 11, die Neue Königsstraße 34, die Brückenallee 11 und 8. Regine ist ab 1904 unter Calvinstraße 26 in Moabit im Berliner Adressbuch registriert. Hier lebte sie mit ihrem Bruder Ferdinand auf derselben Etage unter derselben Telefonnummer (NW 52, Calvinstraße 26, II. T.II 2629). Ihr Bruder ist als „Vertr. auswärt. Häuser“ eingetragen. Die Schwestern Martha und Helene lebten auch nach dem Tod ihrer Mutter am 6. Oktober 1909 weiter in der Calvinstraße 26. Ihre Schwester Margarethe hatte am 29. Oktober 1896 Meyer (Mayer)Mendel geheiratet. Aus dieser Ehe stammt Arthur, der am 29. August 1898 geboren wurde. Die Ehe wurde 1903 geschieden. Arthurs Mutter verstarb am 20. März 1915. Ob Arthur bereits nach dem Tod seiner Mutter bei seinen beiden Tanten Helene und Martha lebte wohnte, ist nicht bekannt. Zum Zeitpunkt der Volkszählung 1939 war er bei ihnen gemeldet. Auf der Ergänzungskarte ist er zusammen mit den beiden in der Calvinstraße 26 als wohnhaft vermerkt. Martha blieb wie auch ihre Schwester Helene unverheiratet. Sie wurde zusammen mit Helene am 26. August 1942 nach Theresienstadt deportiert (50. Alterstransport 1/52). Martha überlebte noch fast zwei Jahre das Martyrium in Theresienstadt. Am 16. Mai 1944 wurde sie nach Auschwitz deportiert (Ea 16.5.1944, Terezin-Auschwitz) und dort nach Ankunft ermordet. |      |
|                       | Adolf Kohn                                        | Solinger Straße 10                                                      | Sep. 2003     | |      |
|                       | Edith Kohn                                        | Solinger Straße 10                                                      | Sep. 2003     | |      |
|                       | Anna Koller                                       | Calvinstraße 5                                                          | 9. Sep. 2022  | |      |
|                       | Moses Koller                                      | Calvinstraße 5                                                          | 9. Sep. 2022  | |      |
|                       | Elfriede Kopp                                     | Bochumer Straße 14                                                      | Aug. 2011     | Geb. als Elfriede Stern am 19. Mai 1875 in Königshütte (Schlesien) / Chorzów. Deportation am 11. September 1942 nach Theresienstadt. Von dort am 29. September 1942 nach Treblinka, dort ermordet. |      |
|                       | Margarete Koppel                                  | Thomasiusstraße 15                                                      | 24. Juni 2015 | |      |
|                       | Ella Krause                                       | Zinzendorfstraße 8                                                      | Mai 2004      | |      |
|                       | Martha Kroner                                     | Thomasiusstraße 19                                                      | 8. Aug. 2014  | |      |
|                       | Selig Kroner                                      | Thomasiusstraße 19                                                      | 8. Aug. 2014  | |      |
|                       | Heinz Ludwig Kronthal                             | Wullenweberstraße 1                                                     | 25. Juli 2012 | Heinz Ludwig Kronthal wurde am 17. Mai 1906 geboren. Er war Chemiker und wohnte zur Zeit der Volkszählung im Mai 1939 in der Schweidnitzer Straße 7 in Berlin-Wilmersdorf. Im September 1939 zog er mit seiner Frau Paula, geb. Bergmann, und deren Tochter, Ruth Berne, an das Hansa-Ufer 8 (heute: Wullenweberstraße 1). Zu einem nicht bekannten Zeitpunkt wurde Heinz Ludwig zur Arbeit in der Berliner Paketfahrt Spedition und Lagerhaus AG in der Ritterstraße 98/99 gezwungen. Hier musste er bis kurz vor seiner Deportation zwangsweise arbeiten. Am 9. Dezember 1942 wurde die Familie mit dem „24. Osttransport“ nach Auschwitz deportiert und ermordet. |      |
|                       | Paula Kronthal                                    | Wullenweberstraße 1                                                     | 25. Juli 2012 | Paula Kronthal, geborene Bergmann, wurde am 1. November 1894 in Annen geboren. Am 13. Mai 1922 wurde ihre Tochter Ruth Berne in Chemnitz geboren. Nach der Heirat mit dem Chemiker Heinz Ludwig Kronthal zogen sie und ihre Tochter in die gemeinsame Wohnung am Hansa-Ufer 8, der heutigen Wullenweberstraße 1, in Berlin-Mitte. Paula war von Beruf Fotografin. Sie arbeitete offensichtlich auch von zu Hause aus. In der Inventar- und Bewertungsliste, mit der kurz nach der Deportation in der verlassenen Wohnung, der Besitz der Familie für den Verkauf veranschlagt wurde, heißt es lapidar: „die Kommode ist voller Fotomaterial, wovon hinter dem Schreibtisch noch ein Stapel liegt“. Am 9. Dezember 1942 wurde die Familie mit dem „24. Osttransport“ nach Auschwitz deportiert und ermordet. |      |
|                       | Norbert Kubiak                                    | Oldenburger Straße 46                                                   | Mai 2004      | Bruder Norbert Maria, geboren als Johann Kubiak am 10. November 1892 in Magdeburg. Dominikanermönch, tätig in Köln und Düsseldorf ab 1919 Inhaftiert 1941, 1942 in Oranienburg. Ermordet im KZ Oranienburg am 20. April 1942. |      |
|                       | Otto Lang                                         | Huttenstraße 12 (Betriebsgelände der Siemens AG Gasturbinenwerk Berlin) | Apr. 2003     | Otto Lang, geb. 27. Juli 1890, tritt nach dem Ersten Weltkrieg in die SPD ein. Von Beruf ist er Schirmmacher und von 1924 bis 1933 in der Städtischen Blindenanstalt in der Oranienstraße angestellt. Dort ist er auch als Betriebsrat tätig, wird aber 1933 wegen seiner politischen Einstellung entlassen. Seit 1935 ist er in der AEG-Turbinenfabrik in der Huttenstraße beschäftigt. Dort betätigt er sich als Mitglied einer illegalen Widerstandsgruppe, die Auslandsnachrichten und Flugblätter verbreitet, Familien von Verfolgten des Nationalsozialismus unterstützt und Kontakte zu Zwangsarbeitern pflegt (Gruppe Walter Homann). Am 21. Februar 1945 wird Otto Lang festgenommen und in der Gestapo-Abteilung des Zellengefängnisses Lehrter Straße 3 inhaftiert. Beim Prozess vor dem Kammergericht Berlin wird er am 21. März 1945 zum Tode verurteilt. Otto Lang wird kurz vor Kriegsende am 10. April 1945 in Berlin-Plötzensee ermordet. |      |
|                       | Ella Lazarus                                      | Wullenweberstraße 11                                                    | Aug. 2011     | Geboren am 18. Februar 1881 in Berlin. Deportation am 14. November 1941 nach Minsk. |      |
|                       | Hans Louis Lehmann                                | Essener Straße 9                                                        | 3. Juni 2017  | Geboren am 30. August 1909 in Berlin. Deportation am 12. März 1943 nach Auschwitz, dort ermordet. |      |
|                       | Dora Leibke                                       | Essener Straße 9                                                        | 3. Juni 2017  | Geboren am 25. August 1882 in Berlin. Deportation am 13. Juni 1942 nach Sobibor, dort ermordet. |      |
|                       | Wilhelm Leist                                     | Huttenstraße 12 (Betriebsgelände der Siemens AG Gasturbinenwerk Berlin) | Apr. 2003     | Wilhelm Leist wird am 2. Januar 1899 in Berlin geboren. Nach der Volksschule beginnt er eine Lehre als Dreher und arbeitet anschließend als Geselle. Im Ersten Weltkrieg gerät er in Kriegsgefangenschaft, aus der er erst im September 1919 entlassen wird. 1920 heiratet er Anna Rittig, aus der Ehe gehen drei Kinder hervor. Wilhelm Leist, der vor 1933 der KPD angehört und gewerkschaftlich im Deutschen Metallarbeiterverband organisiert ist, ist erklärter Gegner des Nationalsozialismus. Bereits 1933 zeitweilig festgenommen, gründet er nach der Entlassung aus der Haft eine betriebliche Widerstandsgruppe an seinem Arbeitsplatz, der Turbinenfabrik der AEG in der Huttenstraße (Gruppe Walter Homann). Er wird als einer der ersten der Betriebsgruppe bereits im November 1944 festgenommen, wahrscheinlich werden durch Misshandlungen durch die Gestapo Aussagen zu seinen Kollegen von ihm erpresst. Am 7. März 1945 wird Wilhelm Leist in die Gestapo-Abteilung des Zellengefängnisses Lehrter Straße 3 eingeliefert, wo auch schon viele seiner Kollegen auf ihren Prozess warten, der am 20. und 21. März vor dem Kammergericht Berlin stattfindet. Wilhelm Leist wird zum Tode verurteilt und am 10. April 1945 in Plötzensee ermordet. |      |
|                       | Bertha Leven                                      | Solinger Straße 10                                                      | Sep. 2003     | Geboren am 9. Mai 1882 als Bertha Landsberger in Berlin. Deportiert am 13. Januar 1942 nach Riga, dort ermordet. |      |
|                       | Josef Leven                                       | Solinger Straße 10                                                      | Sep. 2003     | Geboren am 5. November 1879 in Krefeld. |      |
|                       | Bella Levy                                        | Solinger Straße 10                                                      | Sep. 2003     | Geboren am 28. Juli 1893 in Külsheim. Deportiert nach Auschwitz am 2. März 1943, dort ermordet. |      |
|                       | Denny Levy                                        | Thomasiusstraße 19                                                      | 8. Aug. 2014  | Geboren am 10. August 1941 in Berlin. Deportation am 3. März 1943 nach Auschwitz. Ermordet in Auschwitz. Siehe Clara Marcus. |      |
|                       | Felix Levy                                        | Thomasiusstraße 19                                                      | 8. Aug. 2014  | Geboren am 14. September 1902 in Dortmund Dorstfeld. Deportation am 3. März 1943 von Berlin nach Auschwitz. Ermordet in Auschwitz. Siehe Clara Marcus. |      |
|                       | Hildegard Levy                                    | Thomasiusstraße 19                                                      | 8. Aug. 2014  | Geboren am 12. Juli 1903 in Berlin als Hildegard Marcus. Deportation am 3. März 1943 nach Auschwitz. Ermordet in Auschwitz. Siehe Clara Marcus. |      |
|                       | Jona Levy                                         | Thomasiusstraße 19                                                      | 8. Aug. 2014  | Geboren am 18. Oktober 1904 in Berlin. Deportation am 3. März 1943 nach Auschwitz. Ermordet in Auschwitz. Siehe Clara Marcus. |      |
|                       | Louise Levy                                       | Thomasiusstraße 26                                                      | 8. Aug. 2014  | geboren am 27. Juni 1889 in Hohensalza (Posen) / Inowrocław. Tabakhändlerin. Zwangsarbeit in der Schuhfabrik Reh & Praedel. Deportation am 27. November 1941 nach Riga. Ermordet am 30. November 1941 in Riga-Rumbula. |      |
|                       | Anna Lewin                                        | Agricolastraße 21                                                       | 30. Dez. 2021 | |      |
|                       | Martin Lewin                                      | Agricolastraße 21                                                       | 30. Dez. 2021 | |      |
|                       | Ingolf Lewin                                      | Turmstraße 53                                                           | 3. Sep. 2018  | Geboren am 19. Juli 1933 in Berlin. Deportiert am 27. November 1941 nach Riga. Ermordet am 30. November 1941 (siehe Walter Lewin) |      |
|                       | Jutta Lewin                                       | Turmstraße 53                                                           | 3. Sep. 2018  | Geboren am 14. Februar 1935 in Berlin. Deportiert am 27. November 1941 nach Riga. Ermordet am 30. November 1941 (siehe Walter Lewin) |      |
|                       | Walter Lewin                                      | Turmstraße 53                                                           | 3. Sep. 2018  | Geboren am 20. Dezember 1902 in Seehorst (Trlong) im Kreis Mogilno (Powiat Mogileński) als viertes von neun Kindern der Eheleute Isidor Lewin und Jenny, geb. Fabian. Dentist in Moabit mit Praxis in der Turmstraße. Seine Eltern und fast alle seine Geschwister lebten in den 1920er- und 1930er-Jahren ebenfalls in Moabit - Zwinglistraße 15. Walter Lewin war mit verheiratet mit Henriette (Henny), geb. 16. März 1912 in Bromberg als Tochter von Gustav Heidemann und Hulda Gerber. Das Ehepaar hatte zwei Kinder - Ingolf und Julia. Die Ehe wurde geschieden. Walter Lewin wurde gemeinsam mit seinen beiden Kindern am 27. November 1941 nach Riga deportiert und mit ihnen am 30. November 1941 beim Massaker von Rumbula ermordet. |      |
|                       | Julius Lewkowitz                                  | Jagowstraße 38                                                          |               | Dr. Julius Lewkowitz, geboren am 2. Dezember 1876 in Georgenberg / Schlesien, war Rabbiner an der Synagoge Levetzowstraße. Er wurde am 12. März 1943 mit dem „36. Osttransport“ zusammen mit seiner Ehefrau Selma Lewkowitz in das Vernichtungslager Auschwitz deportiert und dort ermordet. |      |
|                       | Selma Lewkowitz                                   | Jagowstraße 38                                                          |               | Selma Lewkowitz wurde am 30. Mai 1880 in Pinne/Posen (heute Pniewy) als Selma Abraham geboren. Sie war verheiratet mit Dr. Julius Lewkowitz, der als Rabbiner in der Synagoge in der Levetzowstraße wirkte. Das Ehepaar wohnte in der Jagowstraße 38 in Moabit; zuletzt hatten sie mehrere jüdische Untermieter, die ebenfalls alle deportiert wurden. Mit dem „36. Osttransport“ vom 12. März 1943 wurden die Eheleute nach Auschwitz deportiert und gelten seitdem als verschollen. |      |
|                       | Ridia Lewy                                        | Bredowstraße 14                                                         | Sep. 2008     | Geb. als Ridia Kaul am 17. Oktober 1872 in Berlin. Kontoristin. Deportation am 23. Juli 1942 nach Theresienstadt, dort gestorben am 30. August 1942. |      |
|                       | Helena Leyde                                      | Thomasiusstraße 18                                                      | 13. Nov. 2015 | Geb. als Helena Werheimer am 15. August 1879 in Bretten (Baden). Deportation am 19. April 1943 von Sammellager Große Hamburger Straße in das Vernichtungslager Auschwitz-Birkenau, dort ermordet. |      |
|                       | Saly Leyde                                        | Thomasiusstraße 18                                                      | 13. Nov. 2015 | Geboren am 19. Januar 1882. Inhaber eines Bekleidungsgeschäfts. Zwangsarbeit als Schumacher bei Firma Alsi, Kaiserstraße 10. Deportation am 3. März 1943 in das Vernichtungslager Auschwitz-Birkenau, dort ermordet. |      |
|                       | Walter Lichtenstein                               | Helgoländer Ufer 6                                                      | 17. Nov. 2015 | Geboren am 19. Juni 1890 in Berlin. Freitod 1935. Kaufmann in der Schirmbranche. Walter Lichtenstein wurde auf dem Jüdischen Friedhof in Berlin-Weißensee beerdigt. |      |
|                       | Else Lieber                                       | Perleberger Straße 52                                                   | 23. Okt. 2017 | |      |
|                       | Heinz-Günther Lieber                              | Perleberger Straße 52                                                   | 23. Okt. 2017 | |      |
|                       | Jacques Lieber                                    | Perleberger Straße 52                                                   | 23. Okt. 2017 | |      |
|                       | Paulina Liebmann                                  | Tile-Wardenberg-Straße 28                                               | Mai 2004      | Geboren als Paulina Heller am 19. Oktober 1871 in Stauding (Mähren) / Studénka. Deportation am 27. Juli 1942 nach Theresienstadt, dort gestorben am 16. Dezember 1942. |      |
|                       | Paula Liebrecht                                   | Bochumer Straße 14                                                      | Aug. 2011     | Paula Adelheid Frommet Ittl Engel, verheiratete Liebrecht, wurde am 17. November 1895 in Berlin als jüngstes von acht Kindern des Kaufmanns Samuel Engel und seiner Frau Jenny, geb. Alexander, geboren. Am 23. Dezember 1920 heiratete sie in Berlin den praktischen Arzt Dr. Julius Jechiel Liebrecht (geb. 2. Februar 1883; gest. 10. November 1937). Julius Engel wählte den Freitod. Paula Engel wurde am 4. März 1943 nach Auschwitz deportiert und ist dort ermordet worden. |      |
|                       | Marianne Lindemann                                | Dortmunder Straße 9                                                     | 10. Juni 2024 | |      |
|                       | Hans Lindemann                                    | Dortmunder Straße 9                                                     | 10. Juni 2024 | |      |
|                       | Alfred Lipkowitz                                  | Turmstraße 76a                                                          |               | |      |
|                       | Bela Lipkowitz                                    | Turmstraße 76a                                                          |               | |      |
|                       | Gertrud Lipkowitz                                 | Turmstraße 76a                                                          |               | |      |
|                       | Ralf Robert Lipkowitz                             | Turmstraße 76a                                                          |               | |      |
|                       | Ernestine Lippmann                                | Turmstraße 36                                                           | 9. Feb. 2016  | |      |
|                       | Georg Lippmann                                    | Turmstraße 36                                                           | 14. Nov. 2016 | |      |
|                       | Margarete Lipski                                  | Bochumer Straße 18                                                      | 14. Sep. 2009 | Die Familie Lipski (verh. Buttermilch und Freudenthal) lebte in den 1930er-Jahren in der Bochumer Straße in Berlin-Moabit. Margarete Lipski, geb. Chone, wurde am 16. Mai 1870 in Punitz geboren. Sie hatte mit ihrem Mann Avraham vier Kinder: Alice, am 18. Februar 1900 geboren, Frieda, 1903 geboren, Theodor, am 15. Juli 1905 geboren und Ruth, am 20. März 1908 geboren. Die Familie zog nach dem Ersten Weltkrieg von Posen nach Berlin und lebte seit 1931 in der Bochumer Straße 31. Die Tochter Alice war Lehrerin in der jüdischen Schule von Adass Jisroel im Sigmundshof an der Spree. Sie lebte mit ihrem Mann Leo Buttermilch in der Küstriner Straße, wurde aber in Folge der antisemitischen Gesetzgebung der Nationalsozialisten aus der Wohnung vertrieben und zog mit Mann wieder in die Wohnung der Mutter und Geschwister in der Bochumer Straße 18. Am 4. September 1942 wurden Margarete Lipski im Alter von 72 Jahren, Alice Buttermilch im Alter von 42 Jahren und Leo Buttermilch im Alter von 68 Jahren nach Theresienstadt deportiert und nach weiterer Deportation in Treblinka ermordet. Theodor Lipski hatte seiner Schwester Frieda, die sich mit ihrer 15-jährigen Tochter Hannah im Sommer 1939 nach England retten konnte – sie sind die einzigen Überlebenden der Familie – im September 1942 und im Dezember 1942 von der Deportation der Mutter, der Schwestern und des Schwagers in den erlaubten 25 Wörtern der Rote-Kreuz-Briefen geschrieben. Danach erhielten sie keine Briefe mehr von ihm. Theodor Lipski, Lehrer in der jüdischen Schule in der Großen Hamburger Straße, war nach seinem Berufsverbot Zwangsarbeiter bei der Firma Warnecke und Böhm in Weissensee. Am 26. Februar 1943 wurde er, 38 Jahre alt, mit dem 30. „Osttransport“ nach Auschwitz deportiert und dort ermordet. Seine Schwester Frieda erfuhr erst Jahre später, als sie mit ihrer Tochter bereits in Israel lebte, von der Ermordung ihres Bruders im Konzentrationslager (siehe auch Alice Buttermilch). |      |
|                       | Theodor Lipski                                    | Bochumer Straße 18                                                      | 14. Sep. 2009 | siehe Margarete Lipski |      |
|                       | Selma Lipsky                                      | Jagowstraße 44                                                          | 30. März 2013 | |      |
|                       | Herbert Littauer                                  | Alt-Moabit 104a                                                         | 15. Juni 2018 | |      |
|                       | Paula Littauer                                    | Alt-Moabit 104a                                                         | 15. Juni 2018 | |      |
|                       | Henriette Loewenstein                             | Solinger Straße 10                                                      | Sep. 2003     | Henriette Loewenstein, geb. Lewkowicz am 26. Februar 1903 in London geboren. Sie heiratete am 26. Mai 1922 in Berlin den Arzt Dr. Ernst Witold Loewenstein, geboren am 23. Mai 1896 als Sohn des Kaufmanns Louis Loewenstein und seiner Ehefrau Theodora, geb. Goldenring. Die Ehe zwischen Henriette und Ernst wurde am 27. Juli 1937 geschieden. Der geschiedene Ehemann lebte 1948 als Arzt in London. |      |
|                       | Karoline Loewenstein                              | Solinger Straße 10                                                      | Sep. 2003     | Karolina Löwenstein wurde am 12. Juni 1895 in Hochheim am Main geboren als Tochter des Metzgermeisters Martin Löwenstein und seiner Ehefrau Regina, geb. Kapp. |      |
|                       | Steffi Loewenstein                                | Solinger Straße 10                                                      | Sep. 2003     | Geboren am 5. Januar 1932 in Berlin. In den Tod getrieben. |      |
|                       | Erna Esther Löw                                   | Thomasiusstraße 11                                                      | 25. März 2015 | Geb. als Erna Esther Rimalt, Februar 1897 in Lesko (Polen). Zwangsarbeit bei AEG. Deportiert am 17. Mai 1943 nach Auschwitz-Birkenau, dort ermordet. Erna Löw war die Tochter von Zwi und Yenta Rimalt, geb. Kaner. Die Vorfahren von Erna Rimalt waren seit 1742 Rabbiner und Thoragelehrte. Erna kam während des 1. Weltkriegs nach Wien, wo sie 1921 Nuchem Löw heiratet. Ein Jahr später bringt sie ihren Sohn Willy zur Welt, im Jahre 1927 ihre Tochter Liane. Am 17. Mai 1943 wird Erna Löw mit ihrem Mann und Tochter Liane mit dem 38. Transport Ost nach Auschwitz deportiert. Es ist einer der letzten Transporte aus Berlin. Sie wird am 8. Mai 1945 offiziell für tot erklärt. |      |
|                       | Liane Lea Löw                                     | Thomasiusstraße 11                                                      | 24. Juni 2015 | Geboren am 31. März 1927 in Wien als Tochter von Nuchem Löw und dessen Frau Erna Esther (siehe dort). Deportiert am 17. Mai 1943 nach Auschwitz-Birkenau, dort ermordet. Liane ist das jüngste Kind von Nuchem und Erna Löw. Mit ihren Eltern und dem fünf Jahre älteren Bruder Willy zieht sie 1934 nach Berlin. Nach der Pogromnacht 1938 entschließen sich die Eltern, die Kinder im Ausland in Sicherheit zu bringen. Liane kommt zu Verwandten nach Brüssel und flieht nach dem Überfall auf Belgien über Paris nach Arcachon, Frankreich. Im Januar 1941 ist Liane wieder in Berlin. Die Verwandten haben ein Visum in die USA und können sie nicht mitnehmen. Mit ihren Eltern wird Liane mit dem 38. Transport Ost nach Auschwitz deportiert. Sie und ihre Eltern werden zu Kriegsende am 8. Mai 1945 offiziell für tot erklärt. Eine erste Fassung des Stolpersteins wurde am 25. März 2015 verlegt (Foto des alten Stolpersteins). Am 24. Juni 2015 wurde er durch einen korrigierten Stein ersetzt. |      |
|                       | Nuchem Löw                                        | Thomasiusstraße 11                                                      | 25. März 2015 | Geboren am 18. September 1888 in Sędziszów (Galizien, heute Polen). Deportiert am 17. Mai 1943 nach Auschwitz-Birkenau, dort ermordet. Der Geburtsort von Nuchem Löw gehörte bis zum Ersten Weltkrieg zu Österreich. Während des Krieges war er Soldat und kämpfte auf österreichischer Seite. Dann ließ er sich in Wien nieder. Dort heiratete er 1921 Erna Rimalt, im Jahr darauf wurde sein Sohn Willy (siehe dort) geboren und im Jahre 1927 die Tochter Liane (siehe dort). Nuchem Löw war von Beruf Hausverwalter. Laut Adressbüchern ist die Familie Löw seit spätestens 1937 in der Thomasiusstraße 11 gemeldet. Am 9. November 1938 in der Pogromnacht, hämmert die Gestapo an die Wohnungstür. Sie will Nuchem Löw verhaften, aber er ist nicht zu Hause. Die Gestapo kommt nicht wieder, doch Nuchem Löw muss seine Tätigkeit als Hausverwalter an einen Arier abtreten. Damit verliert er sein Einkommen. Nuchem und seine Frau Erna entschließen sich, den mittlerweile 16-jährigen Willy und die 11-jährige Liane ins Ausland zu schicken. Willy Löw kommt mit Hilfe eines Kindertransports nach England, Liane zu Verwandten nach Belgien. Liane kehrt Anfang 1941 nach Berlin zurück. Im Jahre 1940 muss die Familie alle verbliebenen Wertgegenstände abgeben und ist praktisch mittellos. Ab 1941 muss Nuchem Löw Zwangsarbeit leisten. Die Briefe, die an Willy zunächst nach England, dann nach Kanada geschrieben werden, zeugen davon, dass er sich um die Ausreise seiner Familie in die USA bemüht. In einem Brieffragment ist schließlich auch von einem Versuch, nach Kuba auszureisen, die Rede. Alle Versuche bleiben erfolglos. Angeblich soll die Familie auch versucht haben, mit Hilfe eines Schleusers in die Schweiz zu fliehen, dem sie aber letztendlich nicht traut. Ende 1942 und Anfang 1943 werden Postkarten an einen Bekannten in der Schweiz geschrieben, in welchen sich Nuchem Löw um einige Lebensmittel bemüht, unter anderem um Mazze für die Feiertage. Er bedankt sich „für die Freundlichkeit“. Am 17. Mai 1943 wird Nuchem Löw mit seiner Frau und Tochter Liane nach Auschwitz deportiert. In die Wohnung der Familie Löw zieht „ein deutscher Volksgenosse“ ein und übernimmt die Möbel, die, wie sich mittlerweile herausgestellt hat, noch bis zum Tod der Mieter in den 1990er Jahren in der Wohnung verbleiben. |      |
|                       | Willy Löw                                         | Thomasiusstraße 11                                                      | 25. März 2015 | Geboren am 26. April 1922 in Wien als Sohn von Nuchem und Erna Esther Löw. 1939 Kindertransport über England nach Kanada. Gestorben als Ze'ev Lev am 3. Oktober 2004 in Israel. Willy lebte mit seiner Familie ab 1934 in Berlin. Er besuchte die Adass Yisroel-Schule in der Straße Siegmunds Hof im Hansaviertel. 1939 entschließen sich die Eltern, Willy mit einem der letzten Kindertransporte nach England zu schicken. Er kommt nach Newcastle und wird in einer Yeschiwe - einer Thoraschule - aufgenommen. Als der Krieg ausbricht, wird Willy als deutscher Staatsbürger in einem Kriegsgefangenenlager auf der Isle of Man interniert. Von dort wird er in ein Kriegsgefangenenlager nach Kanada in die Nähe von Ottawa gebracht. Dort und später in den USA studiert er Physik. 1950 wanderte er mit seiner Frau, Dvora Lederer, nach Israel aus und nahm den Namen Ze'ev Lev an. Dort gehörte er zu den Gründern des Jerusalem College of Technology - Lev Academic Center (JCT). |      |
|                       | Ida Lurje                                         | Jagowstraße 8                                                           | 25. Apr. 2014 | |      |
|                       | Eva Manasse                                       | Thomasiusstraße 5                                                       | 8. Aug. 2014  | |      |
|                       | Max Mann                                          | Turmstraße 9                                                            | 9. Sep. 2017  | |      |
|                       | Margarete Regina Mann                             | Turmstraße 9                                                            | 9. Sep. 2017  | |      |
|                       | Frida Mannheim                                    | Calvinstraße 15                                                         | März 2010     | |      |
|                       | Max Mannheim                                      | Calvinstraße 15                                                         | März 2010     | |      |
|                       | Clara Marcus                                      | Thomasiusstraße 19                                                      | 8. Aug. 2014  | Geboren am 26. Mai 1872 in Krotoschin (Posen) / Krotoszyn. Deportation am 4. September 1942 von Berlin, Thomasiusstraße 19 in das KZ Theresienstadt. Ermordet 28. September 1942 im KZ Theresienstadt. Caroline Grund, genannt Clara, kam in Krotoschin bei Posen als Tochter eines Bauunternehmers zur Welt. Nach dem Abschluss des Lyceums zog sie nach Berlin und heiratete 1895 den Berliner Klempner- und Rohrlegemeister Isaac Marcus, mit dem sie zwei Kinder bekam: 1897 wurde Sohn Bernhard geboren, 1903 kam Tochter Hanna Hildegard zur Welt. Clara und Isaak Marcus führten in der Karlstraße 17 in Mitte ein Klempnergeschäft, in dem Clara die Buchhaltung führte, bis ihr Sohn Bernhard aus dem Ersten Weltkrieg heimkehrte und an ihrer Stelle die Geschäfte an der Seite ihres Mannes übernahm. Die Wohnung der Familie Markus lag zu dieser Zeit gleich um die Ecke am Alexanderufer 6, direkt am Humboldt-Hafen. Ende der 30 Jahre verließen die Marcus ihr Zuhause in Mitte und zogen 1939 in die Thomasiusstraße 19, wo sie im Vorderhaus eine Wohnung im 4. Stock bezogen. Zu diesem Zeitpunkt war der Druck durch die rassistischen Anfeindungen gegen Juden bereits so stark, dass Claras Mann Isaac psychisch schwer erkrankte und am 9. Dezember 1940 im Alter von 72 Jahren starb. Zu diesem Zeitpunkt lebte Tochter Hildegard, die Hilde genannt wurde, bei ihr. Hilde heiratete wenig später Felix Levy und lebte mit ihrem Mann gemeinsam weiter in der elterlichen Wohnung. Im September 1942, als Tochter Hilde mit einem zweiten Sohn hochschwanger war, wurde Clara Marcus von der Gestapo abgeholt und nach Theresienstadt deportiert. Hildegard und Felix Levy blieben mit ihrem Säugling Jona und dem einjährigen Denny noch für einige Monate in der Thomasiusstraße 19. Die Wohnung im Vorderhaus mussten sie verlassen, denn Clara Marcus’ Eigentum wurde vom Staat gepfändet. Hilde und Felix zogen gemeinsam mit den Untermietern in eine Wohnung im Parterre des Seitenflügels. Zu dieser Zeit leistete der 40-jährige Felix Levy Zwangsarbeit bei der Berliner Firma Ernst Röderstein in der Wusterhausener Straße in Mitte, wo Kondensatoren für Radiogeräte hergestellt wurden. Am 28. Februar 1943 wurden auch die Levys mit dem einjährigen Denny und dem fünf Monate alten Jona von der Gestapo abgeholt und ins Sammellager in der Synagoge Levetzowstraße gebracht. Hier wurde am 1. März auch den beiden Söhnen von Felix und Hilde per Gerichtsvollzieher die Verfügung der Gestapo überbracht, nach welcher sie als Reichsfeinde galten und ihr Vermögen durch das Reich eingezogen wurde. Zwei Tage später, am 3. März 1943, wurden Hilde und Felix Levy mit ihren Kindern vom Güterbahnhof Moabit aus in Viehwagons mit dem 33. Osttransport nach Auschwitz deportiert, wo Hilde und ihre Söhne vermutlich gleich nach ihrer Ankunft in der Gaskammer ermordet wurden. Wann und wo Felix Levy den Tod fand, ist nicht bekannt. Nachdem die Wohnung der Levys durch den Gerichtsvollzieher bewertet und das veräußerbare Inventar aufgelistet wurde, wurde die Wohnung am 27. Oktober 1943 als „entmöbelt“ deklariert und der Haushalt der Familie inkl. „Kinderbett mit Deckbett“ für 565 RM zugunsten des Reichs verkauft. |      |
|                       | Irma Marcus                                       | Thomasiusstraße 26                                                      | 8. Aug. 2014  | Geb. als Irma Scheinberger am 26. März 1907 in Duesseldorf. Deportiert am 5. September 1942 nach Riga. Ermordet am 8. September 1942 in Riga. Irma Marcus wurde als Tochter von Alois Scheinberger geboren. Sie und ihr Ehemann Kurt wohnten zunächst als Untermieter in einer großen 6-Zimmerwohnung in der Thomasiusstraße 26. Nachdem die Hauptmieterin, Louise Levy, bereits 1941 deportiert worden war, übernahmen die Marcus die große Wohnung. In diesen Jahren der Rechtlosigkeit für Juden wurde ihr Zuhause jedoch rasch in eine so genannte Judenwohnung umfunktioniert; Irma und ihr Mann wurden gezwungen, mehrere Zimmer in ihrer Wohnung an solche Juden zu vermieten, die ihr eigenes Zuhause an Nichtjuden abtreten mussten. Zu dieser Zeit musste Irma Marcus Zwangsarbeit leisten. Als sich 1942 abzeichnete, dass auch Irma und Kurt Marcus deportiert werden sollten, tauchte Irmas Mann unter. Er gilt seither als verschollen. Irma Marcus wurde im Alter von 35 Jahren am 5. September 1942 nach Riga deportiert und dort gleich nach ihrer Ankunft ermordet. |      |
|                       | Kurt Marcus                                       | Thomasiusstraße 26                                                      | 8. Aug. 2014  | Geboren am 26. August 1896 in Danzig. Untergetaucht am 21. September 1943. Verschollen. Siehe Irma Marcus |      |
|                       | Martin Maretzki                                   | Bundesratufer 4                                                         |               | |      |
|                       | Margarete Markus                                  | Bochumer Straße 10                                                      | 6. Juni 2013  | Geboren am 13. September 1894 in Burdungen. Deportation am 25. Januar 1942 nach Riga, weiter nach Stutthof, dort am 19. November 1944 ermordet. |      |
|                       | Gertrud Marx                                      | Stephanstraße 19                                                        | Okt. 2018     | |      |
|                       | Karl Marx                                         | Stephanstraße 19                                                        | Okt. 2018     | |      |
|                       | Efim Meckauer                                     | Alt-Moabit 86b                                                          |               | |      |
|                       | Erna Meckauer                                     | Alt-Moabit 86b                                                          |               | |      |
|                       | Kurt Meckauer                                     | Alt-Moabit 86b                                                          |               | |      |
|                       | Arthur Mendel                                     | Calvinstraße 26                                                         | 13. Feb. 2024 | |      |
|                       | Belsora Mendelsohn                                | Thomasiusstraße 24                                                      | 30. März 2013 | Belsora Mendelsohn, geb. Becker, wird am 24. Juni 1888 in Berlin geboren. Sie heiratet den Berliner Kaufmann Leo Mendelsohn. Aus der Ehe gehen 1914 der Sohn Erwin sowie 1924 die Tochter Liselotte hervor. Die Familie lebt zunächst im Haus Kirchstraße 21 in Moabit. Nach dem Abitur am Königlichen Luisengymnasium in der Wilsnackerstraße wandert Belsoras Sohn Erwin schon 1933 nach Palästina aus. Wenig später zieht Belsora, die Bella genannt wird, mit ihrem Mann und Tochter Liselotte eine Straße weiter in die Thomasiusstraße 24. Dort bezieht die Familie eine 3-Zimmer-Mietwohnung im Gartenhaus, 1. OG. Das Ehepaar Mendelsohn betreibt ein zunächst gut gehendes Lederwaren- und Schirmgeschäft in der Turmstraße 10 / Ecke Wilsnackerstraße, so dass sich Bella sogar eine Reise nach Palästina leisten kann, um dort Sohn Erwin zu besuchen. Doch die seit 1933 ständig zunehmende Schikanierung und Entrechtung jüdischer Unternehmen treffen schließlich auch das Geschäft der Mendelsohns: Im Juni 1938 ergeht für sie ein behördliches Geschäftsverbot. Die Mendelsohns versuchen trotzdem noch einige Monate, vom Verkauf ihrer Waren zu leben. Als Ehemann Leo im Zusammenhang der Novemberpogrome 1938 verhaftet und ins KZ Sachsenhausen gebracht wird, muss Belsora die Geschäfte alleine führen. Kurz nachdem Leo Mendelsohn im Dezember 1938 aus dem KZ entlassen wird, muss ihr Geschäft auf behördliche Anordnung hin endgültig schließen. Damit ist die wirtschaftliche Lebensgrundlage der Familie zerstört. Am 12. November 1939 erliegt der von der Lagerhaft gezeichnete Leo mit 54 Jahren in seiner Wohnung einem Herzversagen. Belsora lässt ihren Mann auf dem Jüdischen Friedhof Weißensee beisetzen. Am 9. November 1941 werden Belsora und Liselotte Mendelsohn in das nahe gelegene Synagogengebäude in der Levetzowstraße 7 gebracht, das als Sammellager für die anlaufenden Deportationen dient. Nach der Übergabe ihrer Vermögenserklärung händigt der Obergerichtsvollzieher zwei Tage später die übliche amtliche Verfügung aus, dass aller Besitz „zugunsten des Reichs eingezogen“ sei. Der später festgestellte Wert von Sparguthaben und eingezogenem Eigentum beträgt über 41.000 RM. Mit dem 5. „Osttransport“ werden am 14. November 1941 Mutter und Tochter Mendelsohn vom Bahnhof Grunewald aus in das Ghetto nach Minsk verschleppt. Von den rund 950 Insassen des Zuges aus Berlin überlebten nur wenige Personen - Belsora und Liselotte Mendelsohn waren nicht unter ihnen. |      |
|                       | Erna Mendelsohn                                   | Krefelder Straße 7                                                      | 30. Nov. 2013 | Geboren am 26. November 1894 in Königsberg. Deportation am 1. März 1943 nach Auschwitz, dort ermordet. |      |
|                       | Jenny Mendelsohn                                  | Bochumer Straße 18                                                      | 14. Sep. 2009 | Jenny Mendelsohn wurde am 5. Juli 1862 in Hohenstein (heute Olsztynek in Polen) im Kreis Osterode in Ostpreußen als Jenny Domnauer geboren. Sie war verheiratet mit Georg Mendelsohn, der 1859 in Königsberg geboren wurde. Nach dem Umzug nach Berlin bewohnte das Ehepaar seit 1912 eine Wohnung in der Bochumer Straße 18 in Berlin-Moabit. Die Ehe blieb kinderlos. Ihr Mann Georg starb am 4. September 1937. Jenny hatte mehrere Geschwister und Nichten und Neffen, die aber bereits in unterschiedliche Länder emigrieren waren, u. a. nach Palästina, Holland, Schweden und Australien, und so der älteren, nun alleinstehenden Frau nicht mehr helfen konnten Am 27. Juli 1942 wurde die 80-jährige Jenny Mendelsohn mit dem 30. Alterstransport nach Theresienstadt deportiert. Die furchtbaren Lebensbedingungen des Ghettos überlebte sie nur etwa einen Monat. |      |
|                       | Leo Mendelsohn                                    | Thomasiusstraße 24                                                      | 8. Aug. 2014  | Geboren am 12. Januar 1885 in Mewe (Gniew). Inhaftiert im KZ Sachsenhausen, 11. Oktober bis 2. Dezember 1938. Verstorben an den Folgen von Haft und Folter am 26. November 1939 in der Thomasiusstraße 24. Siehe auch Belsora und Liselotte Mendelsohn. |      |
|                       | Liselotte Mendelsohn                              | Thomasiusstraße 24                                                      | 30. März 2013 | Liselotte Mendelsohn wird am 24. November 1924 in Berlin geboren. Von den Eltern Leo und Belsora Mendelsohn (siehe dort) sowie von ihrem älteren Bruder Erwin wird Liselotte ‚Lilo’ genannt. Nachdem Bruder Erwin 1933 nach Palästina auswandert, verlässt die Familie die alte Wohnung in der Kirchstraße 21 in Moabit und zieht eine Straße weiter in die Thomasiusstraße 24. Zum Zeitpunkt des Todes ihres Vaters, im November 1939, leistet Liselotte wohl bereits Zwangsarbeit in der Spinnstofffabrik AG in Berlin-Zehlendorf; ihr Wochenlohn beträgt 14,-- RM. Mit dem 5. „Osttransport“ werden am 14. November 1941 Liselotte und Belsora Mendelsohn vom Bahnhof Grunewald aus in das Ghetto nach Minsk verschleppt. |      |
|                       | Martin Mendelsohn                                 | Thomasiusstraße 5                                                       | 8. Aug. 2014  | Geboren am 27. Januar 1881 in Sorau / Żary. Inhaftiert ab November 1938 bis zum 22. Dezember 1938 im KZ Sachsenhausen. Deportation am 19. Mai 1943 von Tile-Wardenberg-Straße 26a in das KZ Theresienstadt. Dort ermordet am 17. Februar 1944. |      |
|                       | Feodora Mendheim                                  | Solinger Straße 10                                                      | Sep. 2003     | Feodora Mendheim kam als Feodora Weishaus am 8. November 1891 in Berlin zur Welt. Ihre Mutter Laura Lea, geborene Halpern, stammte aus Bolechau (Bolechiw), ihr Vater Moritz Moses aus Stanislau (Iwano-Frankiwsk). Sie wuchs mit ihrem älteren Bruder Siegfried Maximilian im Prenzlauer Berg auf, wo ihr Vater eine Fischbeinfabrik betrieb. Bis zur Obersekunda, das heißt bis zur 11. Klasse, besuchte sie das Lyzeum und machte anschließend eine Ausbildung zur Kontoristin. In diesem Beruf arbeitete sie bis zu ihrer Hochzeit im Jahr 1918. Sie heiratete den 14 Jahre älteren Textilkaufmann Sally Mendheim, der gebürtig aus Kolmar in Posen (Chodzież) stammte. Er war Inhaber eines Geschäfts für Damenkonfektion in der Turmstraße 66 in Moabit, in dem auch Feodora Mendheim mitarbeitete. Ihre Wohnung befand sich nicht sehr weit entfernt in der Jagowstraße 5. Am 14. März 1920 kam ihre Tochter Doris Elisabeth zur Welt, ihr Sohn Hans Moritz am 24. Mai 1924. Die Familie zog ans Bundesratufer 12 und Anfang der 1930er Jahre in die Solinger Straße 10, Ecke Agricolastraße. Dort bezogen sie eine 7-Zimmer-Wohnung mit Dachgarten, die sich über die vierte und fünfte Etage erstreckte. Etwa zur gleichen Zeit wurde Sally Mendheim Hauptteilhaber des Engrosgeschäfts für Damenkonfektion Robert Kuesell & Co. Feodora Mendheim übernahm die kaufmännische Leitung des Betriebs, dessen Büro- und Verkaufsräume sich in der Markgrafenstraße 37 befanden. Die Geschäfte liefen sehr gut, was Familie Mendheim einen hohen Lebensstandard ermöglichte. Sie beschäftigten mehrere Hausangestellte und konnten sich regelmäßige Urlaubsreisen leisten, ihren Winterurlaub verbrachten sie in St. Moritz. Am 13. September 1937 brachte die Tochter Doris ihren Sohn Ernst Eduard zur Welt. Dessen Vater Ludwig Lesser hatte die damals erst 17-Jährige zuvor geheiratet. Während des Novemberpogroms 1938, am Tag nach Feodora Mendheims 47. Geburtstag, wurde das Geschäft in der Turmstraße verwüstet und geplündert. Aufgrund der antisemitischen Gesetzgebung war das Ehepaar Mendheim kurze Zeit später zum Verkauf des Geschäfts gezwungen. Der Käufer zahlte ihnen nur einen Bruchteil des tatsächlichen Werts. Auch die Firma Robert Kuesell & Co. wurde „arisiert“. Zwei Mietshäuser, die Sally Mendheim gehörten, mussten die Eheleute ebenfalls verkaufen. Ab diesem Zeitpunkt waren sie ohne jegliches Einkommen. Zumindest ihren Kindern sollte ein Leben in Freiheit ermöglicht werden und es gelang, die nötigen Papiere für deren Flucht nach Amerika zu besorgen. Im April 1939 reisten die gerade 19-jährige Doris und ihr knapp 15-jähriger Bruder Hans mit dem Zug nach Hamburg und bestiegen dort die S. S. Manhattan nach New York. Doris’ Sohn Ernst blieb bei den Großeltern in Berlin. In den USA besuchte Hans, der seinen Namen zu John änderte, ab September 1939 in Chicago die Highschool und studierte dort später an der Universität. Doris ließ sich in New York nieder und heiratete nach ihrer Scheidung ihren zweiten Ehemann Fred Schott, mit dem sie in den 1940er Jahren zwei Kinder bekam. Wenige Monate nach der Flucht von Doris und Hans zog Feodora Mendheims Mutter mit in die Wohnung in der Solinger Straße. Die seit 1915 verwitwete Laura Lea Weishaus hatte zuvor in Charlottenburg bei ihrem Sohn Siegfried gewohnt, der nach Brüssel emigriert war. Durch die Flucht nach Belgien konnte sich Siegfried Weishaus nicht retten. Er war einer von mehreren tausend vor der nationalsozialistischen Verfolgung Geflüchteten, die Belgien ab Mai 1940 an Frankreich auslieferte. Das Vichy-Regime internierte ihn zunächst in Saint Cyprien. Im Oktober wurde er ins Lager Gurs deportiert, wo er am 5. Dezember 1940 starb. Das Ehepaar Mendheim unternahm mit Unterstützung von Tochter Doris aus den USA mehrere Versuche, eine Flucht nach Süd- oder Mittelamerika vorzubereiten. Doch sämtliche Bemühungen scheiterten. Im August 1942 mussten Feodora und Sally Mendheim ihre Wohnung zugunsten des NSDAP-Mitglieds Dr. Manstein räumen. Ihnen wurde eine 2-Zimmer-Wohnung in der Tile-Wardenberg-Straße 19 zugewiesen, in die sie mit ihrem Enkel und Feodora Mendheims Mutter zogen. Ein Großteil ihrer Wohnungseinrichtung wurde beschlagnahmt. Kurze Zeit später, am 3. Oktober 1942, wurde Laura Lea Weishaus nach Theresienstadt deportiert. Sie starb am Silvestertag des gleichen Jahres, angeblich an Herzschwäche. Am 1. Februar 1943 verfügten die NS-Behörden die Einziehung sämtlichen Vermögens des Ehepaars Mendheim. Diese hatten in den Jahren zuvor bereits Zwangsabgaben („Judenvermögensabgabe“ und „Reichsfluchtsteuer“) in Höhe von etwa 30.000 Reichsmark zahlen müssen. Am 6. März 1943 wurde Feodora Mendheim gemeinsam mit ihrem Ehemann und ihrem fünfjährigen Enkel nach Auschwitz deportiert und dort ermordet. Ihr Todesdatum wurde durch Beschluss des Amtsgerichts Tiergarten auf den 31. März 1943 festgelegt. |      |
|                       | Sally Mendheim                                    | Solinger Straße 10                                                      | Sep. 2003     | Sally Mendheim wurde am 4. Mai 1877 (in vielen Quellen ist sein Geburtsjahr abweichend mit 1876 angegeben) in der Kleinstadt Kolmar (heute: Chodzież / Polen) in Posen geboren. Seine Eltern Eduard und Sarah führten einen landwirtschaftlichen Betrieb, in dem Sally während seiner Kindheit und Jugend mitarbeitete. Bis zu seinem 14. Lebensjahr besuchte er die Volksschule in Kolmar und absolvierte anschließend eine kaufmännische Lehre in Schneidemühl (Piła). Er zog nach Berlin und war dort von 1894 bis 1905 im Warenhaus Hermann Tietz angestellt. Zuletzt war er als Einkäufer tätig. Im Jahr 1905 machte er sich mit der Firma „S. Mendheim, Spezialhaus moderner Damenkonfektion“ selbstständig. Sein Geschäft befand sich ab 1910 in der Turmstraße 66, Ecke Gotzkowskystraße in Moabit. Bis etwa 1914 wohnte er in der Essener Straße und zog dann in die Jagowstraße 5. 1918 heiratete er die Kontoristin Feodora Weishaus, die anschließend in seinem Geschäft mitarbeitete. Das Paar bekam zwei Kinder, Doris Elisabeth (geb. 14. März 1920) und Hans Moritz (geb. 24. Mai 1924). Etwa 1924 zog die Familie ans Bundesratufer 12 und Anfang der 1930er Jahre in die Solinger Straße 10 in eine 7-Zimmer-Wohnung mit Dachgarten. Sally Mendheim besaß ein Mietshaus in der Emser Straße 130/131 in Neukölln. Ein weiteres Haus in der Kniprodestraße 13 (Prenzlauer Berg) gehörte ihm zusammen mit seinem Bruder David. Anfang der 1930er Jahre wurde er Hauptteilhaber des Engrosgeschäfts Robert Kuesell & Co., eines Fabrikationsbetriebs für Damenmäntel mit rund 60 Beschäftigten. In der Betriebswerkstätte in der Schönhauser Allee 140 wurden wöchentlich etwa 800 bis 1000 Mäntel hergestellt. Seine Frau übernahm die kaufmännische Leitung in den Büro- und Verkaufsräumen in der Markgrafenstraße 37. Am 13. September 1937 brachte die 17-jährige Tochter Doris ihren Sohn Ernst Eduard zur Welt. Dessen Vater Ludwig Lesser hatte sie zuvor geheiratet. Das Geschäft in der Turmstraße wurde bei den Novemberpogromen 1938 verwüstet und geplündert. Kurz darauf war Sally Mendheim aufgrund der „Verordnung zur Ausschaltung der Juden aus dem deutschen Wirtschaftsleben“ gezwungen, es weit unter Wert zu verkaufen. Auch seinen Grundbesitz und die Anteile an der Firma Kuesell musste er verkaufen. Ab diesem Zeitpunkt verfügte die Familie über kein Einkommen mehr. Sie musste zudem ihre Wertgegenstände abliefern und dem Finanzamt eine „Judenvermögensabgabe“ und „Reichsfluchtsteuer“ in Höhe von etwa 30.000 Reichsmark zahlen. Im April 1939 emigrierten Sally Mendheims Kinder Doris und Hans in die USA. Doris’ Sohn Ernst blieb bei seinen Großeltern in Berlin. Sie selbst ließ sich in New York nieder, heiratete nach ihrer Scheidung erneut und bekam mit ihrem zweiten Mann Fred Schott in den 1940er Jahren zwei Kinder. Hans, der seinen Vornamen zu John änderte, ging nach Chicago, wo er seinen Highschool-Abschluss machte und studierte. Kurz nach der Flucht der Kinder nahm Sally Mendheim seine Schwiegermutter Laura Lea Weishaus zu sich ins Haus. Da es das Gerücht gab, dass Juden mit Grundbesitz in Südamerika legal auswandern dürften, kaufte er ein Grundstück in Paraguay. Am 8. Dezember 1941 sprach er in der Mohrenstraße beim Konsul von Paraguay vor und sagte unter Eid aus, dass er seinen Vater bei der Verwaltung von dessen landwirtschaftlichem Betrieb in Kolmar unterstützt habe und somit über die erforderlichen Kenntnisse verfüge, wieder in der Landwirtschaft zu arbeiten. Gleichzeitig versuchte auch seine Tochter Doris von den USA aus, die nötigen Papiere für eine Emigration zu besorgen. Sie hatte im November 1941 eine Summe von 430 Dollar an das Reisebüro Atlantic Tours für die Beschaffung und Bewilligung eines Kuba-Visums gezahlt. Ein Telegramm der Cuban All American Cables vom 5. Dezember 1941, unterzeichnet von einem Staatsminister aus Havanna, bescheinigte, dass alle nötigen gesetzlichen Erfordernisse für die Vergabe eines Touristenvisums für Sally Mendheim vorgelegen hätten. Doch alle Bemühungen um eine Flucht nach Amerika waren vergeblich. Seine Nichte Johanna Liebmann (geb. Rosenthal) und ihr Mann Walter, mit denen Mendheims im engen Kontakt standen, gaben später an, dass Sally Mendheim zahlreiche Versuche unternahm, eine drohende Deportation zu verhindern. Im Enschädigungsantrag, den seine Kinder in den 1950er Jahren stellten, findet sich ihr Bericht: „Unter anderem berichtete er uns in der Zeit, als die Deportationen aus Berlin anhand einer bei der Jüdischen Gemeinde geführten Kartei in Gang kamen, daß er dort mit zwei Personen Verbindung aufgenommen und dadurch erreicht habe, daß bei der Durchsicht der Kartei seine Karteikarte und die seiner Ehefrau samt Enkel Ernst Lasser nicht vorlag. Er hat nach seinen Angaben mehrere Male RM 3.000,- an diese Verbindungsleute gezahlt. […] Falls er unvorbereitet abgeholt werden sollte, hatte er einen Betrag von ca. RM 10.000,- in größeren Scheinen in einer Rolle Toilettenpapier so eingewickelt, daß er dadurch unauffällig zu verbergen war. Er wollte damit bewirken, sich evtl. noch freikaufen zu können und hatte die bestimmte Absicht, die Rolle Toilettenpapier zur Deportation mitzunehmen.“ Im Sommer 1942 wurden die Eheleute Mendheim aus der Wohnung in der Solinger Straße ausgewiesen. Mit Sally Mendheims Schwiegermutter und dem fünfjährigen Enkel zogen sie in eine 2-Zimmer-Wohnung in der Tile-Wardenberg-Straße 19. Von dort wurde Laura Lea Weishaus am 3. Oktober 1942 nach Theresienstadt deportiert. Sie starb dort am 31. Dezember desselben Jahres. Bereits am 1. November 1941 war Sally Mendheims Bruder David nach Łódź deportiert worden. Er wurde am 9. Mai 1942 im Vernichtungslager Chełmno ermordet. Sally Mendheim wurde am 6. März 1943 zusammen mit seiner Frau und seinem Enkel mit dem „35. Osttransport“ nach Auschwitz deportiert und dort ermordet. Sein Todesdatum wurde durch Beschluss des Amtsgerichts Tiergarten auf den 31. März 1943 festgelegt. |      |
|                       | Bertha Meyer                                      | Elberfelder Straße 7                                                    | 10. Apr. 2019 | Bertha Lucie Hilda Meyer, geborene Lewinsky, geschiedene Collen wurde am 11. Februar 1897 in Berlin als Tochter von Arnold Lewinsky und seiner Frau Hedwig Wally, geb. Coehn geboren. Sie heiratete am 24. Mai 1921 in erster Ehe den Maler und Radierer Julius Cohn, geboren am 19. August 1881. Die Ehe wurde am 6. Dezember 1924 geschieden. Bertha Cohn erhielt 1928 die behördliche Erlaubnis, ihren Nachnamen in Collen zu ändern. Am 20. August 1935 heiratete sie in zweiter Ehe den kaufmännischen Angestellten Josef Meyer, geboren am 3. Februar 1877 in Krone an der Brahe. Das Ehepaar wurde am 25. Januar 1942 nach Riga deportiert und dort ermordet. Bertha Meyer ist wahrscheinlich die Mutter von Peter Arnold Collen (siehe dort). |      |
|                       | Josef Meyer                                       | Elberfelder Straße 7                                                    | 10. Apr. 2019 | Geboren am 3. Februar 1877 in Krone an der Brahe. Deportiert mit seiner Frau Bertha (siehe dort) nach Riga am 24. Januar 1942 und dort ermordet. |      |
|                       | Jacob Julius Michalowski                          | Bundesratufer 4                                                         | Mai 2004      | Jakob Julius Michalowski wurde am 4. April 1867 in Gollantsch/Posen (heute Gołańcz) geboren und war Kaufmann. Er lebte mit seiner Frau Klara, geborene Strenger, die am 16. Dezember 1878 in Berlin zur Welt kam, in Moabit, Bundesratufer 4. Jakob Michalowski war Eigentümer dieses Wohnhauses, bis die Nationalsozialisten ihn enteigneten. Am 9. Juli 1942 wurden Jakob Julius und Klara Michalowski mit dem „18. Alterstransport“ nach Theresienstadt deportiert. Klara Michalowski überlebte das Konzentrationslager, während ihr Mann am 4. Mai 1944 dort umkam. Das Ehepaar Michalowski hatte ein Kind, das noch vor 1939 nach Amerika emigrieren konnte. Klara Michalowski emigrierte nach ihrer Befreiung aus Theresienstadt in die USA zu ihren Angehörigen. |      |
|                       | Chaja Moses                                       | Wullenweberstraße 11                                                    | Aug. 2011     | Geboren am 18. August 1890 in Rzeszów (Galizien). Deportation am 27. November 1941 nach Riga. Dort ermordet am 30. November 1941. |      |
|                       | Julius Moses                                      | Bundesratufer 9                                                         | März 2003     | Geboren am 2. Juli 1868 in Posen. Arzt, Stadtverordneter in Berlin, Mitglied des Reichstags - gesundheitspolitischer Sprecher der SPD-Fraktion. Deportation am 7. Juli 1942 nach Theresienstadt, dort gestorben am 24. September 1942. |      |
|                       | Karl Müller                                       | Huttenstraße 12 (Betriebsgelände der Siemens AG Gasturbinenwerk Berlin) | Apr. 2003     | Karl Müller war Widerstandskämpfer gegen den Nationalsozialismus und in KPD sowie in der RGO organisiert. Seit 1935 arbeitete er im AEG-Turbinenwerk in Berlin-Moabit. Auch während der Zeit des Nationalsozialismus war er aktiv, wurde jedoch am 24. Februar 1945 festgenommen und gefoltert. Unter dem Verhördruck sagte er gegen mehrere Genossen aus und wurde mit sechs Kollegen (Gruppe Walter Homann) in einem Prozess zum Tode verurteilt. Er wählte stattdessen den Freitod und erhängte sich in der Nacht zum 21. März 1945 nach seinem Prozess in seiner Zelle im Zellengefängnis Lehrter Straße. |      |
|                       | Eva Nawratzki                                     | Levetzowstraße 12a                                                      | 26. Nov. 2018 | Geboren am 22. Dezember 1924 in Allenstein. Deportation am 29. Januar 1943 nach Auschwitz, dort ermordet. |      |
|                       | Helmut Nawratzki                                  | Levetzowstraße 12a                                                      | 26. Nov. 2018 | Geboren am 18. Mai 1926 in Allenstein. Deportation am 29. Januar 1943 nach Auschwitz, dort ermordet. |      |
|                       | Alfons Neumann                                    | Jagowstraße 16                                                          | Aug. 2010     | Alfons Neumann wurde am 18. Dezember 1879 in Berlin geboren, seine Eltern waren Martin Michaelis Neumann (geboren ca. 1849/1850 in Grätz; gestorben am 25. Mai 1918 in Berlin) und Emilie Neumann (geb. Jablonsky oder Jablonski ca. 1851/1852 in Grätz, gestorben am 13. Januar 1913 in Berlin-Charlottenburg). Er hatte mindestens noch eine Schwester Else (geboren am 23. Februar 1885 in Berlin) und einen Bruder, Georg (geboren am 3. September 1886 in Berlin). Er war von Beruf Kaufmann und hat in Berlin am 23. Dezember 1909 Käthchen Liepmann geheiratet. Zum Zeitpunkt der Volkszählung 1939 wohnte seine Schwester Else Nelken (Hochzeit am 9. Juli 1908 mit Jakob Nelken, geboren am 7. März 1874 in Grätz, gestorben 1928 in Berlin-Schöneberg) ebenfalls in der Jagowstraße 16. Am 18. November 1941 beging sie Suizid, eventuell wegen einer bevorstehenden Deportation. Ihre letzte Adresse war in der Bleibtreustraße 17 Berlin-Charlottenburg, wo bereits 16 Stolpersteine für ehemals dort wohnende Menschen verlegt worden sind. Ihren beiden Kindern Gerda Pauline (geboren am 6. September 1909 in Berlin; verheiratete Goldmann; gestorben am 9. Juli 1988 in Marion/Indiana) und Henry James Nelken (geboren am 9. Dezember 1910 in Berlin; gestorben am 14. Oktober 1986 in New York) gelang rechtzeitig die Flucht, Gerda Pauline emigrierte Ende August 1939 mit ihrem Mann Walter Goldmann (geboren am 14. Mai 1903 in Dresden; gestorben am 1. Juli 1973 in Marion/Indiana) und Sohn Frank Joachim (geboren am 18. Januar 1938 in Dresden; gestorben am 3. Juli 1946 in Shanghai) aus Dresden nach Shanghai und Henry James bereits im Juli 1938 nach New York. Aus den USA stellten beide 1959 eine Klage auf Wiedergutmachung für den Hausrat ihrer Mutter. Am 3. März 1943 wurde Alfons Neumann im 33. Osttransport nach Auschwitz deportiert und dort zu einem unbekannten Zeitpunkt ermordet. |      |
|                       | Gerhard Neumann                                   | Jagowstraße 16                                                          | Aug. 2010     | Gerhard Neumann wurde am 1. Oktober 1910 in Berlin geboren. Am 2. März 1943 wurde er zusammen mit seiner Mutter im 32. Osttransport nach Auschwitz deportiert und dort zu einem unbekannten Zeitpunkt ermordet. |      |
|                       | Käte Neumann                                      | Jagowstraße 16                                                          | Aug. 2010     | Käte (Käthchen) Neumann (geb. Liepmann) wurde am 4. Oktober 1887 in Eberswalde geboren, ihre Eltern waren Gustav Liepmann und Jenny Liepmann (geb. Steinert). Sie hat am 23. Dezember 1909 in Berlin den Kaufmann Alfons Neumann geheiratet. Gemeinsam hatten sie zwei Kinder, Gerhard (geboren 1. Oktober 1910) und Irene (geboren 4. Mai 1915 verheiratete Löwenthal). Ihre Tochter Irene, die zum Zeitpunkt der Volkszählung 1939 ebenfalls in der Jagowstraße 16 wohnte, wurde am 27. November 1941 nach Riga deportiert. Ihre letzte Anschrift war Wilhelm-Stolze-Straße 39 in Berlin-Friedrichshain, dort wohnte auch Theobald Löwenthal (geb. 6. Mai 1915), der ebenfalls am 27. November 1941 deportiert und ermordet wurde, wahrscheinlich war er ihr Ehemann. Ihre Namen sind im Buch der Erinnerung Die ins Baltikum deportierten deutschen, österreichischen und tschechoslowakischen Juden aufgeführt. Käte Neumann wurde am 2. März 1943 zusammen mit ihrem Sohn Gerhard im 32. Osttransport nach Auschwitz deportiert und dort zu einem unbekannten Zeitpunkt ermordet. |      |
|                       | Willi Neumann                                     | Thomasiusstraße 15                                                      | 24. Juni 2015 | Geboren am 21. November 1884 in Berlin. Inhaber einer Saatengroßhandlung. Deportation am 2. März 1943 von Thomasiusstraße 15 in das Vernichtungslager Auschwitz. Dort ermordet. |      |
|                       | Henni Noack                                       | Hansa-Ufer 5                                                            | Dez. 2007     | Geboren am 23. Oktober 1919 in Berlin. Tochter von Sophie Noack, geb. Lewin. Sprechstundenhilfe. Spätestens ab 1938 bemühten sich die Eltern von Henni um die Auswanderung der Familie. Nur der Sohn Lutz Noack konnte kurz vor seinem 16. Geburtstag im Juni 1939 mit einem Kindertransport nach England emigrieren. Henni Noack war zu diesem Zeitpunkt bereits 19 Jahre alt und durfte nicht mehr an dem Transport teilnehmen. Dem Vater Gustav Noack gelang es im August 1940 illegal nach Palästina einzureisen. Frau und Tochter wollte er nachholen. Am 14. Dezember 1942 wurde Henni Noacks Mutter in das Konzentrations- und Vernichtungslager Auschwitz gebracht. Nur einen Monat später, am 12. Januar 1943, verhaftete die Gestapo auch Henni Noack. Sie wurde mit dem „26. Osttransport“ deportiert, der ebenfalls Auschwitz zum Ziel hatte. Nur ein kleiner Teil der Deportierten dieses Transportes wurde in Auschwitz zur Zwangsarbeit selektiert. Henni Noack wurde vermutlich direkt nach der Ankunft ermordet. Sie war 24 Jahre alt. |      |
|                       | Sophie Noack                                      | Hansa-Ufer 5                                                            | Dez. 2007     | Geboren als Sophie Sarah Lewin am 28. Februar 1892 in Berlin. Am 21. Dezember 1916 heiratete Sophie Lewin den Kaufmann Gustav Noack aus Berlin. Beide lebten gemeinsam in der Elberfelder Straße 31 in Berlin-Moabit, später am Hansa-Ufer 5. Gustav Noack arbeitete selbstständig als Textilvertreter, Sophie Noack war Hausfrau. Im Oktober 1919 brachte sie ihre Tochter Henni zur Welt. Der Sohn Lutz wurde vier Jahre später, im Juli 1923, geboren. Sophie Noacks Mann schloss sich 1940 einer Gruppe von jüdischen Flüchtlingen an, die sich illegal auf den Weg nach Palästina machten. Dort wurde ihnen zunächst die Einreise verweigert, doch im August 1940 konnte er nach viermonatiger Reise schließlich an Land gehen. Seine Pläne, Frau und Tochter nachzuholen, scheiterten. Am 14. Dezember 1942 verhaftete die Berliner Gestapo die 50-jährige Sophie Noack. Sie wurde mit dem „25. Osttransport“ in das Konzentrations- und Vernichtungslager Auschwitz deportiert und dort vermutlich gleich nach ihrer Ankunft ermordet. Sophie Noacks Vater Chaim Lewin kam im November 1942 im Ghetto Theresienstadt ums Leben. |      |
|                       | Berthold Nordon                                   | Thomasiusstraße 15                                                      | 24. Juni 2015 | Geboren am 17. April 1863 in Lissa / Leszno. Nach dem Abitur studierte er in Berlin Philosophie, Mathematik und Naturwissenschaften und unterrichtete nach dem Ende seines Studiums an Berliner Schulen. Verheiratet war er mit Henriette Nordon. 1924 wurde er in Ruhestand versetzt. Am 3. September 1941 nahm sich Berthold Nordon im Alter von 78 Jahren das Leben. Sein Leichnam wurde anonym in Weißensee begraben. |      |
|                       | Henriette Nordon                                  | Thomasiusstraße 15                                                      | 24. Juni 2015 | Geboren als Henriette Cohn am 17. Mai 1876 in Breslau. Verheiratet mit Berthold Nordon. Frau Nordon wurde am 2. April 1942 mit dem „12. Transport“ in das Warschauer Ghetto deportiert und später ermordet. |      |
|                       | Gisela Nussbaum                                   | Thomasiusstraße 14                                                      | 25. März 2015 | |      |
|                       | Siegmund Nussbaum                                 | Thomasiusstraße 14                                                      | 25. März 2015 | |      |
|                       | Hertha Nussbaum                                   | Stendaler Straße 14                                                     | Okt. 2012     | |      |
|                       | Else Oppler                                       | Krefelder Straße 7                                                      | 30. Nov. 2013 | |      |
|                       | Erich Moritz Oppler                               | Krefelder Straße 7                                                      | 30. Nov. 2013 | |      |
|                       | Hans Otto                                         | Hansa-Ufer 5                                                            |               | |      |
|                       | Erich Pese                                        | Levetzowstraße 6                                                        | Nov. 2009     | |      |
|                       | Erna Pese                                         | Levetzowstraße 6                                                        | Nov. 2009     | |      |
|                       | Bernhard Wolfgang Petzal                          | Tile-Wardenberg-Straße 13                                               | 9. Sep. 2022  | |      |
|                       | Elisabeth Jeanne Petzal                           | Tile-Wardenberg-Straße 13                                               | 9. Sep. 2022  | |      |
|                       | Fanny Petzal                                      | Tile-Wardenberg-Straße 13                                               | 9. Sep. 2022  | |      |
|                       | Harry Petzal                                      | Tile-Wardenberg-Straße 13                                               | 9. Sep. 2022  | |      |
|                       | Robert Harry Petzal                               | Tile-Wardenberg-Straße 13                                               | 9. Sep. 2022  | |      |
|                       | Selma Petzal                                      | Tile-Wardenberg-Straße 13                                               | 9. Sep. 2022  | |      |
|                       | Werner Petzal                                     | Tile-Wardenberg-Straße 13                                               | 9. Sep. 2022  | |      |
|                       | Marianne Peuckert                                 | Spenerstraße 14 (Ecke Melanchthonstraße)                                | Sep. 2008     | |      |
|                       | Chaja Pfeffer                                     | Wullenweberstraße 11                                                    |               | |      |
|                       | Erna Pfeffer                                      | Wullenweberstraße 11                                                    | Aug. 2011     | |      |
|                       | Salomon Pfeffer                                   | Wullenweberstraße 11                                                    | Aug. 2011     | |      |
|                       | Hedwig Pfeffermann                                | Bundesratufer 9                                                         | 23. Sep. 2016 | |      |
|                       | Hedwig Pinkus                                     | Thomasiusstraße 20                                                      | 24. Juni 2015 | |      |
|                       | Joachim Pinkus                                    | Thomasiusstraße 20                                                      | 24. Juni 2015 | |      |
|                       | Otto Pinkus                                       | Thomasiusstraße 20                                                      | 24. Juni 2015 | |      |
|                       | Ottilie Pohl                                      | Beusselstraße 43                                                        | 10. Mai 2025  | |      |
|                       | Martha Prinz                                      | Bredowstraße 39                                                         | Aug. 2011     | |      |
|                       | Selma Prinz                                       | Bredowstraße 39                                                         | Aug. 2011     | |      |
|                       | Hermann Reichmann                                 | Bremer Straße 61                                                        | 25. Okt. 2012 | |      |
|                       | Wally Reimann                                     | Solinger Straße 10                                                      | Sep. 2003     | Geboren am 21. Mai 1895 in Berlin als Wally Rewald. |      |
|                       | Franz Xaver Reinold                               | Lübecker Straße 15                                                      | Sep. 2009     | |      |
|                       | Leo Rittler                                       | Dortmunder Straße 13                                                    | 20. Mai 2014  | Geboren am 15. Dezember 1854 in Zempelburg (Pommern) / Sępólno Krajeńskie. Deportation am 17. August 1942 nach Theresienstadt, dort ermordet am 12. Oktober 1942. |      |
|                       | Lucie Rittler                                     | Thomasiusstraße 7                                                       | 13. Nov. 2015 | |      |
|                       | Marie Rittler                                     | Thomasiusstraße 7                                                       | 13. Nov. 2015 | |      |
|                       | Richard Rittler                                   | Thomasiusstraße 7                                                       | 13. Nov. 2015 | |      |
|                       | Betti Rosendorff                                  | Lübecker Straße 13                                                      | 25. Juni 2023 | |      |
|                       | Charlotte Rosenthal                               | Thomasiusstraße 26                                                      | 8. Aug. 2014  | |      |
|                       | James Rosenthal                                   | Krefelder Straße 20                                                     | 8. Okt. 2011  | |      |
|                       | Käthe Rosenthal                                   | Tile-Wardenberg-Straße 6                                                | 17. Sep. 2019 | |      |
|                       | Willy Rosenthal                                   | Tile-Wardenberg-Straße 6                                                | 17. Sep. 2019 | |      |
|                       | Martin Rosenthal                                  | Thomasiusstraße 26                                                      | 8. Aug. 2014  | |      |
|                       | Elisabeth Rosenwasser                             | Thomasiusstraße 10                                                      | 8. Aug. 2014  | Geboren als Elisabeth Levy am 10. April 1889 in Berlin. Inhaberin einer Schusterei. Zwangsarbeit bei Siemens Wernerwerk, Berlin-Charlottenburg. Deportation am 19. Februar 1943 von Dahlmannstraße 2, Berlin nach Auschwitz. Dort ermordet. |      |
|                       | Max Mejer Rosenwasser                             | Thomasiusstraße 5                                                       | 8. Aug. 2014  | Geboren am 12. August 1886 in Siedlce. Zigarrenfabrikant. Am 21. März 1921 heiratete er Ryfka Ritter in Berlin. Abgeschoben 1938 nach Bentschen/Zbąszyń. Ermordet im August 1942 im Ghetto Siedlce. |      |
|                       | Ryfka Regina Rosenwasser                          | Thomasiusstraße 5                                                       | 8. Aug. 2014  | Geboren als Ryfka Ritter am 2. Februar 1889 in Auschwitz/Oświęcim. Am 21. März 1921 heiratete sie Max Rosenwasser in Berlin. Zwangsarbeit als Arbeiterin bei Wäscherei Bergmann (Moabit). Deportation am 5. September 1942 von Altonaer Straße 7 nach Riga, dort ermordet am 8. September 1942. |      |
|                       | Käte Rothkugel                                    | Thomasiusstraße 15                                                      | 24. Juni 2015 | Geboren am 15. Januar 1889 in Schneidemühl (Westpreußen)/Piła. Deportation am 3. Oktober 1942 nach KZ Theresienstadt, weiter am 23. Januar 1943 in das Vernichtungslager Auschwitz-Birkenau. Dort ermordet. |      |
|                       | Karlheinz Rothschild                              | Stromstraße 52                                                          | Sep. 2009     | |      |
|                       | Marianne Rothschild                               | Stromstraße 52                                                          | Sep. 2009     | |      |
|                       | Max Rothschild                                    | Stromstraße 52                                                          | Sep. 2009     | |      |
|                       | Paula Rothschild                                  | Stromstraße 52                                                          | Sep. 2009     | |      |
|                       | Walter Ruppin                                     | Wullenweberstraße 11                                                    | Aug. 2011     | Geboren am 17. Oktober 1921 in Görlitz. Deportiert am 1. März 1943 nach Auschwitz. Dort ermordet. |      |
|                       | Josef Rynarzewski                                 | Dortmunder Straße 13                                                    | 11. Sep. 2017 | Geboren am 12. August 1878 in Labischin / Łabiszyn. Deportation am 14. November 1941 nach Minsk. |      |
|                       | Martha Rynarzewski                                | Dortmunder Straße 13                                                    | 11. Sep. 2017 | Geboren am 4. Dezember 1882 in Labischin/Łabiszyn. Deportation am 14. November 1941 nach Minsk. |      |
|                       | Gustav Sadranowski                                | Huttenstraße 12 (Betriebsgelände der Siemens AG Gasturbinenwerk Berlin) | Apr. 2003     | Gustav Sadranowski, geboren am 19. August 1898, machte eine Ausbildung zum Dreher. Im Jahr 1925 heiratet er Luise Hagelmann. Vor 1933 ist Sadranowski Mitglied der SPD. Während des nationalsozialistischen Regimes arbeitet er in der AEG-Turbinenfabrik in der Berliner Huttenstraße und schließt sich dort der betrieblichen Widerstandsgruppe um Wilhelm Leist und Walter Homann an, die Familien von politisch Verfolgten mit Geld und Essensmarken unterstützt, Flugblätter weitergibt und Auslandsnachrichten verbreitet. Als die Gruppe wegen eines Spitzels zu Beginn des Jahres 1945 auffliegt, gerät auch Gustav Sadranowski in die Hände der Gestapo. Nachdem man ihn am Arbeitsplatz festgenommen hat, wird er in das Zellengefängnis Lehrter Straße 3 gebracht. Beim Prozess vor dem Kammergericht Berlin gegen „Leist und Genossen“ wird Sadranowski zum Tode verurteilt und am 10. April 1945 in Berlin-Plötzensee ermordet. |      |
|                       | Gertrud Sadunischker                              | Bochumer Straße 9                                                       | Juli 2007     | Geboren am 20. April 1893 in Memel / Klaipeda als Gertrud Lewy. Deportiert am 19. Februar 1943 nach Auschwitz. |      |
|                       | Mark Sadunischker                                 | Bochumer Straße 9                                                       | Juli 2007     | Mark Alfred Sadunischker. Geboren am 8. Juni 1927 in Berlin. Deportiert am 3. Februar 1943 nach Auschwitz. |      |
|                       | Martin Sadunischker                               | Bochumer Straße 9                                                       | Juli 2007     | Martin Meier Sadunischker. Geboren am 22. Juni 1884 in Wilna/Vilnius. Deportiert am 19. Februar 1943 nach Auschwitz. |      |
|                       | Auguste Salomon                                   | Elberfelder Straße 9                                                    | 25. März 2015 | Geboren als Auguste Borchardt am 27. Oktober 1870 in Hohensalza/Inowrocław. Deportation am 13. August 1942 nach Theresienstadt, weiter am 26. September 1942 nach Treblinka, dort ermordet. |      |
|                       | Meta Salomonsohn                                  | Dortmunder Straße 13                                                    | 11. Sep. 2017 | Geboren als Meta Wessolowski am 28. März 1900 in Neuendorf (Ostpreußen)/Nowosjolki. Deportation am 29. November 1942 nach Auschwitz, dort ermordet. |      |
|                       | Georg Samolewitz                                  | Levetzowstraße 16                                                       | Juni 2009     | Georg Samolewitz kam am 1. Juli 1870 in Berlin zur Welt. Er wurde als zweiter Sohn des Kaufmanns Moritz Samolewitz und seiner Frau Rahel geboren. Der älteste Sohn Isidor, geb. 1867, starb mit 23 Jahren. Zwei Kinder, die nach Georg zur Welt kamen, starben im Kleinkindalter, und als Nachzügler kam 1883 sein Bruder Leopold zur Welt. Der Vater Moritz (Moshe) Samolewitz (1840–1912) stammte aus dem westpreußischen Gollub (heute: Golub-Dobrzyń/Polen), damals direkt an der russischen Grenze gelegen, und wuchs in einem religiös-orthodoxen Elternhaus auf. Seine Familie verarmte nach dem frühen Tod des Vaters und Moritz Samolewitz zog in jungen Jahren als Handelsreisender durch Ost- und Westpreußen. Er heiratete um 1863 die damals 16-jährige Rahel Hirschfeld (ca. 1849–1928) aus Thorn. Die junge Familie zog von Ort zu Ort, ohne irgendwo lange zu bleiben, bis sie schließlich in Berlin sesshaft wurde, wahrscheinlich kurz vor der Reichsgründung 1871. Zum ersten Mal ist ein „Handelsmann“ mit Namen M. Samolewitz in diesem Jahr im Berliner Adressbuch verzeichnet, in der Klosterstraße 16, III. Etage. Der Vater begann als Gebrauchtkleiderhändler, verlegte sich aber später ganz auf den Handel mit Schuhen. Die Familie wohnte seit 1879 in der Fehrbelliner Straße 28, wo Moritz Samolewitz 1885 schließlich eine Schuhwarenhandlung eröffnete, die er bald zu einem florierenden Geschäft ausbaute. Ein weiterer Geschäftszweig der Familie blieb in den ersten Jahren nach wie vor der Handel mit Kleidung. Georg Samolewitz besuchte vermutlich, wie später sein Bruder Leopold, die Schule der Adass-Jisroel-Gemeinde. Sein Vater, ein orthodoxer Jude, hatte sich der von Rabbiner Hildesheimer begründeten Gemeinde angeschlossen. Seine kaufmännische Ausbildung erhielt Georg Samolewitz im Geschäft des Vaters, dort arbeitete er erst als Kaufmann, später als Prokurist mit. Im Jahr 1889 kaufte der Vater das Nachbargebäude Fehrbelliner Straße 30. Im ersten Stockwerk wohnte die Familie Samolewitz, während sich das Ladengeschäft nach wie vor im Nachbargebäude Nr. 28 befand. Erst zehn Jahre später wurde auch die Schuhwarenhandlung in die Nr. 30 verlegt. 1897 heiratete Georg Samolewitz. Seine Frau Rosalie Jacobis, geboren am 16. Juli 1869 in Berlin, stammte aus einer armen Familie und ernährte sich und ihre verwitwete Mutter als Verkäuferin in einem Geschäft für Spitzenwaren. Georg Samolewitz gründete nun einen eigenen Hausstand, mit seiner Frau und seiner Schwiegermutter wohnte er im ersten Stock des Hauses Fehrbelliner Straße 30. 1905 zog sich Moritz Samolewitz offenbar aus dem Geschäft zurück und zog mit seiner Frau und dem jüngsten Sohn Leopold in eine andere Wohnung. Als Geschäftsinhaber der Schuhwarenhandlung ist in den Berliner Adressbüchern seit diesem Jahr Georg Samolewitz aufgeführt. Georg Samolewitz war, wie sein Vater Moritz, Mitglied des Odd Fellow-Ordens in Berlin und erwarb sich, nach Aussage seines Bruders Leopold, eine geachtete Position dort. Er war ein sehr aktives Mitglied und in den Jahren 1902/1903 und 1912/1913 Obermeister (Erster Vorsitzender) der Immanuel-Kant-Loge. Auch politisch engagierte sich Georg Samolewitz, er war 1919 bis 1920 Stadtverordneter der SPD. In den 1920 Jahren trafen die Folgen von Inflation und Wirtschaftskrise offenbar auch Georg Samolewitz schwer. Das Schuhgeschäft musste er 1922 aufgeben, im folgenden Jahr das Haus Fehrbelliner Straße 30 verkaufen. Er eröffnete jedoch nunmehr unter derselben Adresse eine Trikotagenhandlung, die er bis 1927 führte. Danach ist Georg Samolewitz schlicht mit dem Eintrag Kaufmann in den Berliner Adressbüchern vermerkt, er wohnte seit 1927 in der Levetzowstraße 16 in Moabit. Zum letzten Mal ist er dort im Jahr 1936 aufgeführt. Vermutlich zogen der damals 66-Jährige und seine Frau Rosalie sich in das jüdische Altersheim in der Berkaer Straße 33–35 in Wilmersdorf zurück. Aus diesem Heim wurde das Ehepaar Samolewitz am 17. August 1942 mit dem „1. großen Alterstransport“, zusammen mit 1000 anderen Berliner Juden und Jüdinnen, nach Theresienstadt deportiert. Wie alle Bewohner von Altersheimen mussten sie vermutlich einen sogenannten „Heimeinkaufsvertrag“ abschließen, mit dem angeblich die Unterbringung und Verpflegung im „Altersghetto“ Theresienstadt sichergestellt wurde. Georg Samolewitz starb nach knapp 14 Tagen im Ghetto, am 30. August 1942. Seine Frau Rosalie wurde am 19. September 1942 ins Vernichtungslager Treblinka deportiert und ermordet. Georgs Bruder Leopold Samolewitz, promovierter Jurist und Vater zweier Söhne, emigrierte zusammen mit seiner Frau Else im Jahr 1939 nach Palästina, wo sein Sohn Kurt lebte. Sein zweiter Sohn Hans-Werner war nach England ausgewandert. Nach dem Krieg engagierte sich Leopold Samolewitz als Anwalt in Wiedergutmachungsprozessen und starb 1959 in Israel. Seinen Enkelkindern hinterließ er Aufzeichnungen über seine Kindheit und Jugend in Deutschland, die diese später dem Leo-Baeck-Institut in New York zur Verfügung stellten. In diesen Aufzeichnungen charakterisiert Leopold Samolewitz seinen Bruder Georg so: „Er war immer gut gelaunt und hatte einen wunderbaren Sinn für Humor. Er trieb gern seine Späße mit Leuten, wurde aber nie gemein, sondern blieb immer freundlich.“ |      |
|                       | Else Sando-Mirsky                                 | Tile-Wardenberg-Straße 12                                               | 21. Feb. 2020 | Else Sando-Mirsky (geb. Cohn) wurde am 30. Januar 1872 in Kornowatz (Schlesien)/Kornowac geboren. Deportation am 28. Juli 1842 nach Theresienstadt, weiter am 26. September 1942 nach Treblinka, dort ermordet. |      |
|                       | Lilly Schächter                                   | Dortmunder Straße 10                                                    | 2020          | |      |
|                       | Margarete Schattner                               | Huttenstraße 71                                                         | Juni 2012     | Margarete Schattner, geborene Born, wurde am 23. November 1911 in Berlin geboren. Sie war die Tochter von Johanna Born, geb. Gottfeld. Margarete wohnte mit ihrem Mann, Markus Schattner, in Berlin-Tiergarten in der Huttenstraße 41. Im Herbst 1937 bekam die Familie mit dem Sohn Siegfried Zuwachs und ein Jahr darauf folgte die Tochter Regina. Die Familie zerbrach, als Markus Schattner am 13. September 1939 verhaftet wurde (siehe dort). Margarete Schattner wurde am 9. Dezember 1942 mit dem „24. Osttransport“ zusammen mit ihrer vierjährigen Tochter und ihrem fünfjährigem Sohn in das Vernichtungslager Auschwitz deportiert und ermordet. |      |
|                       | Markus Schattner                                  | Huttenstraße 71                                                         | Juni 2012     | Markus Schattner wurde am 16. März 1901 in Solotwina (Solotwyno) in Galizien geboren. Er lebte mit seiner Frau Margarete, geb. Born, in der Huttenstraße 71 in Berlin-Tiergarten, heute Moabit zugehörig. Im Herbst 1937 bekam die Familie mit dem Sohn Siegfried Zuwachs und ein Jahr darauf wurde die Tochter Regina geboren. Die Familie zerbrach, als Markus Schattner 1939 verhaftet wurde. Er war vom 13. September 1939 bis zum 2. September 1940 im Konzentrationslager Sachsenhausen inhaftiert und anschließend vom 3. September 1940 bis zum 26. Februar 1942 im Konzentrationslager Dachau. Am 26. Mai 1942 wurde er in der Tötungsanstalt Hartheim ermordet, wahrscheinlich im Rahmen der „Aktion 14f13“, der systematischen Tötung von kranken, alten und nicht mehr arbeitsfähigen KZ-Häftlingen in „Eunthanasie“-Anstalten. Seine Frau und seine beiden Kinder überlebten ihn nur wenige Monate. Sie wurden im Dezember 1943 zusammen nach Auschwitz deportiert und dort ermordet. |      |
|                       | Regina Schattner                                  | Huttenstraße 71                                                         | Juni 2012     | Regina Schattner wurde am 9. November 1938 in Berlin geboren. Am 9. Dezember 1942 wurde das vierjährige Mädchen zusammen mit ihrem fünfjährigen Bruder Siegfried und der Mutter Margarete Schattner nach Auschwitz deportiert und ermordet. |      |
|                       | Siegfried Schattner                               | Huttenstraße 71                                                         | Juni 2012     | Siegfried Schattner wurde am 17. September 1937 in Berlin geboren. Die Familie lebte in der Huttenstraße 71 in Berlin-Tiergarten – heute Moabit. Am 9. Dezember 1942 wurde der fünfjährige Junge zusammen mit seiner vierjährigen Schwester Regina und seiner Mutter Margarete nach Auschwitz deportiert und ermordet. |      |
|                       | Martha Schlomer                                   | Solinger Straße 10                                                      | Sep. 2003     | Geboren am 5. August 1862 in Posen als Martha Schwerin. Deportation am 14. September 1942 nach Theresienstadt. Tot im Ghetto Theresienstadt. Siehe auch Paul Schwerin. |      |
|                       | Fritz Schmoller                                   | Bundesratufer 4                                                         | 9. Feb. 2016  | Geboren am 28. November 1880 in Berlin. Deportation am 19. Oktober 1942 nach Riga, dort ermordet am 22. Oktober 1942. |      |
|                       | Hans Schmoller                                    | Alt-Moabit 86                                                           | 9. Feb. 2016  | Geboren am 10. April 1879 in Berlin als Sohn des Kaufmanns Abraham Schmoller und dessen Frau Johanna, geborene Fabian. Nach seinem Schulabschluss studierte Hans Schmoller Medizin in Berlin und München, erhielt 1903 seine Approbation als Arzt und promovierte 1907. Zwischen 1903 und 1905 war Hans Schmoller als Volontärassistent bei dem Internisten und Bakteriologen Professor Albert Fraenkel (1848–1916) in der Inneren Abteilung im städtischen Krankenhaus Am Urban beschäftigt, ab 1905 als Assistenzarzt des Kinderarztes und Pioniers der Säuglingsheilkunde Professor Heinrich Finkelstein (1865–1942) im Kinderasyl der Stadt Berlin / Städtisches Waisenhaus in der Kürassierstraße 21 in Kreuzberg. Ab 1910 leitete Hans Schmoller die Kreuzberger Säuglingsfürsorgestelle, die im Tiergarten am Bundesratufer 10 lag, und später in die Klopstockstraße 6 verlegt wurde. Am 24. April 1914 heiratete der Arzt die acht Jahre jüngere Berlinerin Marie Elisabeth Behrend. Sie war die Tochter von Adolf Behrend und seiner Frau Anna, geborene Mühsam. Zwei Jahre nach der Hochzeit, am 9. April 1916, bekam das Paar einen Sohn, der den Namen Hans-Peter erhielt. Hans Schmoller wurde 1933 nach 23 Dienstjahren als Leiter der Kreuzberger Säuglingsfürsorgestelle entlassen. Im selben Jahr wurde er aus dem Mitgliederverzeichnis der Deutschen Gesellschaft für Kinderheilkunde (DGfK) gestrichen und sein „Austritt“ offiziell am 15. März 1934 vermerkt. Nach seiner Entlassung aus dem städtischen Gesundheitswesen Berlins eröffnete er eine Privat- und Kassenpraxis an seiner Wohnadresse in Alt-Moabit 86c, wo er und seine Ehefrau von 1933 bis 1941 lebten. 1938 war er in der wohlfahrtsärztlichen Versorgung von jüdischen Hilfsbedürftigen beschäftigt. Am 30. September 1938 wurde ihm wie allen jüdischen Ärzten und Ärztinnen mit der „Vierten Verordnung zum Reichsbürgergesetz“ die Approbation entzogen. Zwischen 1938 und 1942 konnte Hans Schmoller als „Krankenbehandler“ noch ausschließlich jüdische Patienten versorgen. Seinem Sohn Hans-Peter war es bereits in den 1930er-Jahren gelungen, das Land zu verlassen. Deportation am 3. Oktober 1942 vom Sammellager in der Großen Hamburger Straße 26 nach Theresienstadt, dort gestorben am 2. November 1942. |      |
|                       | Marie Elisabeth Schmoller                         | Alt-Moabit 86                                                           | 9. Feb. 2016  | Geboren als Marie Elisabeth Behrend am 2. Januar 1887 in Berlin, verheiratet seit 1914 mit Dr. med. Hans Schmoller (siehe dort). Deportation am 3. Oktober 1942 vom Sammellager in der Großen Hamburger Straße 26 nach Theresienstadt, von dort am 16. Mai 1944 nach Auschwitz. Dort ermordet. |      |
|                       | Marie Minna Schmoller                             | Alt-Moabit 86                                                           | 9. Feb. 2016  | Geboren als Marie Minna Fabian am 8. Mai 1857 in Tuchel/Tuchola. Wahrscheinlich verwandt mit Dr. Hans Schmoller. Deportation am 3. Oktober 1942 vom Sammellager in der Großen Hamburger Straße 26 nach Theresienstadt, dort gestorben am 17. Januar 1943. |      |
|                       | Anna Schneider                                    | Tile-Wardenberg-Straße 12                                               | 21. Feb. 2020 | Rosa Anna, geboren am 1. März 1892 in Berlin als Tochter des Zigarrenhändlers Sally Samuel Schneider und seiner Frau Mathilde, geb. Brohn oder Brohm. Deportiert am 19. Oktober 1942 nach Riga. Ermordet am 22. Oktober 1942. |      |
|                       | Ludwig Schneider                                  | Tile-Wardenberg-Straße 12                                               | 21. Feb. 2020 | Geboren am 7. Januar 1890 in Berlin als Sohn des Zigarrenhändlers Sally Samuel Schneider und seiner Frau Mathilde, geb. Brohn oder Brohm. Flucht in den Tod am 25. März 1942. |      |
|                       | Martha Schneider                                  | Tile-Wardenberg-Straße 12                                               | 21. Feb. 2020 | Geboren am 29. März 1895 in Berlin als Tochter des Zigarrenhändlers Sally Samuel Schneider und seiner Frau Mathilde, geb. Brohn oder Brohm. Flucht in den Tod am 10. November 1941. |      |
|                       | Max Schneider                                     | Tile-Wardenberg-Straße 12                                               | 21. Feb. 2020 | Geboren am 24. April 1886 in Flatow/Złotów als Sohn des Zigarrenhändlers Sally Samuel Schneider und seiner Frau Mathilde, geb. Brohn oder Brohm. Von Beruf Kaufmann. Deportation am 19. Oktober 1942 nach Riga. Ermordet am 22. Oktober 1942 in Riga. |      |
|                       | Martha Schönberg                                  | Flemingstraße 14                                                        | 9. Sep. 2017  | Geboren als Marta Tietz am 2. September 1891 in Landau in der Pfalz. Deportation am 15. August 1942 nach Riga, dort ermordet am 18. August 1942. |      |
|                       | Max Schönberg                                     | Flemingstraße 14                                                        | 9. Sep. 2017  | Geboren am 17. August 1883 in Reitwein. Deportation am 15. August 1942 nach Riga, dort ermordet am 18. August 1942. |      |
|                       | Babette Schragenheim                              | Thomasiusstraße 22                                                      | 13. Nov. 2015 | Geboren als Babette Mann am 17. September 1889 in Höheinöd. 1919 Heirat mit Siegfried Schragenheim. Deportation am 14. November 1941 nach Minsk. Dort ermordet. |      |
|                       | Siegfried Schragenheim                            | Thomasiusstraße 22                                                      | 13. Nov. 2015 | Geboren am 16. Oktober 1890 in Verden. 1919 Heirat mit Babette Mann. Bankkaufmann. 1939 inhaftiert im KZ Dachau, danach Umzug nach Berlin. Deportation am 14. November 1941 nach Minsk. Dort ermordet. Zwei Töchter (Rita, geb. 1924 und Margot geb. 1928) wurden am 26. November 1938 mit einem Kindertransport nach Frankreich gebracht und überlebten den Holocaust. |      |
|                       | Clara Schüler                                     | Melanchthonstraße 27                                                    | 4. Dez. 2017  | Geboren als Clara Menke am 29. April 1886 in Gifhorn. Deportation am 21. September 1942 von Melanchthonstraße 27 nach Theresienstadt. Dort ermordet am 15. Oktober 1943. |      |
|                       | Rudolf Schüler                                    | Melanchthonstraße 27                                                    | 4. Dez. 2017  | Geboren am 4. September 1873 in Berlin. Buchhalter. Deportation am 21. September 1942 von Melanchthonstraße 27 nach Theresienstadt. Dort ermordet am 2. Oktober 1942. |      |
|                       | Gustav Ludwig Schwabe                             | Thomasiusstraße 3                                                       | 8. Aug. 2014  | Geboren am 17. November 1878 in Bremen-Vegesack. Kaufmann. Zwangsarbeit als Hilfsarbeiter bei Weser Flugzeugbau in Tempelhof & Gefolgschaftshaus, Hindenburgstraße 62/63 (Am Volkspark 62). Deportation am 4. März 1943 von Eislebener Straße 5, II. Stock, Berlin-Charlottenburg in das Vernichtungslager Auschwitz-Birkenau, dort ermordet. |      |
|                       | Margarethe Schwabe                                | Thomasiusstraße 3                                                       | 8. Aug. 2014  | Geboren als Margarethe Frankenberg am 16. Juni 1893 in Berlin. Zwangsarbeit bei Pertrix, Batterien-Fabrik, Oberschöneweide. Deportation am 4. März 1943 von Eislebener Straße 5, II. Stock, Berlin-Charlottenburg in das Vernichtungslager Auschwitz-Birkenau, dort ermordet. |      |
|                       | Alfred Schwerin                                   | Solinger Straße 10                                                      | Sep. 2003     | Dr. med. Alfred Schwerin wurde am 5. Juli 1895 in Aachen geboren. Er war der Sohn des Urologen und Sanitätsrats Dr. Paul Schwerin und dessen Frau Martha, geborene List, die beide ursprünglich aus Posen (dem heutigen Poznań) stammten. Im Jahr nach der Geburt von Alfred zog die Familie nach Berlin. Ab etwa 1913 wohnte die Familie Schwerin rund zwanzig Jahre lang in der Barbarossastraße 44 in Schöneberg. Alfred studierte während dieser Zeit an der Berliner Universität Medizin und wurde wie sein Vater Urologe. Während des Ersten Weltkriegs musste Alfred Schwerin seine Ausbildung unterbrechen. Er wurde als Feldarzt rekrutiert oder meldete sich freiwillig und wurde im letzten Kriegsjahr leicht verwundet. Nach dem Ende des Krieges nahm er in Berlin sein Studium wieder auf, erhielt 1920 die Approbation und praktizierte in einer Gemeinschaftspraxis mit seinem Vater. 1921 promovierte er in Berlin mit einer Arbeit zur Gürtelrose mit dem Titel: „Ueber Herpes zoster nach Nervenverletzungen“. In den 1930er-Jahren verlegte Paul Schwerin seine Praxis von der Prinzenstraße 82 in die Oranienstraße 66 und Alfred eröffnete eine eigene Praxis in der Brunnenstraße 46. Mit der schrittweisen Entrechtung und Verfolgung von Juden seit 1933 – beziehungsweise aller Personen, die nach den Nürnberger Gesetzen im NS-Staat als Juden galten – begannen auch Zwangsmaßnahmen gegen Alfred Schwerin und seine Verwandten. Darunter fielen zahlreiche Maßnahmen der Diskriminierung und sozialen Ausgrenzung, des Entzugs staatsbürgerlicher Rechte sowie der Verdrängung aus dem Berufs- und Wirtschaftsleben. Abgesehen von Boykottmaßnahmen, behördlichen Schikanen und Verhaftungsaktionen wurde die Schlinge für jüdische Ärzte durch eine Flut von Verordnungen und Gesetze schrittweise enger gezogen: So wurden „nichtarische“ Ärzte mit dem „Gesetz zur Wiederherstellung des Berufsbeamtentums“ vom 7. April 1933 vom öffentlichen Gesundheitswesen ausgeschlossen, zwischen 1933 und 1937 wurden ihnen sukzessive mit insgesamt sieben Verordnungen die Kassenzulassungen entzogen, mit der Verordnung vom 20. November 1933 durften sie keine ärztlichen Fortbildungskurse mehr besuchen und wurden vom ärztlichen Bereitschaftsdienst ausgeschlossen. Alfred und Paul Schwerin verloren aufgrund der antisemitischen Boykottaufrufe viele ihrer Patienten. Als im Juli 1938 ein generelles Berufsverbot für jüdische Ärzte erlassen wurde, musste der Vater Paul Schwerin seine Praxis schließen. Alfred Schwerin konnte nach 1938 noch im Bereich der wohlfahrtsärztlichen Versorgung jüdischer Hilfsbedürftiger tätig sein und bis 1941 als „Krankenbehandler“ für Harn-, Blasen- und Nierenkrankheiten jüdische Patienten behandeln, zog aber bereits 1938 in die elterliche Wohnung in der Solinger Straße. Im Juni 1941 gelang es ihm, Deutschland zu verlassen und über Spanien in die USA zu emigrieren. Seine Eltern wurden am 2. Oktober 1942 von der Gestapo abgeholt. Sie nahmen sich an diesem Tag auf dem Weg zur Sammelstelle in der Großen Hamburger Straße gemeinsam das Leben. Alfred Schwerin überlebte im Exil in den USA. Er arbeitete später als Resident am District Tuberculosis Hospital in Lima/Ohio. |      |
|                       | Martha Schwerin                                   | Solinger Straße 10                                                      | Sep. 2003     | Martha List (in manchen Quellen abweichend Licht) wurde am 17. August 1872 als Tochter des jüdischen Ehepaares Isidor und Amalie List in Posen geboren. Mit 21 Jahren heiratete sie am 14. Januar 1894 den Urologen Paul Schwerin, der ebenfalls gebürtig aus Posen stammte und in Berlin Medizin studiert hatte. Kurze Zeit lebten die Eheleute in Aachen, wo am 5. Juli 1895 ihr einziges Kind Alfred zur Welt kam. Im Jahr darauf zog die Familie nach Berlin. Etwa ab 1913 wohnte Familie Schwerin rund zwanzig Jahre lang in der Barbarossastraße 44 in Schöneberg. Alfred studierte während dieser Zeit an der Berliner Universität Medizin, wurde wie sein Vater Urologe und stieg nach der Approbation im Jahr 1920 in dessen Praxis mit ein. In den 1930er Jahren verlegte Paul Schwerin seine Praxis von der Prinzenstraße 82 in die Oranienstraße 66 und Alfred eröffnete eine eigene Praxis in der Brunnenstraße 46. Vermutlich befand sich auch die Wohnung von Martha und Paul Schwerin in der Oranienstraße 66, zumindest ist dies im Berliner Adressbuch der Jahre 1933 bis 1935 die einzige angegebene Anschrift. Mitte der 1930er Jahre zogen sie in die Solinger Straße 10. Nachdem im Sommer 1938 ein allgemeines Berufsverbot für jüdische Ärzte erlassen worden war, musste Paul Schwerin seine Praxis schließen. In der Solinger Straße wohnte auch ihr Sohn Alfred wieder mit ihnen zusammen, bis er im Juni 1941 über Spanien in die USA emigrierte. Außerdem wohnte auch Martha Schlomer (geb. Schwerin) bei ihnen, vermutlich die Schwägerin von Martha Schwerin. Sie wurde am 14. September 1942 nach Theresienstadt deportiert und starb dort wenige Tage später. Am 2. Oktober 1942 wurden Martha und Paul Schwerin von der Gestapo abgeholt. Sie nahmen sich auf dem Weg zur Sammelstelle in der Großen Hamburger Straße gemeinsam das Leben. |      |
|                       | Paul Schwerin                                     | Solinger Straße 10                                                      | Sep. 2003     | Dr. med. Paul Schwerin wurde am 26. Dezember 1866 als Sohn des Ehepaares Rosalie und Adolf Schwerin in Posen geboren. Er besuchte dort das Gymnasium und absolvierte an der Universität Berlin ein Studium der Medizin. 1891 erhielt er seine Approbation. Am 14. Januar 1894 heiratete er im Alter von 27 Jahren die ebenfalls aus Posen stammende Martha List. Kurze Zeit betrieb er eine Praxis in Aachen. Dort kam am 5. Juli 1895 sein Sohn Alfred, das einzige Kind des Ehepaars Schwerin, zur Welt. Im Jahr 1896 kehrte Paul Schwerin mit seiner Familie nach Berlin zurück. Er spezialisierte sich auf Harn- und Blasenleiden und hatte seine Praxis in Kreuzberg an wechselnden Standorten (Kommandantenstraße 28, Oranienstraße 140, Prinzenstraße 82, Oranienstraße 66). Er war Mitglied der Berliner Medizinischen Gesellschaft sowie der Urologischen Gesellschaft. Nach langjähriger Berufsausübung wurde ihm der Titel eines Sanitätsrats verliehen. Alfred Schwerin folgte dem Vorbild seines Vaters und wurde nach dem Medizinstudium ebenfalls Facharzt für Urologie. Nach seiner Approbation im Jahr 1920 praktizierten Vater und Sohn zehn Jahre lang in einer gemeinsamen Praxis, bevor Alfred Schwerin Anfang der 1930er Jahre eine eigene Praxis in der Brunnenstraße eröffnete. Am 22. April 1933 wurde jüdischen Ärzten die Kassenzulassung entzogen und Paul Schwerin verlor aufgrund der antisemitischen Boykottaufrufe viele seiner Patienten. Als im Juli 1938 ein generelles Berufsverbot für jüdische Ärzte erlassen wurde, musste er seine Praxis schließen. Sein Sohn Alfred zog in die Wohnung in der Solinger Straße 10 ein, in der Paul und Martha Schwerin etwa seit Mitte der 1930er Jahre lebten. Im Juni 1941 emigrierte Alfred Schwerin über Spanien in die USA. In der Solinger Straße 10 wohnte damals auch Martha Schlomer (geb. Schwerin), die wahrscheinlich Paul Schwerins ältere Schwester war. Sie wurde am 14. September 1942 nach Theresienstadt deportiert und starb dort zehn Tage später. Kurz darauf, am 2. Oktober 1942, wurde auch das Ehepaar Schwerin verhaftet. Auf dem Weg zur Sammelstelle nahmen sich Paul und Martha Schwerin das Leben. Sie wurden bei der Ankunft in der Großen Hamburger Straße tot im Transportfahrzeug aufgefunden. |      |
|                       | Elsbeth Seckelson                                 | Thomasiusstraße 3                                                       | 8. Aug. 2014  | Geboren als Elsbeth Arendt am 25. September 1900 in Verlin. Zwangsarbeit als Arbeiterin bei Striska Theaterschuhe, Tempelhofer Ufer 1a. Deportation am 2. Juni 1942 von Neanderstraße 7 (jetzt Heinrich-Heine-Straße) in das Generalgouvernement. Ermordet in Sobibor oder Majdanek. |      |
|                       | Ella Betty Semmel                                 | Helgoländer Ufer 5                                                      | 7. Sep. 2024  | |      |
|                       | Hanna Bettina Semmel                              | Helgoländer Ufer 5                                                      | 7. Sep. 2024  | |      |
|                       | Isbert Isaak Semmel                               | Helgoländer Ufer 5                                                      | 7. Sep. 2024  | |      |
|                       | Karl Heinrich Semmel                              | Helgoländer Ufer 5                                                      | 7. Sep. 2024  | |      |
|                       | Walter Helmut Semmel                              | Helgoländer Ufer 5                                                      | 7. Sep. 2024  | |      |
|                       | Martha Silbermann                                 | Thomasiusstraße 17                                                      | 24. Sep. 2015 | Geboren als Martha Bernstein am 10. Juli 1884 in Berlin. Deportation am 11. Juni 1942 in das KZ Theresienstadt, weiter am 6. September 1943 in das Vernichtungslager Auschwitz-Birkenau, dort ermordet. |      |
|                       | Salomon Silbermann                                | Thomasiusstraße 17                                                      | 24. Sep. 2015 | Geboren am 29. August 1873 in Odessa. Inhaber eines Elektro-Großhandels. Deportation am 11. Juni 1942 in das KZ Theresienstadt, dort ermordet am 27. Juni 1943. |      |
|                       | Walter Siemund                                    | Huttenstraße 12 (Betriebsgelände der Siemens AG Gasturbinenwerk Berlin) | Apr. 2003     | Walter Siemund wurde am 20. Mai 1896 in Ladeburg bei Bernau. Beruf Industriemeister. Seit 1919 gehörte er der KPD an, in der er Aufgaben als Politischer Leiter in Pankow übernahm. Während des Zweiten Weltkriegs engagierte Siemund sich als Mitglied der Uhrig-Gruppe im Widerstand gegen den Nationalsozialismus. Unter anderem war er am Aufbau einer illegalen Betriebsgruppe im AEG-Turbinenwerk in Wedding beteiligt. Am 26. März 1942 wurde Siemund verhaftet und im April 1942 mit 17 anderen Mitgliedern der Uhrig-Gruppe in das Arbeitserziehungslager Wuhlheide eingewiesen. Hingerichtet am 27. November 1944 im Zuchthaus Brandenburg. |      |
|                       | Benno Simon                                       | Solinger Straße 10                                                      | Sep. 2003     | Benno Simon wurde am 13. Dezember 1882 im ostpreußischen Labiau (heute: Polessk / Russland) geboren. In der nordöstlich von Königsberg gelegenen Kleinstadt besuchte er die Volksschule, bevor er mit seinen Eltern und Geschwistern nach Berlin zog. Seine Schwester Gertrud wurde im August 1895 bereits in Berlin geboren. Im Jahr 1911 heiratete er Lina Schwarz. Die gebürtige Berlinerin war ein halbes Jahr älter als er und ebenfalls jüdisch. Seit der Firmengründung 1912 war Benno Simon als kaufmännischer Betriebsleiter bei der Wäscheverleihanstalt und Groß-Dampfwäscherei „Apollo“ am Tempelhofer Ufer 17 angestellt. In dem Betrieb mit rund 200 Angestellten war er vor allem für die Abrechnungen mit dem Fahrpersonal und die Verwaltung des Lagers zuständig. Mit seiner Frau hatte er zwei Söhne, von denen jeweils einer vor und nach dem Ersten Weltkrieg geboren wurde. Julius kam am 16. August 1912 zur Welt, Rolf Samuel am 2. Mai 1921. Die Familie wohnte im Prenzlauer Berg; bei der Geburt des ältesten Sohnes in der Raumerstraße 35, dann in der Prenzlauer Allee, für viele Jahre in der Hausnummer 49, etwa von 1932 bis 1934 in der Nummer 41. Von dort zog sie in eine 4-Zimmer-Wohnung in der Grellstraße 62. Kurze Zeit darauf, im Jahr 1935, wanderte der ältere Sohn Julius nach Argentinien aus. Ende 1938 musste der jüdische Inhaber der „Apollo“-Wäscherei, Julius Moser, seinen Betrieb aufgrund der „Verordnung zur Ausschaltung der Juden aus dem deutschen Wirtschaftsleben“ zwangsweise verlassen. Nach der vollständigen „Arisierung“ des Geschäfts im März 1939 wurde auch Benno Simon entlassen. Etwa zur gleichen Zeit zog er mit seiner Frau und dem knapp 18-jährigen Rolf Samuel in die Solinger Straße 10 in eine Parterrewohnung im Hinterhof. Dort zogen auch seine beiden unverheirateten Schwestern Ella und Gertrud mit ein. Im Oktober desselben Jahres emigrierte Rolf Samuel nach Palästina. Er ließ sich in Kiyat Haim bei Haifa nieder und war dort als Hafenarbeiter tätig. Benno Simon, der seit seiner Entlassung arbeitslos war, wurde zur Zwangsarbeit bei dem Eisenbahnbaubetrieb Adolf Saxen in der Lynarstraße 8 in Berlin-Grunewald verpflichtet. Auch seine Frau musste Zwangsarbeit leisten. Am 31. August 1942 wurden seine Schwestern Ella und Gertrud mit dem (häufig auf den 5. September datierten) „19. Osttransport“ nach Riga deportiert und kurz nach ihrer Ankunft ermordet. Zusammen mit seiner Frau wurde Benno Simon am 26. Februar 1943 mit dem „30. Osttransport“ nach Auschwitz deportiert und dort ermordet. Sein Todesdatum ist nicht bekannt. |      |
|                       | Ella Simon                                        | Solinger Straße 10                                                      | Sep. 2003     | Geboren am 22. Januar 1881 in Memel (Ostpreußen), jetzt Klaipeda. In der Solinger Straße 10 etwa 1939 (siehe Benno Simon). Deportiert am 5. September 1942 nach Riga, dort ermordet. |      |
|                       | Gertrud Simon                                     | Solinger Straße 10                                                      | Sep. 2003     | Geboren am 23. August 1895 in Berlin als Tochter des Schneiders Julius Simon und seiner Ehefrau Elise, geb. Adam. In der Solinger Straße 10 etwa 1939 (siehe Benno Simon). Deportiert am 5. September 1942 nach Riga, dort ermordet. |      |
|                       | Lina Simon                                        | Solinger Straße 10                                                      | Sep. 2003     | Lina Simon wurde als Lina Schwarz am 31. Mai 1882 in Berlin geboren als Tochter des Kaufmanns Julius Simon und seiner Ehefrau Elise, geborene Adam. Am 1. April 1911 heiratete sie den Kaufmann Benno Simon (siehe dort). Lina Simon war nicht berufstätig. Ihr Mann begann im Jahr nach der Heirat als Betriebsleiter einer Großwäscherei zu arbeiten. Die Eheleute wohnten in der Raumerstraße 35 im Prenzlauer Berg, wo Lina Simon am 16. August 1912 ihren ältesten Sohn Julius zur Welt brachte. Ihr zweiter Sohn Rolf Samuel wurde am 2. Mai 1921 geboren. Viele Jahre lebten Lina Simon und ihre Familie in der Prenzlauer Allee, lange in der Nummer 49, dann in der 41. Etwa 1934 zogen sie in eine 4-Zimmer-Wohnung in der Grellstraße 62 um. Der ältere Sohn Julius wanderte Mitte der 1930er Jahre nach Argentinien aus. Er lebte als Julio Simon in Buenos Aires und war dort als Chauffeur tätig. Im März 1939 wurde ihr Mann entlassen, nachdem der jüdische Inhaber gezwungen worden war, den Betrieb zu verkaufen. Ebenfalls im Frühjahr 1939 musste die Familie aufgrund der reichsweit erlassenen Verordnung zur Zwangsabgabe von Schmuck- und Edelmetallwaren aus jüdischem Besitz ihre Wertsachen in der städtischen Pfandleihanstalt abgeben. Etwa zur gleichen Zeit zog die Familie in die Solinger Straße 10. Im Oktober des gleichen Jahres emigrierte der zweite Sohn Rolf Samuel nach Palästina. Er lebte später als Hafenarbeiter in Kiryat Haim, einem Vorort von Haifa, und nahm die israelische Staatsangehörigkeit an. Lina Simon wurde zur Zwangsarbeit im Osram-Glühlampenwerk in der Rotherstraße 23 verpflichtet. Ihr Mann musste ebenfalls Zwangsarbeit leisten. Ende August 1942 wurden ihre Schwägerinnen nach Riga deportiert und ermordet. Eine letzte Nachricht seiner Eltern vom 28. Januar 1943 erreichte Rolf Samuel Simon über das Rote Kreuz. Kurze Zeit später, am 26. Februar 1943, wurde Lina Simon zusammen mit ihrem Mann mit dem „30. Osttransport“ nach Auschwitz deportiert. Beide wurden ermordet, ihre Todesdaten sind nicht bekannt. |      |
|                       | Henny Simon                                       | Dortmunder Straße 9                                                     | 10. Juni 2024 | |      |
|                       | Adele Singer                                      | Essener Straße 24                                                       | 6. Juni 2013  | Geboren als Adele Wolkenstein 1894. Flucht nach England 1939. |      |
|                       | Ferdinand Singer                                  | Essener Straße 24                                                       | 6. Juni 2013  | Geboren 1893. Flucht nach England 1939. |      |
|                       | Farkas Sonnenwirth                                | Thomasiusstraße 26                                                      | 8. Aug. 2014  | Geboren am 19. August 1865 in Großwardein/Nagyvárad (Ungarn), heute: Oradea (Rumänien). Schuhmacher. Deportation am 14. September 1942 von Berlin in das KZ Theresienstadt, dort ermordet am 23. September 1942. |      |
|                       | Chaim Sperling                                    | Solinger Straße 10                                                      | Sep. 2003     | Geboren am 4. Dezember 1904 in Salzberg/Bochnia. |      |
|                       | Mendel Sperling                                   | Solinger Straße 10                                                      | Sep. 2003     | Geboren am 2. April 1874 in Gorlin. |      |
|                       | Clara Stargardt                                   | Alt-Moabit 85                                                           |               | Clara Stargardt, geb. Lindenfeld, kam am 25. September 1871 in Kassel zur Welt (siehe Jacob Stargardt). |      |
|                       | Dorothea Stargardt                                | Alt-Moabit 85                                                           |               | Dorothea Stargardt wurde am 17. November 1896 in Berlin geboren. Sie war die Tochter der Eheleute Jacob Stargardt und Clara, geb. Lindenfeld. Ihr Bruder kam im August 1898 zur Welt (siehe Jacob Stargardt). |      |
|                       | Erich Stargardt                                   | Alt-Moabit 85                                                           |               | Erich Stargardt kam am 12. August 1898 als Sohn von Jacob Stargardt und seiner Frau Clara, geb. Lindenfeld, in Berlin zur Welt. Er hatte eine Schwester, Dorothea, die zwei Jahre älter war als er. Erich Stargardt verdiente seinen Lebensunterhalt in den Jahren 1935 bis 1938 als Vertreter (siehe Jacob Stargardt). |      |
|                       | Jacob Stargardt                                   | Alt-Moabit 85                                                           |               | Der Kaufmann Jacob Stargardt wurde am 2. Januar 1860 in Schwerin an der Warthe (jetzt Skwierzyna) als Sohn des Kaufmanns Isaac Stargardt und dessen Frau Dorothea, geborene Friedländer, geboren. Seine Frau Clara, geb. Lindenfeld, kam 1871 in Kassel zur Welt. Das Ehepaar hatte zwei Kinder, die Tochter Dorothea (geb. 1896) und den Sohn Erich (geb. 1898). Die Familie lebte in den 1930er Jahren in der Straße Alt-Moabit 85a. Aus den Vermögenserklärungen der Familie geht hervor, dass letzter Wohnort der Eheleute Stargardt das Altenheim in der Iranischen Straße 2 war, das sie vermutlich 1941 bezogen. Für einen Betrag über 6250,– RM mussten Jacob und Clara Stargardt schließlich einen sogenannten Heimeinkaufsvertrag für Theresienstadt abschließen, mit dem angeblich ihre Unterbringung und Verpflegung bis zum 85. Lebensjahr gesichert war. Am 29. Januar 1943 wurden Jacob und Clara Stargardt mit dem „84. Alterstransport“ in das Ghetto Theresienstadt deportiert. Nach 16 Tagen, am 14. Februar 1943, starb Jacob Stargardt, seine Frau Clara nur wenige Tage später. Nachdem die Eltern in das Altenheim in der Iranischen Straße gezogen waren, mussten ihre Kinder Erich und Dorothea vermutlich aus der alten Wohnung ausziehen und zur Untermiete wohnen. Erich Stargardt war – vermutlich als Zwangsarbeiter – bei Kurt Seydel in Berlin in der Bülowstraße beschäftigt. Im Rahmen der „Fabrik-Aktion“ wurden die Geschwister Dorothea und Erich Stargard mit dem „31. Osttransport“ im März 1943 nach Auschwitz deportiert und dort ermordet. |      |
|                       | Rosa Steinheimer                                  | Lübecker Straße 43                                                      | 25. Juni 2023 | |      |
|                       | Auguste Stern                                     | Wullenweberstraße 11                                                    | Aug. 2011     | Geboren als Auguste Rossmann am 22. Mai 1862 in Wölfersheim. Deportation am 27. August 1942 nach Theresienstadt. Dort ermordet am 26. September 1942. |      |
|                       | Anna Strauss                                      | Thomasiusstraße 18                                                      | 13. Nov. 2015 | Geboren als Anna Sternberg in Posen am 21. Mai 1868. Deportation am 28. Juli 1942 nach Theresienstadt, dort ermordet am 9. August 1942. |      |
|                       | Else Strauss                                      | Thomasiusstraße 18                                                      | 13. Nov. 2015 | Geboren am 29. September 1892 in Berlin. Deportation am 14. Dezember 1942 nach Auschwitz, dort ermordet. |      |
|                       | Moses Strauss                                     | Thomasiusstraße 18                                                      | 13. Nov. 2015 | Geboren am 21. November 1866 in Steele, Essen. Deportation am 28. Juli 1942 nach Theresienstadt, dort ermordet am 7. August 1942. |      |
|                       | Joel Tarnowski                                    | Solinger Straße 10                                                      | Sep. 2003     | Geboren am 8. Oktober 1873 in Samter (Posen)/Szamotuły. Deportiert am 23. Juli 1942 nach Theresienstadt. Tod in Auschwitz. |      |
|                       | Richard Taubenschlag                              | Bochumer Straße 17                                                      | 10. Mai 2025  | |      |
|                       | Rosalie Taubenschlag                              | Bochumer Straße 17                                                      | 10. Mai 2025  | |      |
|                       | Auguste Teller                                    | Stephanstraße 17                                                        | 15. Juni 2018 | Geboren am 16. November 1871 in Gonsawa (heute Gasawa) bei Znin. Sie war verheiratet mit dem Reichsbahner Isidor Teller. Beide wurden am 1. September 1942 mit dem 54. Alterstransport von Berlin nach Theresienstadt deportiert. Auguste starb am 27. September 1942 in Theresienstadt. |      |
|                       | Isidor Teller                                     | Stephanstraße 17                                                        | 15. Juni 2018 | Geboren am 2. November 1868 in Witkowo bei Gnesen. Deportation mit seiner Ehefrau Auguste am 1. September 1942 nach Theresienstadt, dort gestorben am 10. März 1944. |      |
|                       | Sophie Tischler                                   | Essener Straße 19                                                       | Aug. 2010     | Geboren am 22. September 1873 in Dobrzyca. Deportation am 23. September 1942 nach Theresienstadt, dort gestorben am 23. Oktober 1942. |      |
|                       | Hedwig Tuchler                                    | Bochumer Straße 14                                                      | Aug. 2011     | Geboren am 3. Juli 1888 als Tochter von Abraham und Friedrike in Drausnitz (Droździenica). Ihr Bruder Hugo Tuchler, geb. 1886 lebte ebenfalls in Berlin. Deportiert am 3. März 1943 nach Auschwitz, dort ermordet. |      |
|                       | Else Ury und weitere 38 jüdische Bürger (Stein 1) | Solinger Straße 10                                                      | Sep. 2003     | |      |
|                       | Else Ury und weitere 38 jüdische Bürger (Stein 2) | Solinger Straße 10                                                      | Sep. 2003     | |      |
|                       | Else Ury und weitere 38 jüdische Bürger (Stein 3) | Solinger Straße 10                                                      | Sep. 2003     | Else Ury war eine der bekanntesten Jugendbuchautorinnen der 1920er Jahre. Sie wurde am 1. November 1877 in Berlin-Mitte, nahe dem Alexanderplatz, in der Heiligegeiststraße geboren. Die Familie Ury war in der dritten Generation in Berlin ansässig. Der Vater, Emil Ury, war Tabakfabrikant, die Mutter Franziska, geb. Schlesinger, führte den Haushalt. Die Brüder, Ludwig (1870–1963) und Hans (1873–1937), wurden Rechtsanwalt und Arzt. Ihre Schwester Käthe (1881–1943) - das „Nesthäkchen“ der Familie Ury - machte eine Ausbildung als Gymnastiklehrerin und heiratete den Baurat Hugo Heymann. Else Ury besuchte ein Mädchenlyzeum, die Luisenschule. Traditionsgemäß erwartete sie nach dem Schulabschluss die Ehe. Else Ury heiratete jedoch nicht – sie begann zu schreiben. 1905 erschien ihr erstes Buch „Was das Sonntagskind erlauscht“, im Stil moderner Märchen geschrieben, im Globusverlag. Im selben Jahr zog die Familie an den Savignyplatz. Um 1913 kamen die ersten beiden Bücher der Erfolgsserie „Nesthäkchen“ heraus. Im Ersten Weltkrieg schrieb Else Ury patriotisch gesinnte Romane, die sie als Fortsetzungsgeschichten in der Zeitschrift „Das Kränzchen“ veröffentlichte. In einigen späteren Romanen bekannte sie sich zu den Idealen der deutschen Frauenbewegung. Bis 1925 war die zehnbändige Geschichte des „Nesthäkchens“ Annemarie Braun fertig geschrieben und wurde eine der bekanntesten Kinderbuchserien des 20. Jahrhunderts. Die Geschichten wurden im Radio gelesen, der Kreis der Leserinnen wuchs ins Millionenfache. Auch als anerkannte Autorin lebte Else Ury weiterhin in ihrem Elternhaus und hatte keinen Kontakt zur literarischen Avantgarde Berlins. Sie leistete sich dagegen ein Ferienhaus als Rückzugsort in Krummhübel in Schlesien (heute Karpacz), das als „Haus Nesthäkchen“ bekannt wurde. Mit „Professors Zwillingen“ legte sie eine weitere Serie vor. 1933 veröffentlichte sie ihr letztes Buch: „Jugend voraus.“ Nach der Machtergreifung der Nationalsozialisten wuchsen auch für Else Ury die unsichtbaren Mauern der Verfolgung, die Familie wurde entrechtet und in ihrer Existenz bedroht. Der Bruder Hans wählte 1937 den Freitod, die Geschwister wurden nach dem Novemberpogrom 1938 von ihren Kindern ins Ausland geholt, Dr. Ludwig Ury nach London, Käthe Heimann mit Ehemann Hugo nach Amsterdam. Else Ury musste zwangsweise in ein „Judenhaus“ in der Solinger Straße ziehen. Sie pflegte hier ihre über 90-jährige Mutter, die 1940 starb. Am 6. Januar 1943 wurde Else Ury von der Gestapo in das Sammellager in der Großen Hamburger Straße 26 gebracht. Am 12. Januar wurde sie zusammen mit 1100 Berliner Juden im Viehwaggon, dem 26. „Osttransport“, nach Auschwitz deportiert und dort am 13. Januar 1943 in die Gaskammer getrieben. Ihre Schwester Käthe wurde mit Ehemann Hugo, Tochter, Schwiegersohn und einem Enkel aus Amsterdam deportiert und ermordet. Ihr in London lebender Neffe, konnte später ihr Erbe antreten und dafür sorgen, dass ihre Bücher wieder erscheinen. Else Ury schenkte mit ihren insgesamt 38 Büchern ungezählten Generationen lesebegeisterter Mädchen und Jungen Identifikationsfiguren, die die Kriegs- und Nachkriegszeit überdauerten und deren Faszination auf Leser bis heute ungebrochen ist. Ihr Werk richtete sich an alle Kinder, gleich welcher Konfession. Ihr Werk, insbesondere die Nesthäckchenserie, ist ein Teil unserer literarischen Kultur geworden. |      |
|                       | Franziska Ury                                     | Solinger Straße 10                                                      | Sep. 2003     | Franziska Ury wurde am 16. März 1847 in Berlin als Franziska Schlesinger geboren. Sie war verheiratet mit Emil Ury, der Inhaber einer Tabakfabrik in Berlin war. Die Familie Ury war in der dritten Generation in Berlin ansässig. Der Großvater, Levin Elias Ury, bekam 1828 als jüdischer Einwanderer aus Tangermünde Stadtbürgerrecht in Berlin. Er wurde Vorsteher der großen jüdischen Gemeinde. Das Ehepaar Franziska und Emil Ury bekam vier Kinder, Ludwig, Hans, Käthe und Else. Ludwig (1870–1963) wurde Rechtsanwalt, Hans (1873–1937) wurde Arzt, Käthe (1881–1943) machte eine Ausbildung als Gymnastiklehrerin und heiratete später den Baurat Hugo Heymann. Else Ury begann nach ihrer Schulausbildung zu schreiben. Sie wurde - vor allem mit der Reihe Nesthäkchen - eine der bekanntesten Kinder- und Jugendbuchautoren des 20. Jahrhunderts. 1905 zog die Familie an den Savignyplatz. 1920 verstarb Emil Ury. Nach der Machtergreifung der Nationalsozialisten wurde die Familie entrechtet und in ihrer Existenz bedroht. 1937 flüchtete sich der Sohn Franz in den Freitod, die Geschwister Ludwig und Käthe wurden nach dem Novemberpogrom 1938 von den Enkeln Franziskas ins Ausland geholt, Dr. Ludwig Ury nach London, Käthe Heimann mit Ehemann Hugo nach Amsterdam. Franziska Ury musste als alte Frau noch zwangsweise in ein „Judenhaus“ ziehen. Dort wurde die über 90-Jährige von ihrer Tochter Else gepflegt. 1940 verstarb Franziska - nicht in ihrem Zuhause in gewohnter Umgebung - sondern in den beengten Verhältnissen des Zwangsquartiers. Ihre beiden Töchter, Käthe und Else Ury, wurden 1943 in Konzentrationslager deportiert und dort ermordet. Käthe zusammen mit Ehemann Hugo, ihrer Tochter, ihrem Schwiegersohn und einem Enkel. |      |
|                       | Liselotte Voss                                    | Thomasiusstraße 5                                                       | 8. Aug. 2014  | Geboren als Liselotte Katz am 25. Dezember 1911 in Eisleben. Deportation am 12. März 1943 nach Auschwitz, dort ermordet. |      |
|                       | Werner Willy Voss                                 | Thomasiusstraße 5                                                       | 8. Aug. 2014  | Geboren am 22. Dezember 1903 in Berlin-Charlottenburg. Deportation am 12. März 1943 nach Auschwitz. Ermordet 1944 in Auschwitz-Monowitz. |      |
|                       | Ellen Edith Wahrburg                              | Dortmunder Straße 13                                                    | 11. Sep. 2017 | Geb. 1918. Deportation nach Auschwitz am 9. Dezember 1942. Befreit |      |
|                       | Ernst David Wahrburg                              | Dortmunder Straße 13                                                    | 11. Sep. 2017 | Geboren am 3. Oktober 1913 in Angermünde. Deportation nach Auschwitz am 9. Dezember 1942, dort am 23. Januar 1943 ermordet. |      |
|                       | Bertha Walk                                       | Jagowstraße 8                                                           | 25. Apr. 2014 | Geboren am 15. Mai 1876 in Wilna/Vilnius. Deportation am 3. Oktober 1942 nach Theresienstadt. Dort ermordet am 1. Februar 1945. |      |
|                       | Benno Walter                                      | Levetzowstraße 11a                                                      |               | Geboren am 25. November 1878 in Czarnikau (Posen) / Czarnków. Rechtsanwalt. Deportation am 29. November 1942 nach Auschwitz, dort ermordet. |      |
|                       | Gertrud Walter                                    | Levetzowstraße 11a                                                      |               | Geboren als Gertrud Stern am 7. Mai 1886 in Berlin. Deportation am 29. November 1942 nach Auschwitz, dort ermordet. |      |
|                       | Sara Warszawski                                   | Bundesratufer 2                                                         | Mai 2004      | Geboren am 22. September 1864 in Gnesen (Posen) / Gniezno. Deportation am 28. Juli 1942 nach Theresienstadt. Ermordet in Treblinka. |      |
|                       | Laura Weishaus                                    | Solinger Straße 10                                                      | Sep. 2003     | Laura Weishaus, geb. Halpern. Geboren am 5. August 1860 in Bolechau (Galizien) / Bolechiw. Deportiert am 3. Oktober 1942 nach Theresienstadt, dort gestorben. |      |
|                       | Lotte Weisstein                                   | Thomasiusstraße 3                                                       | 8. Aug. 2014  | Geboren als Lotte Klein am 13. Januar 1908 in Nürnberg. Deportation am 3. März 1943 nach Auschwitz, dort ermordet. |      |
|                       | Walter Wolfgang Weisstein                         | Thomasiusstraße 3                                                       | 25. Juli 2012 | Geboren am 5. Juni 1900 in Ortelsburg (Ostpreußen)/Szczytno. Kaufmann. Deportation am 1. März 1943 nach Auschwitz, dort ermordet. |      |
|                       | Richard Weller                                    | Huttenstraße 12 (Betriebsgelände der Siemens AG Gasturbinenwerk Berlin) | Apr. 2003     | Der Maschinenschlosser Richard Weller, geboren am 23. März 1914, arbeitet bei Kriegsende bei der AEG in Berlin-Reinickendorf, Drontheimer Straße. Dort gehört er einer Widerstandsgruppe an, die auch Sabotage an Rüstungsgütern betreibt und sich bemüht Verbindungen zu anderen betrieblichen Widerstandsgruppen und sowjetischen Zwangsarbeitern herzustellen. Weller und seine Mitkämpfer werden verraten und am 22. Februar 1945 von der Gestapo verhaftet. Am 19. März 1945 wird Richard Weller vom Kammergericht zum Tode verurteilt. Das Urteil wird wenige Wochen vor Kriegsende und der Befreiung vom Nationalsozialismus am 13. April in Plötzensee vollstreckt. |      |
|                       | Helene Weltmann                                   | Tile-Wardenberg-Straße 29                                               | 5. Dez. 2019  | Geb. als Helene Blumberg am 11. Januar 1866 in Danzig. Deportation nach Theresienstadt am 28. Juni 1942, dort ermordet am 22. August 1942. |      |
|                       | Itzig Julius Weltmann                             | Tile-Wardenberg-Straße 29                                               | 5. Dez. 2019  | Geboren am 18. November 1861 in Dolzig/Dolsk. Deportation am 28. Juli 1942 nach Theresienstadt. Ermordet am 26. September 1942 in Treblinka. |      |
|                       | Heinrich Werner                                   | Spenerstraße 25a                                                        | März 2008     | Geboren am 5. Mai 1906 in Lennep. Studienrat in Berlin. 1940 wurde er zur Wehrmacht einberufen und bei der Nachrichtentruppe eingesetzt. Anfang 1944 wurde er im Oberkommando der Wehrmacht in der Dienststelle Wehrmachtpropaganda Sachbearbeiter für sowjetische Propaganda und die deutschen Gegenmaßnahmen. 1944 traf er sich mit seinen früheren Schülern, die ihn mit der Widerstandsgruppe um Anton Saefkow bekannt machten. Er informierte die Gruppe über Ereignisse an der Front und übergab ihnen dienstliche Unterlagen für die Widerstandsarbeit. Am 8. Juli 1944 wurde er verhaftet, am 18. September 1944 vom Volksgerichtshof zum Tode verurteilt und am 15. Januar 1945 im Zuchthaus Brandenburg-Görden hingerichtet. |      |
|                       | Julius Wiener                                     | Thomasiusstraße 7                                                       | 13. Nov. 2015 | Geboren am 3. Februar 1880 in Löwenberg (Schlesien)/Lwówek Śląski. Tätig in Berlin als Kaufmann. Deportation am 26. Oktober 1942 nach Riga, dort ermordet am 29. Oktober 1942 - gemeinsam mit seiner Frau Martha. |      |
|                       | Martha Wiener                                     | Thomasiusstraße 7                                                       | 13. Nov. 2015 | Martha Wiener geb. Schachian, geboren am 15. Januar 1883 in Berlin. Sie zog im Jahr 1911 mit ihrem Mann Julius in die Thomasiusstraße 7. Am 26. Oktober 1942 wurde sie mit ihrem Mann nach Riga deportiert und dort am 29. Oktober 1942 ermordet. |      |
|                       | Ernst Witt                                        | Elberfelder Straße 20                                                   | 6. März 2009  | Ernst Witt wurde am 2. Dezember 1883 in Samter (Posen)/Szamotuły geboren als Sohn des Glasers Jascel Witt und dessen Frau Eva. Er heiratete am 28. November 1913 in Berlin Hedwig Baum, Tochter von Hermann Baum und Johanna geb. Lewinsohn, aus Berlin. Gemeinsam betrieb das Ehepaar ein Schuhgeschäft in der Frankfurter Allee 24/25 in Berlin-Friedrichshain, in dem sie zwei Verkäuferinnen und ein Lehrmädchen beschäftigten. Infolge des Boykotts jüdischer Geschäfte durch die Nationalsozialisten musste die Familie ihre Firma ab 1933 verkleinern. Wiederholt war das Geschäft antisemitischen Angriffen ausgesetzt. 1937 wurden die Scheiben mit antisemitischen Parolen beschmiert, und Ernst Witt wurde auf offener Straße verprügelt. Ein Jahr später, während des Novemberpogroms, verwüstete der nationalsozialistische Mob den Laden und zertrümmerte das Inventar. Der Sohn Kurt Witt wurde im gleichen Monat festgenommen. Aus Angst, ebenfalls verhaftet zu werden, traute sich Ernst Witt nun nicht mehr, sein eigenes Geschäft zu betreten. Kurz darauf musste der Familienbetrieb aufgelöst werden. Das Ehepaar wurde am 14. November 1941 nach Minsk deportiert und dort im Ghetto ermordet. |      |
|                       | Hedwig Witt                                       | Elberfelder Straße 20                                                   | 6. März 2009  | Hedwig Witt wurde am 12. Juli 1887 als Tochter von Hermann Baum und Johanna geb. Lewinsohn in Buk (Posen) geboren und 1941 in Minsk ermordet(siehe Ernst Witt). |      |
|                       | Kurt Witt                                         | Elberfelder Straße 20                                                   | 6. März 2009  | Geboren am 8. Dezember 1916 in Berlin als Sohn von Ernst und Hedwig Witt. Von Beruf Uhrmacher. Deportationen: 24. Februar 1940 Sachsenhausen, 5. September 1940 Dachau, 11. Dezember 1940 Buchenwald. Ermordet am 14. November 1942 in Dachau. Seine Urne wurde im folgenden Frühjahr auf dem Jüdischen Friedhof Berlin-Weißensee beigesetzt. Wer die Urne damals beerdigen ließ, ist nicht bekannt. Die Eltern Ernst und Hedwig Witt waren bereits im November 1941 nach Minsk deportiert worden. Die jüngere Schwester Johanna Neustadt war die einzige Überlebende der vierköpfigen Familie Witt. Sie war im Juli 1939 im Alter von 21 Jahren und wohl als Reaktion auf das Verschwinden ihres Bruders nach England ausgewandert. In London heiratete sie im selben Jahr den ebenfalls aus Berlin kommenden Alfred Neustadt. |      |
|                       | Hertha Witkowski                                  | Jagowstraße 44                                                          | 30. Nov. 2013 | Hertha Witkowski wurde am 6. Oktober 1866 in Kolberg geboren als Tochter von Rudolf Reppen und dessen Frau Helene, geb. Goldmann. Weitere Informationen: Siegfried Witkowski. |      |
|                       | Siegfried Witkowski                               | Jagowstraße 44                                                          | 30. Nov. 2013 | Samuel Siegfried Witkowski wurde am 28. Februar 1868 in Gnesen als Sohn von Isaak Witkowski und dessen Frau Cäcilie, geb. Seligsohn, geboren. Er war verheiratet mit Hertha, geb. Reppen. Das Ehepaar war im Mai 1939 in Berlin-Tiergarten, Jagowstraße 44 gemeldet. Am 14. Januar 1943 wurden beide in ihrer Wohnung in der Wullenweberstraße 3 tot aufgefunden. Sie hatten den Freitod durch Leuchtgasvergiftung gewählt. |      |
|                       | Erich Wohl                                        | Tile-Wardenberg-Straße 26 (Jagowstraße 4c)                              | Mai 2006      | Rechtsanwalt und Notar Dr. Erich Wohl, geb. 4. März 1893 in Berlin, wurde am 30. Mai 1922 in die Freimaurerloge Friedrich Ludwig Schröder aufgenommen. Ernst Wohl verließ Nazi-Deutschland, um in Frankreich Jura zu studieren und sich eine neue Existenz aufzubauen. Seine Frau Erna und seine Söhne Frank und Ernst waren zunächst bei Verwandten in Oberschlesien untergekommen. 1934 holte er seine Familie nach Paris, wo er sich als Rechtsanwalt etabliert hatte. Nach der Besetzung Frankreichs wurde die Familie von der Gestapo in das Sammellager Pithiviers gebracht. Von dort wurde Ernst Wohl am 31. Juli 1942 nach Auschwitz deportiert und am 16. August 1942 ermordet. Ihm folgten mit weiteren Transporten seine Frau mit dem Sohn Frank, dann als Letzter der Familie der knapp 12 Jahre alte Sohn Ernst. |      |
|                       | Erna Wohl                                         | Tile-Wardenberg-Straße 26 (Jagowstraße 4c)                              | Mai 2006      | Geb. Süßbach, 1. Dezember 1896 in Botzanowitz / Bodzanowice. Deportation am 3. August 1942 nach Auschwitz, dort ermordet am 6. August 1942. |      |
|                       | Ernst Wohl                                        | Tile-Wardenberg-Straße 26 (Jagowstraße 4c)                              | Mai 2006      | Geboren am 2. September 1930 in Berlin. Flucht nach Frankreich. Deportation am 24. August 1942 von Drancy nach Auschwitz, dort ermordet. |      |
|                       | Frank Wohl                                        | Tile-Wardenberg-Straße 26 (Jagowstraße 4c)                              | Mai 2006      | Geboren am 14. November 1927 in Berlin. Flucht nach Frankreich. Deportation am 3. August 1942 nach Auschwitz, dort ermordet. |      |
|                       | Edith Wohlmuth                                    | Lübecker Straße 43                                                      | 25. Juni 2023 | |      |
|                       | Hedwig Wohlmuth                                   | Lübecker Straße 43                                                      | 25. Juni 2023 | |      |
|                       | Agnes Wolff                                       | Tile-Wardenberg-Straße 28                                               | Mai 2004      | Agnes Samuel wuchs als drittes von fünf Geschwistern um die Jahrhundertwende in Stolp/Pommern (heute: Słupsk/Polen) auf. Agnes’ Eltern Günther und Bertha Samuel, geb. Simon, gehörten zu den angesehenen und wohlhabenden Kreisen der Stadt. Die Familie lebte in der Goldstraße 10, nahe dem Markt, und führte den Haushalt koscher. Agnes Samuel besuchte zehn Jahre lang die höhere Töchterschule in Stolp. Im Anschluss wurde sie wie alle ihre Geschwister zu Hause von Erzieherinnen in Sprachen und allgemeinem Wissen fortgebildet. Außerdem lernte sie Klavier und Violine spielen sowie Nähen und Handarbeit. Später besuchte Agnes Samuel die Handelsschule im rund 200 Kilometer entfernten Stettin. Nach ihrem Abschluss zog sie vermutlich nach Berlin, wo sie den aus Strasburg in Westpreußen stammenden Bruno Harry Wolff kennenlernte. Im April 1926 heiratete sie ihn in ihrem Heimatort Stolp. Durch die üppige Barmitgift konnte eine gemeinsame Wohnung in Berlin ausgestattet und das gemeinsame Unternehmen, ein Geschäft für die Herstellung pharmazeutischer Produkte, vergrößert werden. Bruno Wolff hatte das Gymnasium besucht, eine kaufmännische Lehre und eine Ausbildung zum Chemiker absolviert und später Orthopädie-Mechaniker gelernt. Vor der Ehe mit Agnes Samuel war er, bereits in Berlin lebend, schon einmal, vermutlich mit Alice Wolff, geb. Rosenberg, verheiratet gewesen. Seit Anfang der 1920er-Jahre besaß er den Neuheitenvertrieb »Ali«, der laut Handelsregisterakten mehrmals umziehen und Ende der 1920er-Jahre wohl aufgrund der Wirtschaftskrise aufgelöst werden musste. Gemeinsam mit Agnes war Bruno Wolff nun in der eigenen chemischen Fabrik tätig, die unter Agnes’ Namen eingetragen und bekannt war. Das Ehepaar patentierte viele eigene pharmazeutische Produkte und stellte diese her, wie zum Beispiel die Hautcreme »Wolani«, die einen großen Absatz hatte. Die Ehe von Agnes und Bruno Wolff blieb kinderlos Ab 1940 versuchte Bruno Wolff als Orthopädie-Mechaniker Geld zu verdienen, bevor er schließlich in der Wehrmachtsabteilung der Firma Werner Pause & Co in der Wallstraße 11–12 Zwangsarbeit leisten musste. Zu diesem Zeitpunkt waren Agnes’ Schwestern Klara Spies, Lucie Fürstenberg und Else Spies vermutlich schon im Ausland, denn alle überlebten die Shoah und bauten sich in den USA und Chile ein neues Leben auf. Der Bruder Siegfried Samuel, der in Stolp eine Fellhandlung betrieben hatte, war bereits 1931 in seinem Heimatort gestorben. Auch Agnes’ Mutter Bertha Samuel verschied dort im Jahr 1938. Wie viele Jüdinnen und Juden trafen auch Bruno und Agnes Wolff Vorbereitungen zur Auswanderung. An den damit verbundenen Anstrengungen und Belastungen erkrankte Agnes, Bruno befürchtete zeitweise gar ihren Freitod. Die Bemühungen blieben schließlich erfolglos, und zu einer rettenden Emigration sollte es nicht mehr kommen. Am 14. November 1941 wurden sie nach Minsk deportiert, wo sich ihre Spur verliert. |      |
|                       | Bruno H. Wolff                                    | Tile-Wardenberg-Straße 28                                               | Mai 2004      | Bruno Harry Wolff wurde am 3. Januar 1893 in Strasburg/Westpreußen (heute: Brodnica/Polen) geboren. Er war verheiratet mit Agnes Samuel (siehe Agnes Wolff). |      |
|                       | Dora Wolff                                        | Krefelder Straße 21                                                     | 23. Sep. 2016 | Geb. Caro. siehe Marcus Wolff |      |
|                       | Ingeborg Wolf                                     | Elberfelder Straße 29                                                   | 4. Juni 2022  | |      |
|                       | Josef David Wolf                                  | Elberfelder Straße 29                                                   | 4. Juni 2022  | |      |
|                       | Lina Wolf                                         | Elberfelder Straße 29                                                   | 4. Juni 2022  | |      |
|                       | Marcus Wolff                                      | Krefelder Straße 21                                                     | 23. Sep. 2016 | Marcus Wolff wurde am 19. September 1879 in Schubin, Provinz Posen im heutigen Polen geboren. Seine Ehefrau, Dora Wolff, geb. Caro, kam am 6. Juni 1880 in Gromaden zur Welt. Marcus und Dora haben am 12. November 1904 in Gromaden, Provinz Posen geheiratet. Sie bekamen drei Kinder: Martha (geb. 4. August 1905), Hilde (geb. 17. April 1907), Selma (geb. 27. April 1909). 1921 zog die Familie Wolff nach Berlin. Marcus Wolff war von Beruf Fleischermeister. In der Krefelder Straße eröffnete er ein Fleischerfachgeschäft sowie einen Verkaufsstand in der Arminiusmarkthalle in Moabit. Am 14. November 1941 wurden die Eltern Dora und Marcus Wolff nach Minsk deportiert und ermordet. Martha, die älteste Tochter konnte 1939 mit ihrem Mann nach England flüchten. Dort brachte sie am 28. Juli 1945 den Sohn Philip zur Welt. Die zweite Tochter Hilde wurde mit ihrem Mann und dem 7-jährigen Sohn Joachim 1943 nach Auschwitz deportiert und dort ermordet. Die jüngste Tochter Selma überlebte mit ihrem Sohn Wolfgang die Nazizeit in Berlin. |      |
|                       | Elisabeth Sophie Wolff                            | Bundesratufer 1                                                         | Mai 2004      | siehe Hans Wolff |      |
|                       | Hans Wolff                                        | Bundesratufer 1                                                         | Mai 2004      | Dr. Hans Georg Wolff wurde am 11. Dezember 1879 in Berlin geboren. Mit seiner Frau Henriette hatte er eine Tochter, Elisabeth, die 1926 in Berlin zur Welt kam. Der promovierte Chemiker war in Berlin als vereidigter Sachverständiger für Farben und Lacke tätig, u. a. für die Industrie- und Handelskammer. Die Familie wohnte erst in der Philippstraße 3 in Berlin-Mitte, zog 1926 nach Waidmannslust um, doch 1930 wieder ins Zentrum Berlins zurück, in die Luisenstraße 21. Im Jahr 1934 zog die Familie wieder um, diesmal nach Moabit, Bundesratufer 1. In der Luisenstraße richtete Hans Georg Wolff sich ein Labor für seine Arbeit ein. Die Tochter Elisabeth Wolff besuchte die jüdische Privatschule Zickel, später die jüdische Volksschule in der Klopstockstraße 58, bis im Juni 1942 alle jüdischen Schulen aufgelöst wurden. Dr. Hans Georg Wolff, der in seinem Labor ab 1937 für die Marine Rostschutzfarbe für U-Boote prüfen musste, wurde 1942 als Zwangsarbeiter eingesetzt, bei der Firma Warnecke und Böhm in Weißensee. Die gesamte Familie wurde am 19. Oktober 1942 mit dem „21. Osttransport“ nach Riga deportiert und gilt seither als verschollen. |      |
|                       | Henriette Wolff                                   | Bundesratufer 1                                                         | Mai 2004      | siehe Hans Wolff |      |
|                       | Josef Wolkenheim                                  | Dortmunder Straße 6                                                     | 20. Sep. 2013 | Josef Wolkenheim wurde am 16. Januar 1864 in Prezeworsk (Galizien) geboren. Abgeschoben am 28. Oktober 1938 nach Bentschen/Zbąszyń („Polenaktion“). Deportiert im Jahre 1942 von Bielsko Biala nach Auschwitz. Ermordet 1942 in Auschwitz. |      |
|                       | Samuel Wolkenheim                                 | Elberfelder Straße 20                                                   | 6. März 2009  | Samuel Wolkenheim wurde am 4. November 1892 in Bielitz-Biala (heute: Bielsko-Biała/Polen) in einer jüdischen Familie geboren. Er hatte die polnische Staatsangehörigkeit. Seine Eltern waren der Kaufmann Josef Wolkenheim und dessen Ehefrau Yehudit (auch: Gitl, Jetty, Yeti) geborene Getreider. Er war das älteste von vier Kindern. Seine zwei Brüdern hießen Siegmund und Leopold, seine Schwester Adele. Vermutlich im Jahr 1914 ging Samuel Wolkenheim zusammen mit seiner Familie nach Berlin. In Berlin arbeitete er als Textilkaufmann. Er wohnte mit seinem Vater und einem der Brüder in einer 3-Zimmer-Wohnung im Gartenhaus in der Dortmunder Straße 6, Berlin-Moabit. Im Juni 1935 heiratete Samuel Wolkenheim die Berlinerin Selma Orlow, die nach der Hochzeit zu ihm in die Dortmunder Straße zog. Die Mutter von Samuel Wolkenheim starb am 12. März 1937 im Alter von 73 Jahren. Der Vater Josef Wolkenheim wurde am 28. Oktober 1938 von der Gestapo verhaftet und im Rahmen der sogenannten Polenaktion nach Zbąszyń/Bentschen an der polnischen Grenze ausgewiesen. Von Zbąszyń/Bentschen kam er in das Ghetto von Bielsko Biala und wurde anschließend nach Auschwitz deportiert, wo er ermordet wurde. Vermutlich wurden die beiden Brüder Siegmund und Leopold Wolkenheim zusammen mit dem Vater ausgewiesen. Auch für sie lassen sich Angaben finden, dass sie im Ghetto von Bielsko Biala waren und in Auschwitz ums Leben kamen. Samuel Wolkenheims Frau Selma wanderte im Januar 1939 zu ihrem Bruder nach Paris aus. Sie berichtete später, dass ihr Mann in Berlin zurückgeblieben sei. Er habe die Absicht gehabt, illegal über die Grenze zu gehen, um so den wertvollen Familienschmuck mitnehmen zu können, der sonst beschlagnahmt worden wäre. Bis zum Kriegsausbruch im September 1939 blieb sie mit ihrem Mann in Briefverkehr. Er habe ihr wiederholt von seinen Versuchen berichtet, Deutschland zu verlassen. Drei seiner Versuche, über die deutsch-belgische Grenze zu kommen, seien gescheitert. Er habe dabei gesehen, dass man flüchtende Juden gefasst und festgenommen hatte, und schließlich den Mut verloren. Samuel Wolkenheims Schwester Adele gelang noch 1939 gemeinsam mit ihrem Ehemann Ferdinand Singer die Auswanderung nach England. So blieb er als einziges Mitglied der Familie in Berlin zurück. Seiner Frau zufolge wurde er zur Zwangsarbeit bei einer Wäschefabrik namens „Hansa“ verpflichtet. Aus der Wohnung in der Dortmunder Straße zog er vermutlich Anfang 1939 aus. Zum Zeitpunkt der Volkszählung im Mai 1939 war er in der Elberfelder Straße 20 gemeldet Der letzte Wohnsitz von Samuel Wolkenheim vor seiner Deportation war den Wiedergutmachungs- und Entschädigungsakten zufolge ein Zimmer am Holsteiner Ufer 4 in Berlin-Tiergarten, das er zur Untermiete bewohnte. Am 1. November 1941 wurde Samuel Wolkenheim mit dem „IV. Transport“ vom Bahnhof-Grunewald deportiert. Der Transport mit etwa 1030 Berliner Jüdinnen und Juden erreichte Łódź (Ghetto Litzmannstadt) am 2. November 1941. Samuel Wolkenheim starb dort am 25. Oktober 1942. |      |
|                       | Salomon Wollsteiner                               | Dortmunder Straße 11                                                    | 25. Juli 2012 | Salomon Wollsteiner wurde am 22. Juni 1879 in Berlin geboren. Er war Kaufmann und lebte in der Dortmunder Straße 11 im alten Hansaviertel. Am 14. November 1941 wurde der 62-jährige Salomon mit dem „V. Transport“ in das Ghetto Minsk deportiert. Über sein Schicksal im Ghetto ist nichts bekannt. Er gehörte nicht zu den Überlebenden. |      |
|                       | Louis Zander                                      | Alt-Moabit 86C                                                          | 16. Juni 2023 | |      |
|                       | Selma Zander                                      | Alt-Moabit 86C                                                          | 16. Juni 2023 | |      |
|                       | Herbert Zobel                                     | Sickingenstraße 5                                                       | 10. Mai 2011  | Herbert Zobel wurde am 21. April 1911 in Berlin geboren. Er arbeitete im Verwaltungsdienst bei der Deutschen Reichsbahn und war Mitglied der Berliner Widerstandsgruppe Robert Uhrig. Die Uhrig-Gruppe, benannt nach dem Schöneberger Metallarbeiter und Widerständler Robert Uhrig, wurde 1942 durch die Gestapospitzel Hans Kurz und Willi Becker enttarnt und Anfang 1942 fast vollständig zerschlagen. Über 170 Widerständler wurden verhaftet, 78 von ihnen zum Tode verurteilt und hingerichtet. Ob Zobel zum Tode verurteilt wurde, lässt sich im Augenblick nicht sagen. Sicher ist jedoch, dass Herbert Zobel am 7. Oktober 1942 im Gestapolager Wuhlheide starb. Der Stolperstein wurde auf Initiative der Berliner Eisenbahn- und Verkehrsgewerkschaft (EVG) verlegt. |      |
|                       | Käte Zoegall                                      | Thomasiusstraße 17                                                      | 24. Sep. 2015 | Käte Zoegall kam am 5. Oktober 1897 in Berlin als Tochter von Max und Hulda Böhm zur Welt. Am 28. Oktober 1931 hatte sie in Berlin den am 4. April 1893 geborenen Kaufmann Rudolf Ruben Zoegall geheiratet und am 23. Juli 1935 wurde ebenfalls dort ihr Sohn Peter Julius geboren. Ihr Mann Rudolf Ruben Zoegall starb am 6. Oktober 1936 in Schöneberg und 1937 zog sie mit ihrem Sohn zu ihren Eltern in die Thomasiusstraße 17. Spätestens ab den 1940er Jahren musste Käte bei der Firma Siemens-Schuckert für 23,– RM Monatslohn täglich um die 10 Stunden Zwangsarbeit leisten. Am 17. November 1941 wurde Kätes Bruder, Werner Böhm, im Alter von 35 Jahren nach Litauen ins Ghetto von Kowno deportiert und dort eine Woche nach der Ankunft durch die Einsatzgruppe A bei einer Massenerschießung im Fort IX ermordet. Kätes Eltern, Max und Hulda Böhm, mussten im Sommer 1942 das gemeinsame Zuhause in der Thomasiusstraße verlassen, um sich in die Sammelstelle für Juden in der Gerlachstraße nahe dem Alexanderplatz zu begeben. Von dort aus wurden die beiden wenig später in das Lager Theresienstadt deportiert. Bereits zwei Wochen später wurden Käte Zoegalls Eltern im Viehwaggon in das Vernichtungslager Treblinka verschleppt und gleich nach ihrer Ankunft vergast. Zur selben Zeit leistete Käte Zoegall noch immer Zwangsarbeit – bis man auch sie am 3. Februar 1943 im Alter von 45 Jahren gemeinsam mit ihrem siebenjährigen Sohn Peter im 28. Osttransport nach Auschwitz deportierte. Von den 952 Personen dieses Transports wurden an der Rampe von Auschwitz-Birkenau 181 Männer und 106 Frauen für arbeitsfähig befunden. Nur fünf von ihnen erlebten das Kriegsende. Alle anderen Verschleppten, darunter 82 Kinder bis 12 Jahre, wurden, wie Käte Zoegall und ihr Sohn Peter, sofort nach ihrer Ankunft in der Gaskammer ermordet. |      |
|                       | Peter Julius Zoegall                              | Thomasiusstraße 17                                                      | 24. Sep. 2015 | Peter Julius Zoegall wurde am 23. Juli 1935 in Berlin geboren. Seine Mutter war Käte Zoegall und sein Vater Rudolf Ruben Zoegall. Nach dem Tod des Vaters 1936 zog seine Mutter 1937 mit dem nun Zweijährigen zu ihren Eltern Max und Hulda Böhm in die Thomasiusstraße 17. Peter erlebte im Frühling 1941 in der 8. jüdischen Volksschule seine Einschulung. Er war sieben Jahre alt, als man auch ihn zusammen mit seiner Mutter am 3. Februar 1943 im 28. Osttransport nach Auschwitz deportierte. Von den 952 Personen dieses Transports wurden an der Rampe in Auschwitz-Birkenau 181 Männer und 106 Frauen für arbeitsfähig befunden. Nur fünf von ihnen erlebten das Kriegsende. Alle anderen Verschleppten, darunter 82 Kinder bis 12 Jahre, wurden, wie Julius Zoegall und seine Mutter, sofort nach ihrer Ankunft in Auschwitz in der Gaskammer ermordet. |      |